# Antiquité tardive
Vous lisez un « article de qualité » labellisé en 2007.
L’Antiquité tardive est une période de l’histoire européenne et méditerranéenne qui commence à la fin du IIIe siècle mais dont le terme est flou. On emploie cette expression pour les régions qui ont été des provinces romaines autour du bassin méditerranéen (en Europe occidentale, orientale et méridionale, au Proche-Orient et en Afrique du Nord), mais son extension se prolonge bien au-delà de la fin de l’Empire romain d’Occident en 476.
L’Antiquité tardive se caractérise par un mélange de traditions antiques, de ce que les historiens appellent la « romanité », d’apports chrétiens et d’influences « barbares ». Les débats théologiques, les difficultés dans les relations entre l’empereur et l’Église et le développement de l'architecture paléochrétienne caractérisent la période. L’Antiquité tardive constitue une période essentielle pour la transmission de la culture, de la science et plus généralement de toutes les connaissances accumulées par les différentes civilisations antiques. Elle intéresse donc au plus haut point les historiens qui ont d’abord vu en elle une époque de décadence, pour la considérer désormais comme une période charnière entre Antiquité et Moyen Âge.
L’Antiquité tardive commence avec l’avènement de Dioclétien (r. 284-305), lorsque l’Empire romain, tout en gardant son unité, est dirigé par quatre empereurs (« Tétrarchie ») afin de mieux pouvoir faire face aux menaces d’invasion. En effet, l'Empire est alors gouverné par deux Augustes, dont un prend la tête de la Pars Occidentalis (improprement désignée Empire romain d'Occident) et l'autre de la Pars Orientalis (improprement désignée Empire romain d'Orient), et deux Césars qui secondent et succèdent à leurs Augustes respectifs.
Au début du Ve siècle, les invasions germaniques entraînent dans l’ancienne Pars Occidentalis de l’Empire la création d’éphémères royaumes barbares, mais les anciennes structures économiques et sociales subsistent. À l’est, la Pars Orientalis se maintient par de profondes réformes culturelles, religieuses, politiques et militaires, qui mettront progressivement fin à l’Antiquité tardive. Ces réformes débutent discrètement durant le règne de Justinien le Grand (527-565). Elles s’accélèrent à partir du règne d’Héraclius (610-641) et aboutissent au début du règne de Léon III l'Isaurien (717-741), à la veille de l’éclatement de la première crise iconoclaste en 723. C’est l’aboutissement de plusieurs siècles de transition, par laquelle l’ancienne Pars Orientalis du Bas-Empire romain perd son caractère proprement latin à la suite des invasions arabes et slaves qui l’obligent à se replier sur l’aire de civilisation hellénique. Cette Pars Orientalis acquiert ainsi un caractère gréco-oriental, et fait entrer de plain-pied l’Orient chrétien dans la période médiévale : elle sera appelée « Empire byzantin » à partir de 1557.

## Un sujet d'études récent
Dans la division traditionnelle de l’histoire en périodes, l’Antiquité s’achevait avec les invasions germaniques et la destitution du dernier empereur d’Occident, Romulus Augustule, en 476. Au Haut-Empire considéré comme l’apogée de la civilisation romaine, succédait ainsi à partir du IVe siècle le Bas-Empire, considéré du XVIIIe siècle au milieu du XXe siècle comme une période de décadence. Dans cette optique, les invasions germaniques aux IVe et Ve siècles engendrèrent un changement décisif, balayant la société romaine et instaurant un nouveau système social.

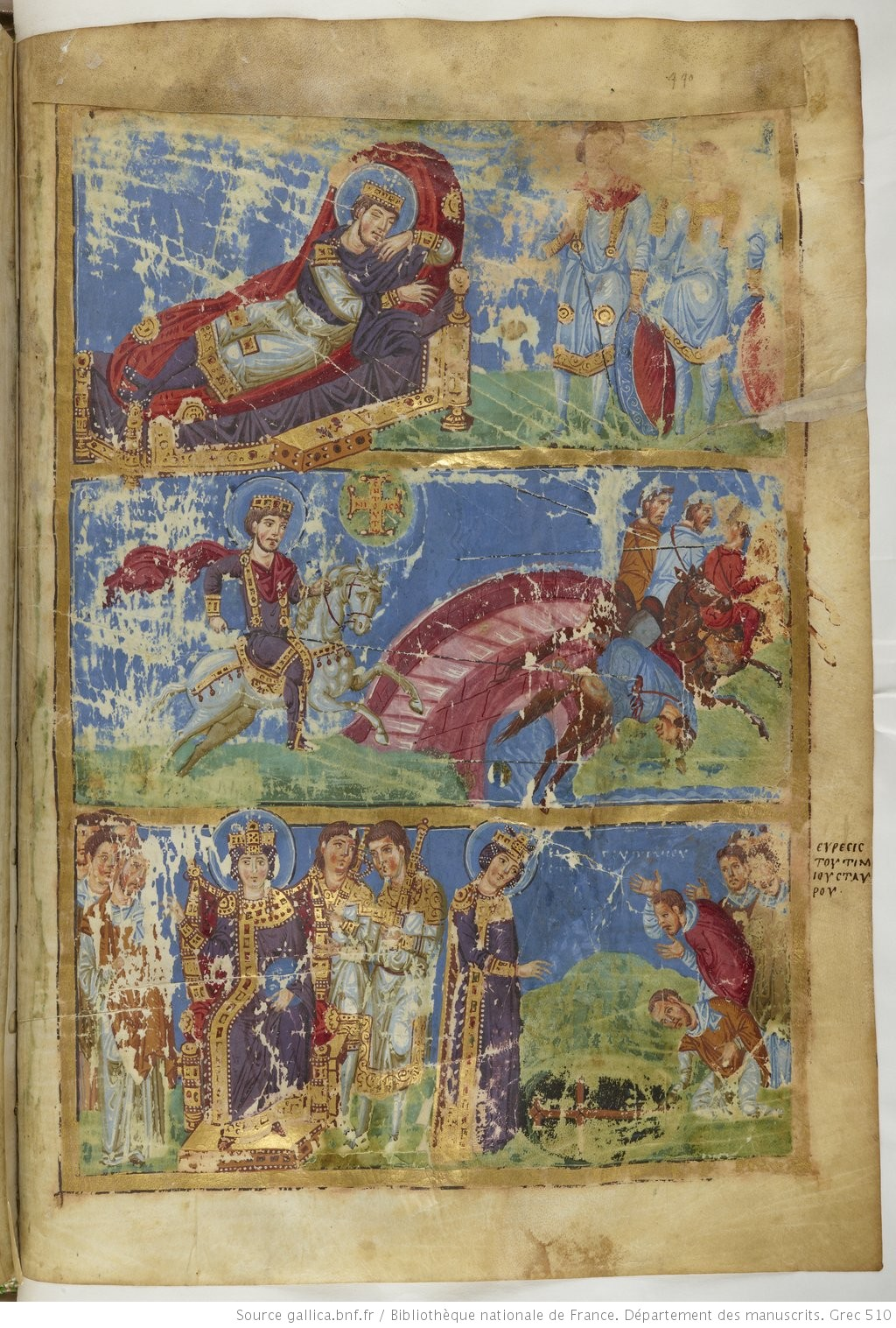
Songe de Constantin et bataille du pont Milvius, illustration des Homélies de Grégoire de Nazianze, 879-882, Bibliothèque nationale de France (Ms grec 510)

Au milieu du XIXe siècle, l’historien français Fustel de Coulanges est le premier à voir une continuité entre le Ve siècle et les siècles suivants. En 1901, dans un livre étudiant l’artisanat de l’Empire romain tardif, l’historien de l’art autrichien Aloïs Riegl réhabilite la période en affirmant qu’elle n’est pas décadente et possède son unité propre. Au XXe siècle, les historiens continuent de revisiter les siècles marquant le passage de l’Antiquité classique au Moyen Âge. Dans un livre paru en 1937, le médiéviste belge Henri Pirenne (1862-1935) défend la thèse d’une continuité en Méditerranée du IVe au VIIe siècle. Cette thèse est d’abord critiquée par la majorité des historiens de l’Antiquité romaine. Ceux-ci restent en effet très attachés à l’idée de déclin et de décadence et voient encore dans le Haut-Empire un âge idéal corrompu par l’absolutisme impérial du IVe siècle, le christianisme et les invasions barbares. Le parcours d’Henri-Irénée Marrou (1904-1977) illustre cependant l’évolution des historiens sur le sujet : en 1937, il soutient l’idée d’une décadence de la culture antique, se moulant ainsi dans les schémas de son époque ; après la Seconde Guerre mondiale, dans une nouvelle édition de sa thèse, il remet en cause les notions de décadence et même de fin de la culture antique. Son livre posthume, Décadence romaine ou Antiquité tardive ?, fait le point sur les ruptures et continuités du monde romain. Aujourd’hui, l’étude de l’Antiquité tardive exige le recoupement de diverses disciplines afin de mieux appréhender ses éléments constitutifs : la mise en place de grands codes juridiques comme le Code Théodosien et le Code Justinien, la permanence de la culture antique et le développement du christianisme comme religion d’État.
Si les historiens conviennent pour la plupart que l’Antiquité tardive commence avec la fin de la crise du IIIe siècle et l’avènement de Dioclétien, différentes thèses s’affrontent sur la date de sa fin. Les historiens s’accordent à dire que les invasions germaniques ne furent pas la rupture radicale que beaucoup avaient cru voir. Comme l’a montré l’historien Peter Brown, certains traits de la culture antique se perpétuent au-delà du Ve siècle. L’invasion lombarde de l’Italie en 568 est parfois retenue. Elle correspond à la fin du règne de Justinien (565) qui a longtemps marqué pour les spécialistes de l’histoire byzantine le passage de l’Empire romain (d’Orient) à l’Empire byzantin. Toutefois, les Gréco-romains d'Orient ne se sont jamais identifiés eux-mêmes comme « Byzantins » (ce terme est un néologisme introduit par Hieronymus Wolf en 1557) mais bien comme « Romains » (Βασιλεία Ῥωμαίων = Empire des Romains), et ce, au-delà même de la prise de Constantinople par les Turcs en 1453 puisque, dans l'Empire ottoman, ils formaient le Milliyet des « Rum », donc des Romains, jusqu'en 1923.
Selon les spécialistes contemporains, la tradition romaine se perpétue assez bien dans l’Empire d’Orient jusqu’au VIIe siècle, époque à laquelle il est amputé d’une grande partie de son territoire sous les coups de boutoir des invasions lombardes, slaves, bulgares et surtout arabes. Après le VIIe siècle, les situations locales varient grandement dans ce qui fut l'Empire romain : en Orient, l'Empire replié sur l'Hellade et l'Anatolie devient de plus en plus un État grec médiéval : l'Empire byzantin ; en Occident, les bases de la civilisation antique subsistent dans la partie continentale de l'ancien Empire, tandis que les îles Britanniques plongent dans les « Âges sombres » (« dark ages » en anglais) dès le IVe siècle. Des travaux géonomiques récents ont montré que les variations climatiques ont joué un grand rôle dans ces évolutions, faisant péricliter la productivité agricole de l'Europe du Nord et poussant de nombreuses populations vers le bassin méditerranéen. En Gaule septentrionale et dans les îles Britanniques, la forêt regagne du terrain à la suite du dépeuplement et il faudra attendre l'amélioration de l'an mille pour y voir revenir (souvent sous l'impulsion des monastères) des routes et canaux d'irrigation, le blé, la vigne…

## Les empereurs du Bas-Empire romain (284-717): d’un monde uni à une romanité éclatée

### Dioclétien: l'établissement du Dominat, du Bas-Empire et de la Tétrarchie (284-324)

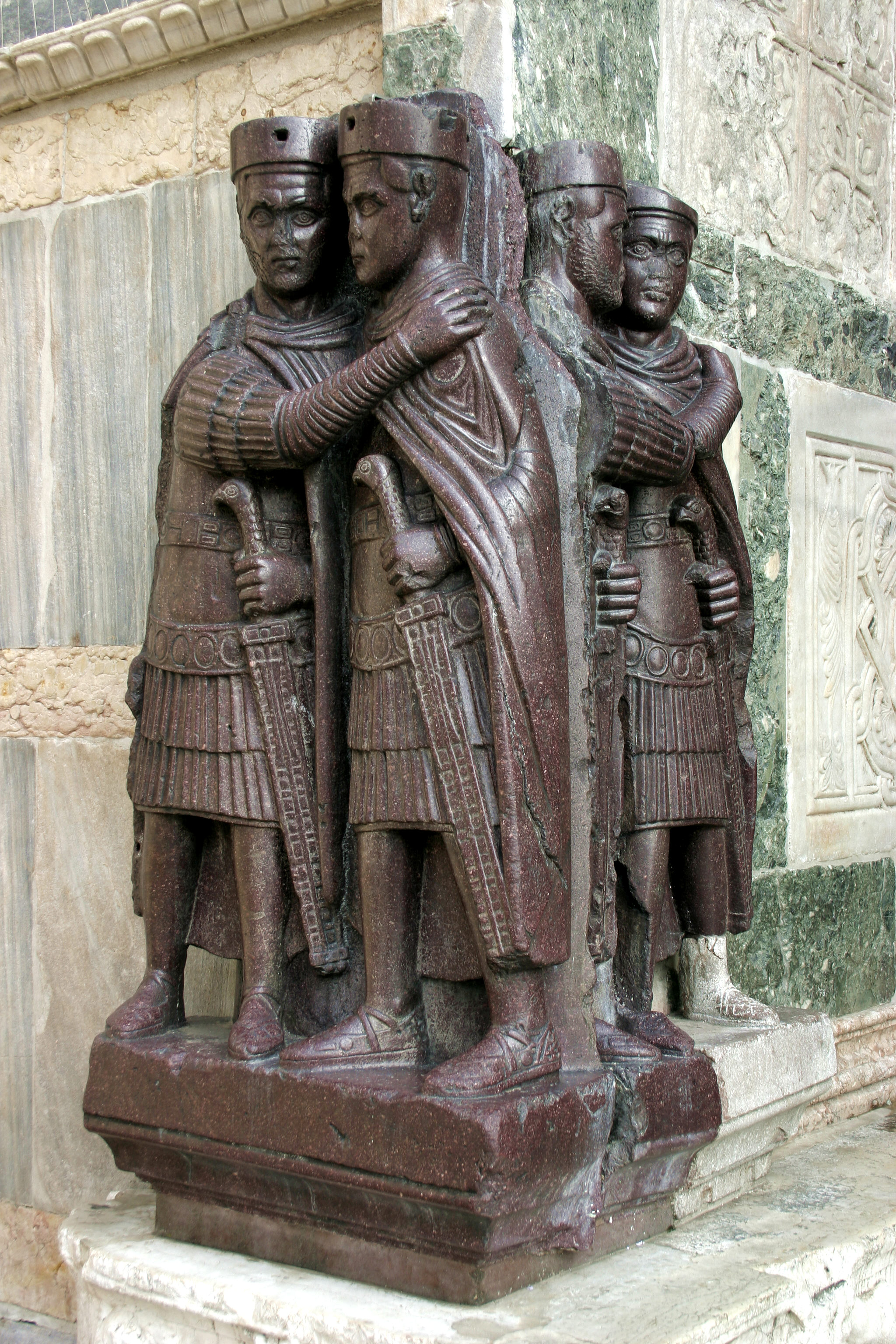
Les Tétrarques, sculpture en porphyre du IVe siècle, provenant du palais impérial de Constantinople, aujourd'hui à l'angle de la basilique Saint-Marc de Venise.

Les historiens font habituellement débuter le Bas-Empire avec le règne de Dioclétien (284-305). Son action s’inscrit certes dans la lignée des empereurs Aurélien et Probus, ces empereurs énergiques du IIIe siècle, mais il a posé avec Constantin les bases d’une monarchie forte (« Dominat »), caractéristique de la période.
Quelques mois après son arrivée au pouvoir, Dioclétien comprend qu’il ne peut diriger seul l’Empire et confie à Maximien le soin de s’occuper de l’Occident en tant que César, puis Auguste. En 293, il donne à Maximien un adjoint qui porte le titre de César, Constance Chlore, et s’en choisit un lui-même, Galère. C’est ainsi que les besoins de l’Empire donnent naissance à la tétrarchie, c’est-à-dire au pouvoir à quatre où Dioclétien, premier empereur d'Orient, conserve la prééminence. La stabilité de cette équipe pendant vingt ans permet le redressement et la profonde réforme de l’Empire. Il n’y a pas de partage territorial de l’Empire romain, mais les quatre hommes se répartissent le commandement des troupes et leurs secteurs d'intervention. Ils délaissent Rome en tant que capitale au profit de diverses « résidences impériales », plus proches des frontières à défendre. Ainsi, sous la tétrarchie, les résidences impériales traditionnelles sont Nicomédie et Antioche pour l'Auguste d'Orient Dioclétien, Sirmium pour le César d'Orient Galère, Milan pour l'Auguste d'Occident Maximien et Trèves pour le César d'Occident Constance Chlore.
Cette nouvelle organisation permet d’éliminer les usurpateurs qui semaient le trouble en Gaule, de repousser également en Gaule les Francs et Alamans, les Maures en Afrique, les Iazyges et les Carpes sur le Danube, les Perses en Orient. La victoire sur les Sassanides renforce la présence romaine en Mésopotamie avec la constitution de cinq nouvelles provinces.
La politique intérieure de Dioclétien est dans la lignée de celle des empereurs du IIIe siècle. Comme Aurélien, il renforce la divinisation de la fonction impériale. Comme Valérien, il veut favoriser le retour aux religions polythéistes traditionnelles dont les dieux ont toujours protégé l’Empire, même s’il est personnellement un adepte du culte de Mithra. À la fin de son règne, en 297, il déclenche une persécution contre les manichéens, puis en 303 la dernière des grandes persécutions contre les chrétiens.
En 305, les deux Augustes abdiquent le même jour pour laisser la place à leurs Césars, Galère et Constance Chlore, qui deviennent à leur tour Augustes. Avant de se retirer dans son palais à Split, Dioclétien choisit deux nouveaux Césars, Maximin II Daïa (ou Daza) et Sévère, écartant ainsi délibérément de la succession les fils de Maximien et de Constance Chlore. Ce faisant, il renoue avec la pratique des Antonins consistant à choisir les meilleurs comme héritiers mais, en allant à contre-courant de la logique héréditaire, il cause en fait la ruine de son système.
La seconde tétrarchie se heurte en effet aux ambitions de Maxence et Constantin, les fils respectifs de Maximien et de Constance Chlore. Une période d’instabilité s’ensuit alors, avec jusqu’à sept Augustes au même moment. En 313, deux empereurs restent en lice, Constantin et Licinius. Ce dernier est vaincu une première fois en 316. Un compromis est trouvé entre les deux hommes, semblant donner naissance à une nouvelle tétrarchie avec deux Augustes et trois Césars. Mais les Césars sont les fils de deux Augustes, ce qui remet à l’honneur le principe d’hérédité que Dioclétien voulait justement éviter. Les deux Augustes s’opposent sur la question religieuse. Constantin est le premier empereur ouvertement favorable au christianisme alors que Licinius, sans renouer avec les persécutions, défend la religion traditionnelle. Celui-ci est définitivement éliminé en 324. Constantin reste alors le seul souverain.

### La dynastie constantinienne: l'adaptation de la Tétrarchie à un raisonnement dynastique (324-363)

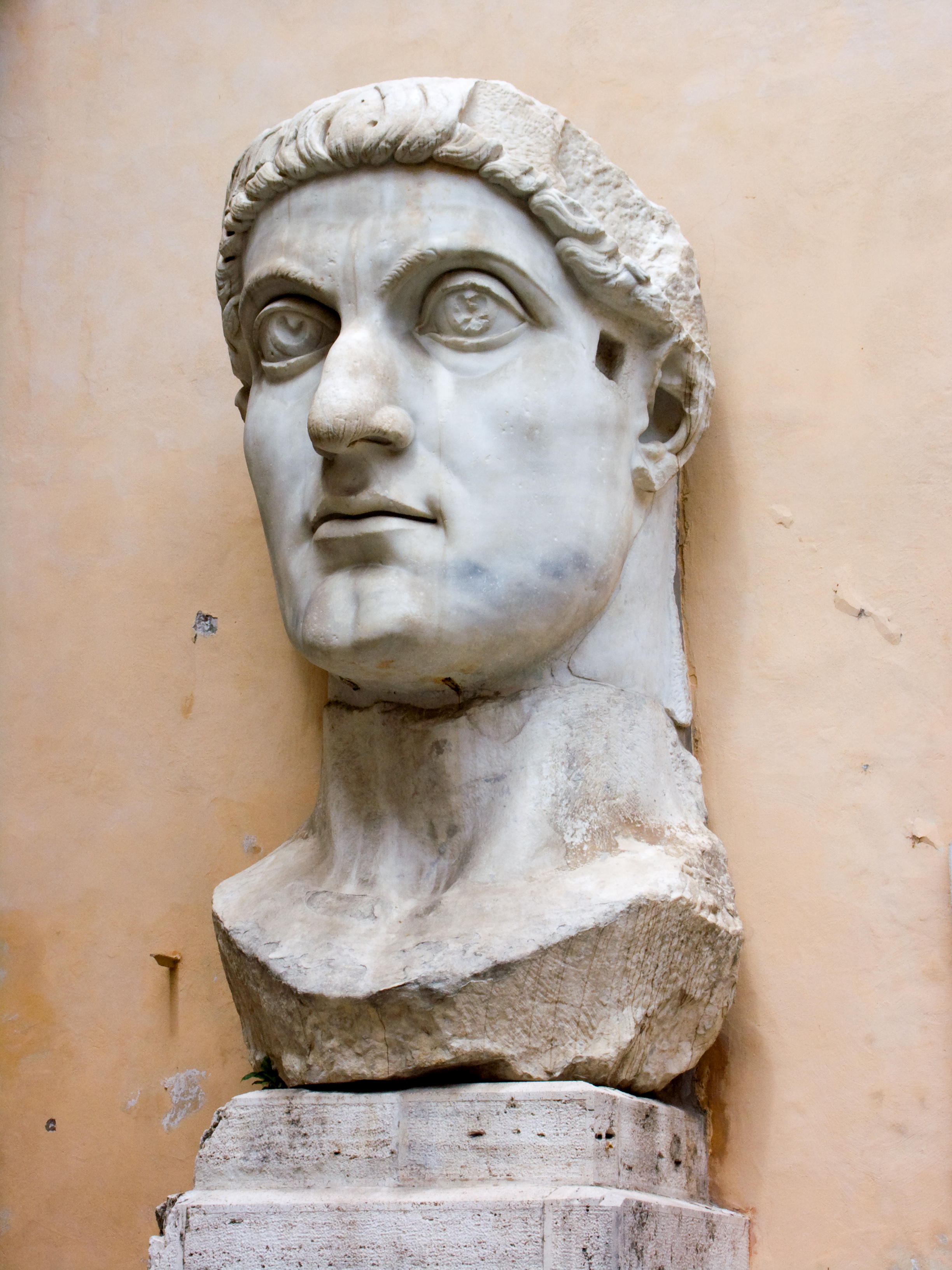
Tête colossale de Constantin Ier, marbre, 260 cm, IVe siècle, Palais des Conservateurs, musées du Capitole.

En 324, Constantin le Grand choisit l’ancienne colonie grecque de Byzance, installée sur la rive européenne du détroit du Bosphore, pour fonder une nouvelle capitale qui portera son nom, Constantinople. Organisée sur le modèle de Rome, elle est inaugurée en 330.
Quand Constantin meurt en 337, il n’a pas réglé sa succession. Ses trois fils se proclament Augustes après avoir assassiné leurs oncles qui auraient pu être des concurrents. Ils se partagent l’Empire mais finissent par se brouiller. Finalement l’Empire est réuni sous l’autorité du second fils de Constantin, Constance II (337-361), qui nomme deux Césars aux pouvoirs très réduits. Le long règne de cet empereur pérennise la politique de son père. Son cousin Julien, César en Gaule, est proclamé empereur en 360. La mort de Constance II, l’année suivante, évite une guerre civile. Julien, qui s'est détaché du christianisme par amour de la pensée grecque, d’où son surnom d'apostat, tente de restaurer les anciennes religions. Sa mort après 18 mois de règne, en 363, rend vaine cette tentative.

### La dynastie valentinienne: des migrations pacifiques aux invasions (363-378)

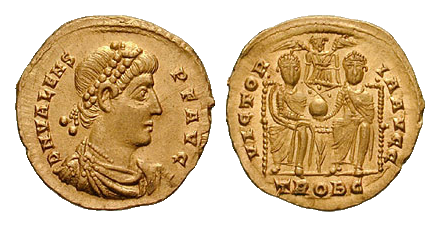
Solidus, or, v. 377, Trèves.
Avers : effigie de l’empereur Valens. Revers : Valens et Valentinien Ier en trône, tenant l'orbe ensemble.

Ses successeurs, Jovien (363-364), dernier représentant des Constantiniens, puis Valentinien Ier en Occident (364-375) et Valens en Orient (364-378), tous chrétiens, reviennent à la neutralité religieuse. Valentinien Ier doit faire face aux troubles aux frontières de l’Empire : les Alamans dans les régions rhénanes, les Quades et Sarmates sur le limes danubien. La Perse reste également une menace malgré les guerres menées par les empereurs Julien et Jovien. En outre, dès le début de son règne, l’empereur d’Orient Valens, frère de Valentinien Ier, doit affronter les difficultés engendrées par la présence au-delà du Danube des Goths, convertis au christianisme arien. À la mort de Valentinien Ier, le pouvoir échoit à ses deux jeunes enfants Gratien (367-383) et Valentinien II (375-392). Trop jeunes pour réellement gouverner, ils laissent le pouvoir aux mains de leur entourage, famille impériale et grands personnages de l’État.
En âge de gouverner, Gratien adopte une politique résolument hostile aux païens. Il s’efforce, entre autres, de dégager de la vie publique toute influence polythéiste. Il supprime ainsi toute aide publique aux cultes païens, mais doit faire face à l’hostilité de la nobilitas de Rome attachée à la religion traditionnelle.

#### L'échec de l'intégration des Goths
En 376, les Huns, chassés d’Asie centrale par une sécheresse prolongée et des hivers très durs, repoussent devant eux les Goths qui demandent asile à l’Empire romain. Deux-cent-mille d’entre eux sont ainsi établis pacifiquement au Sud du Danube, en Mésie, en échange de levées de recrues. L'échec de l'intégration de cette immigration, exploitée par les fonctionnaires romains, incita les Goths à se révolter et à ravager la Thrace. Tentant de rétablir l'ordre par les armes, l'empereur d'Orient Valens sera vaincu par les Goths à la bataille d’Andrinople et y trouvera la mort en 378.
La vision classique de la fin de l'Empire romain d’Occident est aujourd’hui battue en brèche par certains historiens. Ils avancent l’idée que ces « invasions » dans la région du Danube sont d’abord des migrations massives dues à des causes climatiques : les Goths, poussés par les Huns, arrivent ainsi en trop grand nombre et trop rapidement pour que l'Empire puisse les intégrer. Toutefois, même en Gaule et en Afrique, la migration et l'installation des peuples germaniques ne sont destructrices que dans un premier temps. Bertrand Lançon, s’inspirant de l’histoire des Boers en Afrique du Sud, parle de « trek » et souligne la volonté d’intégration des Goths. En effet, l’établissement des nations barbares se fait sur un principe romain en usage depuis le IVe siècle, celui de deux nations distinctes - les Romains et un peuple germain - établies sur le même sol avec des lois différentes appliquées pour chaque peuple.

### La dynastie théodosienne: l'affaiblissement de l'Occident et le renforcement de l'Orient (378-454)

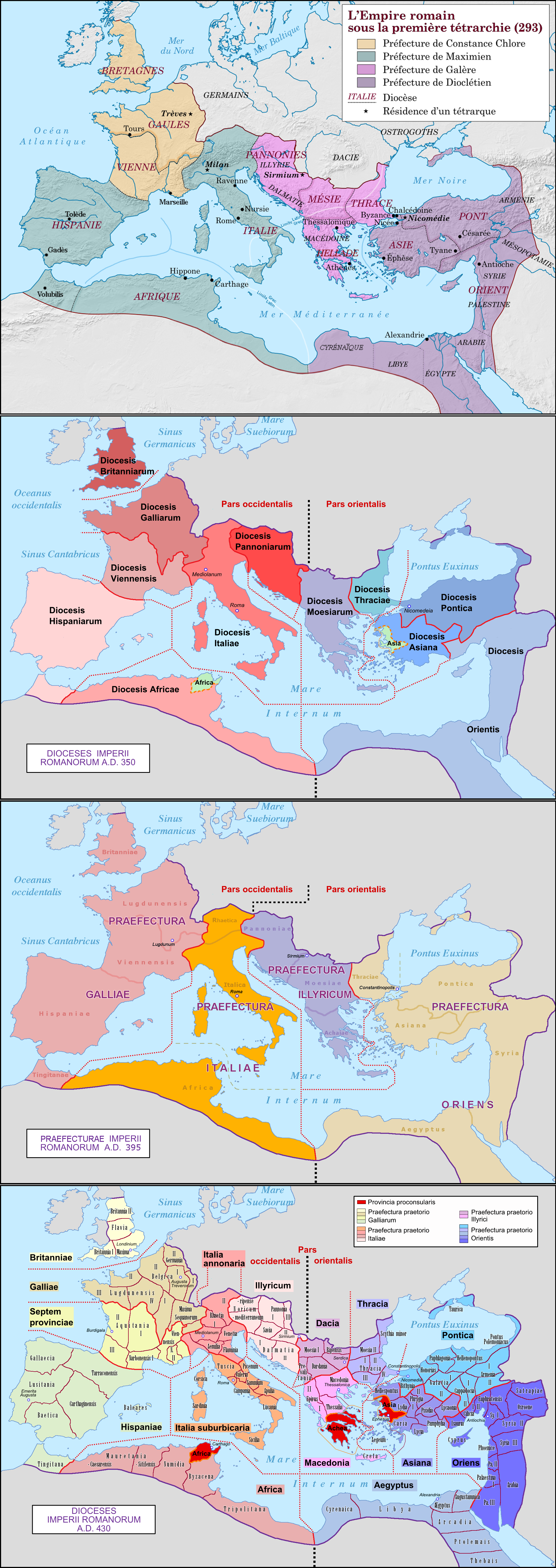
Évolution territoriale de l’Empire romain de la première tétrarchie (avec les zones d’influence de chaque tétrarque) aux diocèses et provinces du Ve siècle.

#### Le règne de Théodose le Grand
Après la mort de l'empereur d'Orient Valens en 378, Gratien, qui ne peut administrer l’Empire à lui seul, choisit un nouveau collègue pour l’Orient, Théodose le Grand (379-395). Celui-ci réussit à conclure un nouveau fœdus avec les Goths en 382, restaurant provisoirement la paix dans l'Empire. En vertu de ce fœdus, les Goths ont le droit de s’installer en Thrace en conservant leurs propres lois, en ayant leurs propres chefs et en n'étant pas soumis aux impôts romains. Ils sont donc quasi indépendants même s’ils s’engagent à servir dans l’armée romaine comme fédérés, c’est-à-dire sous le commandement de leurs propres chefs. En fait, la frontière a été modifiée au bénéfice des Goths mais le traité camoufle la réalité.
Gratien ayant été assassiné par Maxime en 383, ce dernier est reconnu Auguste pour l’Occident mais est vaincu par Théodose après avoir envahi l’Italie dévolue à Valentinien II, le jeune frère de Gratien. Le jeune homme reste alors seul Auguste de l’Occident sous la protection du général franc Arbogast, magister militum mis en place par Théodose. Valentinien II est retrouvé étranglé en 392 et Arbogast proclame empereur le rhéteur païen Eugène. En 394, Théodose vainc cet usurpateur à la bataille de la rivière froide, où les deux armées perdent l’essentiel de leurs forces. Alors que le danger barbare est de plus en plus pressant, les défenses de l’Empire sont affaiblies par ces guerres civiles.

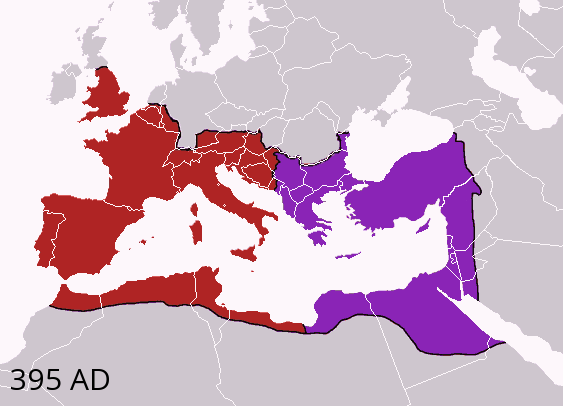
Le partage de 395. En rouge, la Pars occidentalis dévolue à Honorius ; en violet, la Pars orientalis qui revient à l’aîné Arcadius. Le long des frontières de l’Empire, les traits noirs correspondent aux limes.

#### L'année 395, une année charnière?

##### Division de l'Empire romain...
En 395, Théodose le Grand, dernier empereur ayant régné seul sur l'Empire romain, meurt après avoir partagé l’Empire entre ses deux fils. Arcadius, l’aîné, devient Auguste d’Orient (395-408) et Honorius, le cadet, celui d’Occident (395-423). Mais la Pars Occidentalis connaît une longue période d'« agonie », affaiblie militairement et économiquement par les diverses usurpations et les désordres engendrés par les invasions barbares, tandis que la Pars Orientalis, elle, conserve une économie florissante qui lui permettra de survivre moyennant, au début du VIIe siècle, de profondes réformes qui la verront se transformer en Empire byzantin.
Ceci explique en partie pourquoi la date de 395 est restée symboliquement celle de la division de l’Empire romain. Pourtant, c’est plutôt vers 408 qu’on peut dater la « partitio » définitive de l’Empire : cette année-là, Stilicon, tuteur des deux jeunes empereurs, dissuade Honorius de prendre la tête de la partie orientale de l’Empire à la mort de son frère Arcadius, et c’est le fils de ce dernier, Théodose II, qui règne sur l’Orient de 408 à 450.
Pour expliquer la fin de l'unité impériale, l'historien Paul Petit revient, dans la conclusion de son Précis d'histoire ancienne, sur deux tendances historiographiques. La première tendance, avec Ferdinand Lot, avance que l'Empire serait mort à bref échéance, même sans les invasions barbares. La seconde tendance, avec André Piganiol, défend la thèse d'une fin brutale de l'Empire en conséquence directe des invasions barbares. Cette importance des peuples barbares frontaliers de l'Empire pose la question d'ordre général du poids réel des invasions dans la chute de l'Empire romain d'Occident. Ainsi, si le rôle des Grandes Invasions est indéniable pour Paul Petit, il ne suffit pas à expliquer la disparition de la Pars Occidentalis. En 395, le partage entre les fils de l'empereur n'est pas une nouveauté et, en 410, la prise de Rome par Alaric Ier fut certes un évènement marquant, mais n'entraîna ni la fin du règne d'Honorius ni la chute de l'Empire. Pour Paul Petit, la véritable rupture eut ainsi plutôt lieu en 408, à la mort de Stilicon, puisque cela a entraîné un phénomène inédit : la partitio imperii.
Ainsi, cette « partition impériale » se traduit concrètement pour Demougeot par plusieurs éléments importants qui ouvrent l'histoire du Ve siècle. Premièrement, il y a le partage de 395 qui est une réminiscence des partages effectués sous la Tétrarchie ; c'est une continuité avec le IVe siècle. Deuxièmement, les institutions au sein des dits Empires romains d'Occident et d'Orient vont commencer à diverger et ainsi annoncer le Ve siècle et surtout le haut Moyen Âge. Troisièmement, le personnage de Stilicon est réhabilité, montrant par là le loyalisme des élites italiennes envers l'empereur (p. 210), mais aussi la complexité des relations entre les membres de la cour et les patriciens romains italiens et ceux originaires des provinces. Enfin, quatrièmement, le tournant défendu par une majorité d'historiens est celui des années 406-410 avec le passage du Rhin gelé par les Goths et le conflit entre Alaric et Honorius aboutissant au sac de Rome. Le phénomène des Grandes Invasions, notamment celle des Huns, s'ouvre avec cette période transitoire.

##### … Ou la poursuite de l'Empire romain tel qu'il est?
Malgré les propos stipulant la division de l'Empire romain en deux autres Empires romains (Occident et Orient), ce partage entre les deux fils de Théodose n'est pas une division et s'inscrit dans la continuité des règnes précédents. Ce partage se veut purement administratif et l’unité théorique, juridique et politique de l’Empire est préservée. En guise d'illustration, tout acte légal de l'Empire romain nécessitait la signature des deux empereurs et entrait en vigueur sur la totalité de l'Empire romain et non sur une seule de ses parties.
Ainsi, comme les précédents partages et ce jusqu'à l'empereur Justinien (527-565), celui-ci ne semble guère irrémédiable, un empereur pouvant toujours devenir le seul maître de l'ensemble de l'Empire romain.

#### Le soulèvement des Goths
En 395, n'étant plus liés à la personne de Théodose, les Wisigoths d'Alaric Ier pillent la Macédoine, la Thessalie et la Grèce. Pour s'en débarrasser, l'empereur d'Orient Arcadius négocie à prix d’or leur retrait vers l’Ouest et empêche Stilicon de les y combattre. En 402, alors que les Ostrogoths envahissent les provinces danubiennes, les Wisigoths pénètrent en Italie. En 410, ils saccagent Rome. Cet épisode est ressenti comme une catastrophe par les Romains. Certains polythéistes y voient la conséquence de l’abandon des dieux traditionnels, les chrétiens, tels Jérôme de Stridon, le châtiment des péchés des hommes. Augustin d'Hippone affirme quant à lui qu’il n’y a aucun lien entre le salut et l’Empire, le salut ne pouvant venir que du Christ. L’établissement définitif des Wisigoths en Aquitaine seconde et en Espagne met fin à leurs raids.

#### Les «invasions barbares»
Mais entre-temps, le 31 décembre 406, les Vandales, Sarmates, Suèves, Alains et Alamans franchissent le Rhin, bientôt suivis par les Burgondes. Ils ravagent la Gaule et menacent l’île de Bretagne. En 410, cette dernière est définitivement abandonnée par les troupes romaines qui partent défendre la Gaule. Le puissant parti anti-barbare présent à la cour impériale obtient une épuration de l’armée et de l’administration en Italie, la privant de défenseurs efficaces et fidèles, dont Stilicon. L'empereur d'Occident Honorius, installé à Ravenne, est contraint d’accepter l’installation de nouveaux « royaumes barbares fédérés » en Gaule.

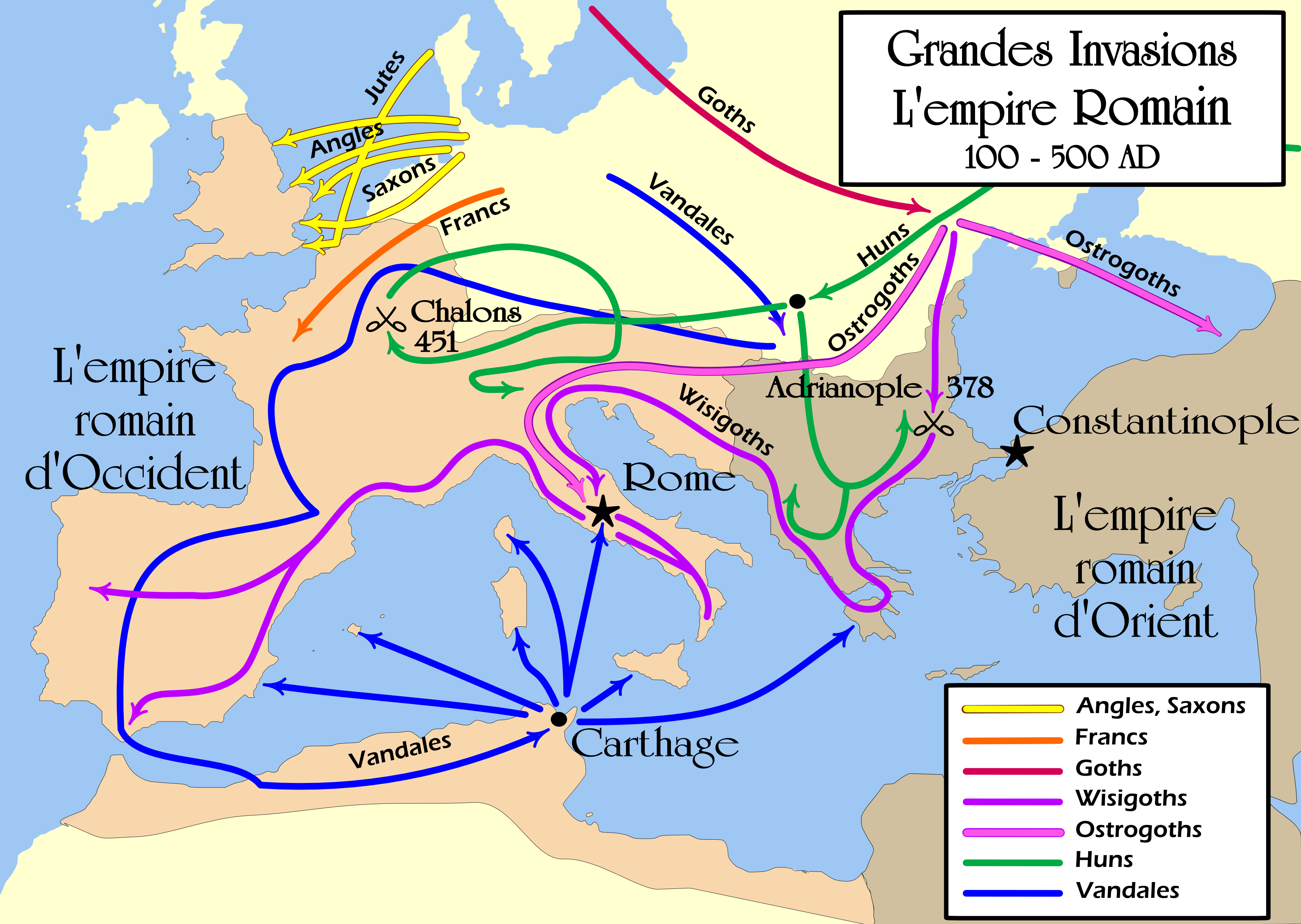
Itinéraires empruntés par les colonnes d’envahisseurs durant les Grandes invasions.
Chronologie associée.

En 429, les Vandales envahissent l’Afrique, dont ils font la conquête en 10 ans. Ils privent l’Italie d’un de ses greniers à blé, leur flotte contrôlant la Méditerranée occidentale. Ce sont en outre des ariens fanatiques qui persécutent les Romains orthodoxes. En 435, les Vandales obtiennent à leur tour le statut de fédérés en Afrique orientale. Le roi suève Herméric crée un véritable royaume autour de sa capitale, Braga, en obtenant un fœdus en 437-438.
En Occident romain, dans ce chaos, la Pars Occidentalis se réduit désormais à l’Italie, la Dalmatie, une partie de la Gaule et la Tarraconaise (actuelle Catalogne). Les provinces danubiennes, toutes restées fidèles à l’Empire, passent sous l’autorité de Constantinople.
Parallèlement, au Ve siècle, l’Orient romain connaît une longue période de prospérité économique. Le trésor impérial regorge de numéraires en or. Sous l'empereur d'Orient Théodose II (408-450), la ville de Constantinople continue à s’agrandir et reçoit une nouvelle enceinte, le mur de Théodose. Un code juridique est publié, le Code Théodosien, applicable dans toutes les parties de l'Empire romain. Néanmoins, la Pars Orientalis est déstabilisée par des conflits religieux violents entre orthodoxes et ariens puis, à partir de 430, entre orthodoxes, nestoriens et monophysites. De plus, à partir de 440, les Huns menacent directement la Pars Orientalis. Un tribut et l’octroi d’une dignité romaine à Attila permettent d’éloigner le danger.

#### L'éphémère redressement de laPars Occidentalis
Aetius, général de Valentinien III, continue à lutter contre les Barbares. Il repousse les Francs vers le Nord, les Wisigoths vers le Sud de la Gaule et l’Espagne. Il bat les Burgondes grâce à ses contingents huns et les transfère en Sapaudia où, en 443, Valentinien III les autorise à s’installer en tant que peuple fédéré. En 451, grâce à une armée plus barbare que romaine — elle comprend un fort contingent wisigoth, des Francs et des Alains —, il parvient à repousser Attila à la bataille des champs Catalauniques, près de Troyes.

### La fin de l'Occident romain (454-518)
Malgré ses succès, Aetius est égorgé en 454 par Valentinien III lui-même, justement jaloux de ces succès. Mais l’empereur est à son tour assassiné par d’anciens officiers d’Aetius, marquant ainsi la disparition de la dynastie des Théodosiens en Occident. Dès ce moment, tout en restant formellement indivisible, l'unité de l'Empire romain est mise à mal par la disparition des deux derniers représentants des Théodosiens, l'empereur d'Occident Valentinien III (425-455) et l'empereur d'Orient Marcien (450-457). Mais cet évènement, qui engendre un éloignement définitif des deux parties de l’Empire et entérine les différences d’évolution économique et démographique antérieures, résulte surtout d'une mésentente continue entre les deux cours impériales.
Ainsi, alors qu'en Orient romain la dynastie des Thraces accède au trône à l'occasion du couronnement de Léon Ier le Thrace (457-474), devenant le premier empereur d'Orient couronné par le patriarche de Constantinople, la Pars Occidentalis connaît une instabilité politique avec des empereurs impuissants à faire face aux pressions barbares, aux usurpations et aux désordres. Dans ce contexte, Rome est pillée en 455 pendant plus d’un mois par les Vandales de Genséric, tandis que les Barbares s’étendent irrésistiblement en Gaule malgré la défense d’Ægidius, puis de son fils Syagrius (qui parviendra à résister jusqu'en 486).
Dans un tel contexte de crise, la légalité de la dignité impériale reposant sur la reconnaissance par le co-empereur, les empereurs d'Orient ne reconnaissent plus le titre d'Auguste aux « derniers empereurs d'Occident », tous des usurpateurs. Cet état de fait incita les empereurs d'Orient Léon Ier et Zénon (474-491) à intervenir directement dans les affaires de la Pars Occidentalis en vue de soutenir leurs propres candidats au titre d'Auguste d'Occident respectivement Anthémius (empereur d'Occident 467-472) et Julius Nepos (empereur d'Occident 474-480).
En 476, le Hérule Odoacre prend Ravenne et y dépose le tout jeune empereur-usurpateur Romulus Augustule (475-476), puis envoie les insignes impériaux à Constantinople en signe de soumission. Durant cette même année, Syagrius et Odoacre envoient tous deux des délégations à Constantinople en vue de se faire reconnaître comme patrice d'Italie.
Finalement, Zénon privilégiera Odoacre. Ainsi, le roi des Hérules devient patrice d'Italie, c'est-à-dire qu'il est reconnu comme représentant de l'autorité impériale en Occident, ce qui le définit comme une sorte de vice-roi vassal de l'empereur d'Orient Zénon. Néanmoins, en contre-partie, Odoacre se retrouve dans une situation de double allégeance non seulement envers Zénon mais également envers l'empereur d'Occident Julius Nepos (réfugié à Salone, en Dalmatie, depuis 475). Cette reconnaissance d'Odoacre en tant que patrice d'Italie engendra deux réactions. La première consiste au transfert par les peuples barbares fédérés (ex : les Francs Saliens de Childéric Ier) de leur fœdus à Odoacre en vue de préserver l'unité théorique de l'Empire romain ; la deuxième, en la formation d'un État romain autonome en rupture avec l'Italie d'Odoacre (pourtant représentant de l'autorité impériale en Occident) mais reconnaissant l'autorité de l'empereur d'Occident Julius Nepos et maintenant l'autorité romaine effective en Gaule septentrionale.
En 480, à la suite de l'assassinat de Julius Nepos, dernier empereur d'Occident, l'empereur d'Orient Zénon devient le dernier et seul empereur du monde romain et est reconnu comme tel par ses vassaux, à savoir le patrice d'Italie Odoacre, les souverains barbares fédérés et les autorités romaines persistantes en Occident, principalement les Berbéro-Romains, les Britto-Romains et les Gallo-Romains de Syagrius. La disparition du dernier empereur d'Occident permet néanmoins à Odoacre d'exercer l'autorité absolue en Occident, malgré son simple statut de représentant de l'autorité impériale, ce qui lui permet d'annexer l'ancienne Dalmatie romaine, précédemment gouvernée par Julius Nepos. Ayant rompu en 476 avec l'Italie d'Odoacre, Syagrius se retrouve désormais en position de quasi-indépendance alors qu'il continue de se comporter comme un simple gouverneur maintenant l'autorité romaine effective en Gaule septentrionale. Ce qui est perçu comme une « sécession » depuis Constantinople sera résolu en 486 lorsque le Franc Salien Clovis, vassal théorique d'Odoacre et de Zénon, l'écrase lors de la bataille de Soissons avec l'assentiment de Constantinople.
En résumé, l'autorité romaine sur l’Occident n’est que purement théorique, s'exerçant principalement à travers le patrice d'Italie Odoacre qui représente l'autorité impériale en Occident, au grand dam des autorités romaines persistantes. Mais la puissance d'Odoacre en Italie devient rapidement une menace potentielle pour l'Orient romain. Par conséquent, en 488, Théodoric, roi des Ostrogoths, conquiert l’Italie d’Odoacre avec un mandat de Zénon qui se considère comme le seul maître de l’Empire. Après la prise de Ravenne en 493, la puissance des Ostrogoths s’étend sur l'Italie, la Sicile et la Dalmatie.
En sa qualité de nouveau représentant du pouvoir impérial en Occident, Théodoric tente d’étendre son pouvoir sur les autres royaumes barbares, ariens comme lui. Pour Théodoric, les Goths sont les protecteurs des Romains. Une administration romaine subsiste donc, mais subordonnée. La culture et le mode de vie romain conservent une grande influence sur les Goths. L’empereur romain confère même à Théodoric le titre de roi. Le royaume ostrogoth d’Italie est un excellent exemple des rapports entre l'empereur de Constantinople et les rois barbares : mandat factice et indépendance réelle. Ainsi, les barbares frappent un solidus à effigie impériale, mais la teneur en or est manipulée à leur gré.
La guerre contre les Perses reprend sous le règne d’Anastase (491-518). Devant s'y consacrer, ce dernier fait de Clovis le représentant de l'autorité romaine sur l'ancienne préfecture des Gaules en le nommant, vers 500, patrice des Gaules et consul.

### Ladynastie justinienne: l'Orient romain à la reconquête de l'Occident (518-602)

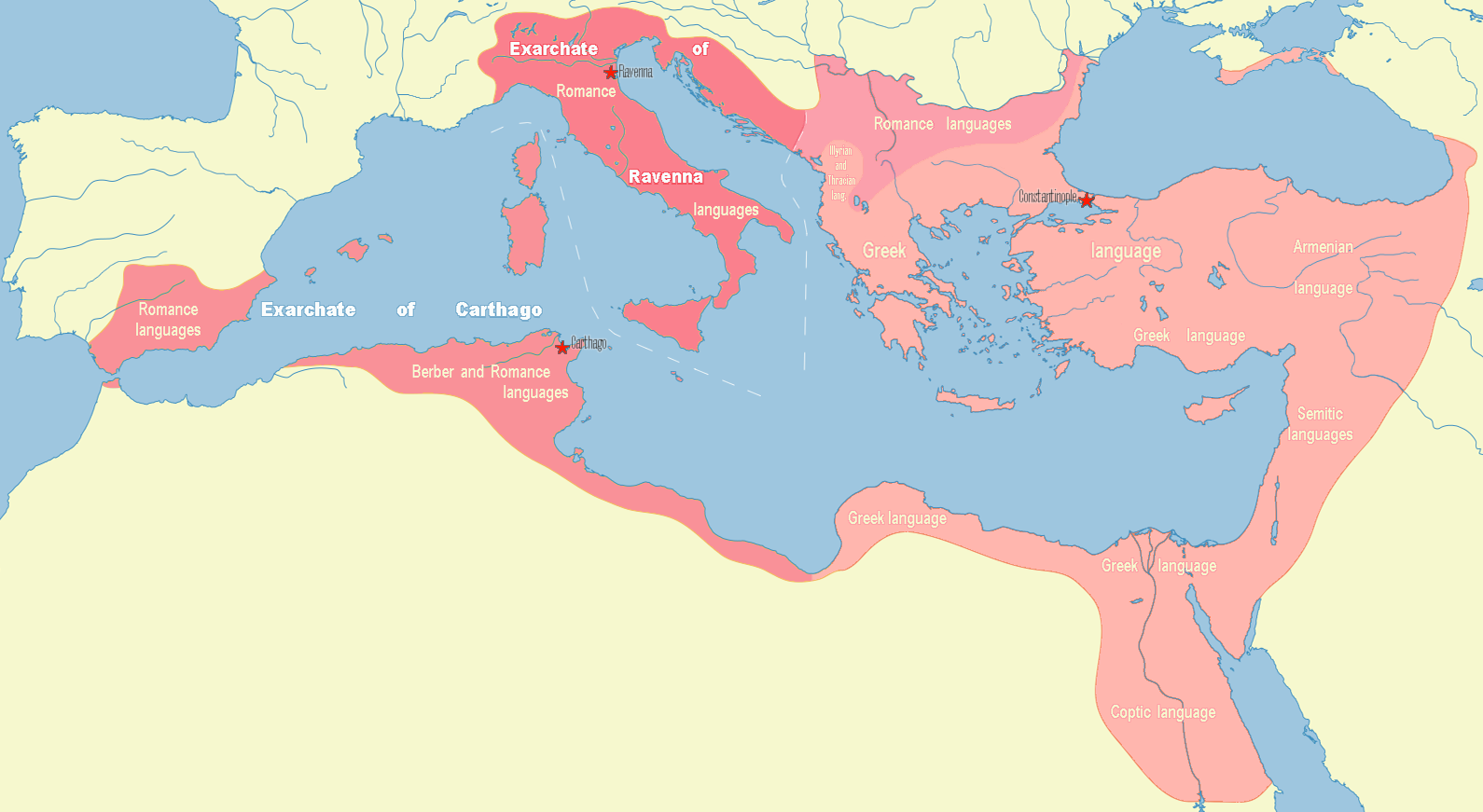
En rose plus foncé, les exarchats de Ravenne et de Carthage en 560, fondés par les reconquêtes de Justinien.

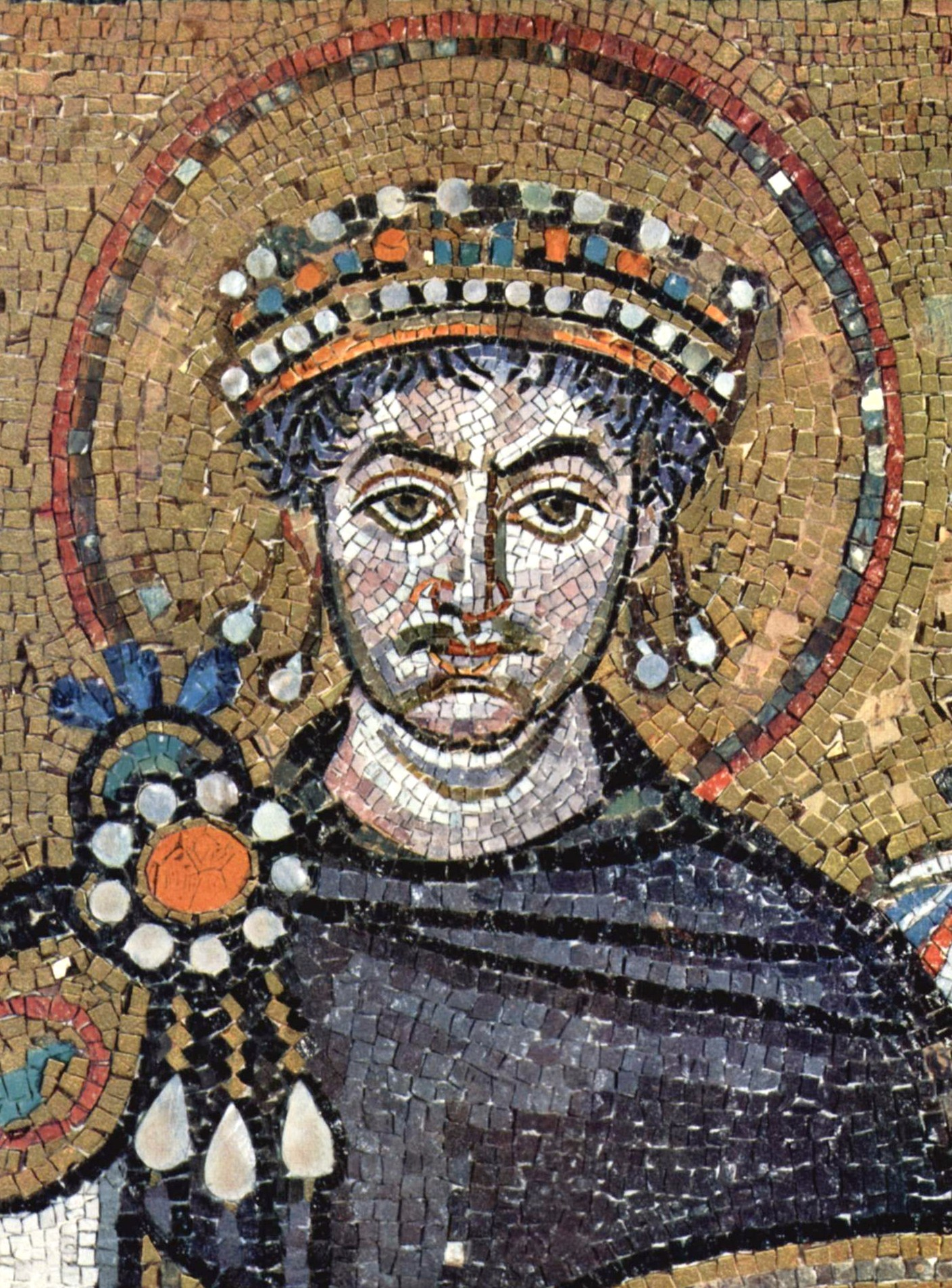
Justinien
(détail de la mosaïque de la Basilique Saint-Vital de Ravenne, avant 547).

Le Sénat choisit ensuite un officier macédonien, Justin (518-527), dont le neveu Justinien gravit tous les échelons de la carrière administrative.
Désormais Auguste, Justinien le Grand (527-565) consacre une grande partie de son règne à reprendre aux Barbares les terres de la romanité (Italie, Dalmatie, Afrique, Corse, Sicile, Sardaigne, Baléares et Bétique). Il pense que toute terre qui a été romaine reste inaliénablement romaine en vertu de l'unicité et de l'indivisibilité de l'Empire romain. L’Occident est le premier objectif de Justinien. D'abord, il conquiert l’Afrique sur les Vandales en quelques mois (533-534). Ensuite, il profite de l’affaiblissement des Ostrogoths d’Italie, après la mort de son vassal Théodoric, pour intervenir dans la péninsule en 535. La conquête est plus difficile que prévu et n’est définitive qu’au terme d’une guerre dévastatrice entre 552 et 554, au cours de laquelle la Provence lui échappe dans le cadre d'une alliance avec les Francs, partisans de l'orthodoxie chrétienne et représentants de l'autorité romaine en Gaule. Enfin, en 554, les Romains font la conquête d’une partie de l’Espagne wisigothique jusqu’à Cordoue. Les conquêtes de Justinien sont fort coûteuses et l’amènent à négliger les menaces perse (qu’il écarte momentanément par le paiement d’un tribut) et slave (qui apparait sur le Danube). Il sacrifie ainsi l’avenir de régions vitales pour l’Empire romain (bientôt byzantin) afin de poursuivre le rêve d’un empire universel. En outre, il n’arrive pas à réconcilier les tenants de l’orthodoxie et les monophysites.
Cette reconquête épuise l'Empire et ne s'avèrera guère durable : en Italie, les Lombards s'emparent des deux tiers de la péninsule et, en 568, seules les îles, les régions de Ravenne, Rome et Venise et l'extrême sud de la péninsule sont encore aux mains des Romains. Le reste de l’Italie est partagé en principautés lombardes, l'Italie est morcelée pour plus de mille ans. Les derniers territoires romains en Occident sont organisés en deux exarchats : Ravenne (Italie et Sicile) et Carthage (Afrique, Sardaigne, Corse et Baléares).
Parallèlement, en Occident, les structures politiques et administratives romaines s’affaiblissent à mesure que se consolident les structures chrétiennes, qu’elles soient épiscopales ou monarchistes. Au VIe siècle, les évêques exercent les pouvoirs administratifs, financiers et politiques qui revenaient auparavant aux magistrats laïcs. Cette transformation de la cité, avec désormais l’évêque à sa tête, est à l’origine de la cité médiévale.

### Ladynastie héraclide: labyzantinisationde l'Orient romain
Processus débuté discrètement sous Justinien, la « byzantinisation » de l'Empire romain prend de l'ampleur dès le début du VIIe siècle. Ce processus consiste en la perte progressive du caractère latin de l'Empire romain au profit d'un caractère plutôt gréco-oriental. Ainsi, dès le début de son règne, Héraclius (610-641) abandonne le titre latin d'Auguste pour celui de Basileus, fait du grec la langue officielle et transforme les provinces en thèmes. Enfin, sur la fin de son règne, la « byzantinisation » s'accélère sous la pression des conquêtes arabo-musulmanes, qui arrachent les riches provinces orientales de l'Empire : à la suite de la bataille du Yarmouk en 636, la Syrie, Jérusalem, l’Égypte et la Mésopotamie sont définitivement perdues après six siècles de romanité. C'est ensuite au tour de l'Afrique romaine de passer sous domination arabo-musulmane après la chute de Carthage en 698. Dès lors, l'Empire romain perd la majeure partie des territoires latinophones de son Empire et doit se recentrer sur les territoires traditionnellement hellénophones, à l'instar de la Grèce et de l'Anatolie principalement, mais aussi de l'Italie du Sud et de la Sicile.
À la veille de l'éclatement de la première crise iconoclaste en 723, l'arrivée au pouvoir de Léon III l'Isaurien (717-741) marque l'aboutissement d'un siècle de transition. Désormais, en Orient, la romanité n'est plus représentée que par les langues romanes orientales, le monde gréco-orthodoxe (dit « byzantin », qui poursuivra et développera l'héritage romain), slave méridional et arabo-musulman remplaçant définitivement le monde romain. L'Empire byzantin, médiéval, est né.

## Les instruments du pouvoir

### Idéologie et pouvoir

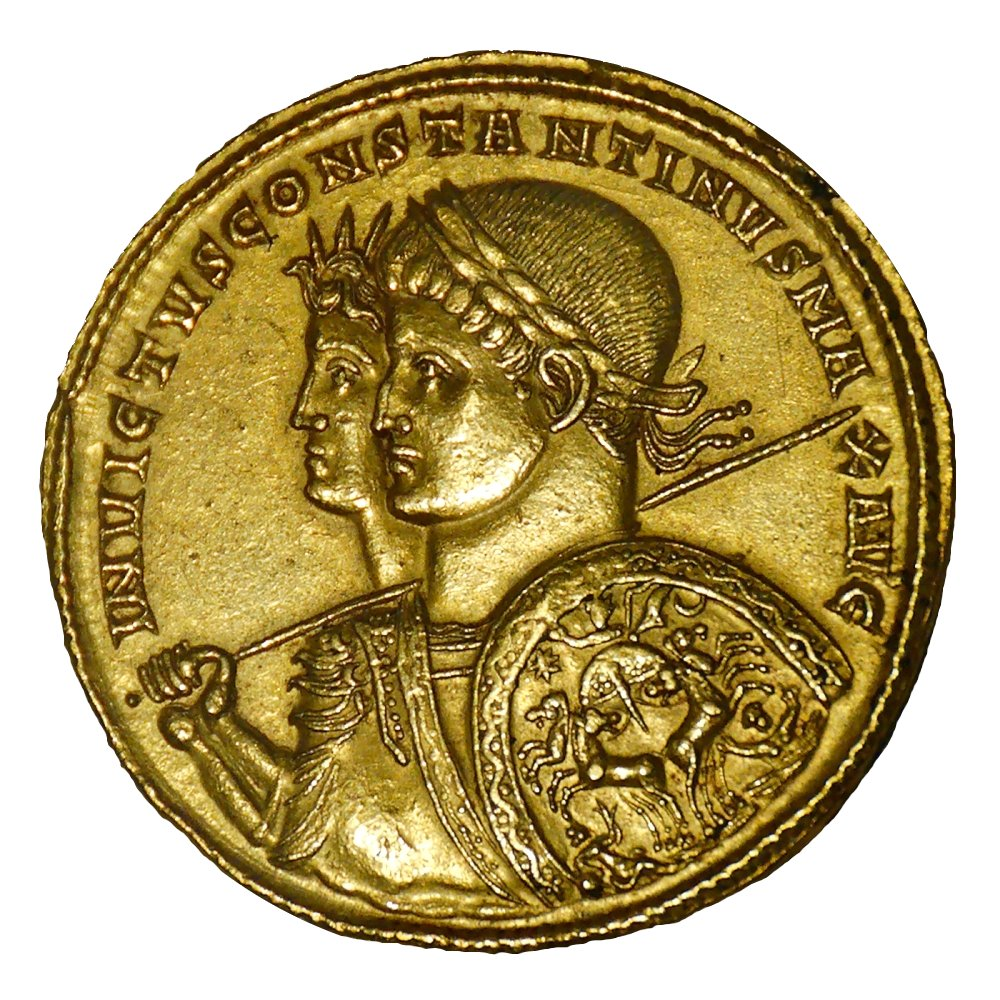
Solidus de Constantin, Ticinum (actuelle Pavie), 313, Cabinet des médailles (Beistegui 233)
Idéologie solaire : Constantin est au côté de Sol Invictus, dont il reprend le qualificatif INVICTUS ; son bouclier est décoré du quadrige solaire

La crise du IIIe siècle a transformé le pouvoir impérial, qui est devenu absolu. Le Sénat n’a plus aucune influence. On est passé du Principat au Dominat. Les empereurs de l’Antiquité tardive bénéficient aussi d’une construction idéologique qui, peu à peu, assimile les empereurs à des divinités vivantes et justifie ainsi leur pouvoir absolu. Pour Constantin comme pour Dioclétien, l’autorité impériale est de nature divine. Dioclétien et Galère, son fils adoptif, se prétendent descendants de Jupiter. Ils prennent le surnom de Jovien, son collègue Maximien ainsi que son co-césar Constance, celui d'Herculien. Cette sacralisation du pouvoir impérial a aussi pour but d’enlever toute légitimité aux usurpateurs éventuels, puisque seul l’empereur est élu des dieux et que seul son successeur est légitime. Cette idéologie n’empêche pas Constantin puis Maxence, fils des Augustes mais écartés du pouvoir, de contester la nouvelle tétrarchie après la mort de Constance en 306.
Constantin, quoique affilié à la lignée herculienne des tétrarques, s’en écarte dès qu’il se débarrasse de Maximien en 310, au profit de la théologie solaire d’Apollon et de Sol Invictus. Celle-ci implique un pouvoir unique et suprême et a la faveur des armées occidentales, ce qui aide ses ambitions. Les monnaies de Constantin témoignent de cette idéologie solaire pendant quelques années (voir l’image du solidus). En 312, Constantin intègre le christianisme à son idéologie et les deux principes monothéistes solaire et chrétien vont cohabiter jusqu’en 324, lorsque Constantin devient le maître unique de l’Empire. Selon Paul Petit, la persistance des symboles solaires sur les monnaies de Constantin et le vocabulaire neutre mais monothéiste des panégyriques païens de 313 et 321, indépendamment d’une attitude impériale très favorable aux chrétiens, répondaient au souci de ménager toutes les factions tant que la victoire sur Licinius n’était pas acquise. Après sa victoire de 324, Constantin échange dans sa titulature le INVICTUS à connotation solaire par VICTOR, tandis qu’une monnaie de cette date le représente avec l’emblème du Christ transperçant un serpent.
Du fait de sa conversion, Constantin ne cherche pas à affirmer une filiation divine. Il prétend plutôt avoir été investi par le Dieu des chrétiens pour gouverner l’Empire. Des monnaies de 330 montrent une main sortant du ciel qui lui tend une couronne. La conversion de Constantin pose aussi le problème du césaropapisme. L’empereur agit comme un clerc dans sa manière d’exercer le pouvoir. À Constantinople, il construit son palais comme si c’était une église ; il affirme avoir reçu une vision du Christ comme s’il était un apôtre, il porte d’ailleurs comme les empereurs à sa suite le titre d'isopostole, égal aux apôtres ; il se présente comme « l’évêque de ceux du dehors » (c'est-à-dire ceux qui ne sont pas clercs) lors du Concile de Nicée mais il n'a pas cette qualité d'évêque. Constantin affirme qu’il est le représentant de Dieu sur la terre. En son intelligence se reflète l’intelligence suprême. Il s’entoure d’un faste incroyable pour exalter la grandeur de la fonction impériale. Désormais la romanité et la religion chrétienne sont liées. Eusèbe de Césarée, reprenant les thèses de Méliton de Sardes, élabore la théologie de l’empire chrétien dans plusieurs ouvrages, dont son panégyrique de 335. Pour lui, l’unification politique a permis l’unification religieuse. L’empereur est, dans ce cadre, le serviteur de Dieu et comme l’image de fils de Dieu, maître de l’univers. L’empereur reçoit aussi la mission de guide vers le salut et la foi chrétienne. Son intervention grandissante dans les questions religieuses se trouve ainsi légitimée, de même que le césaropapisme.

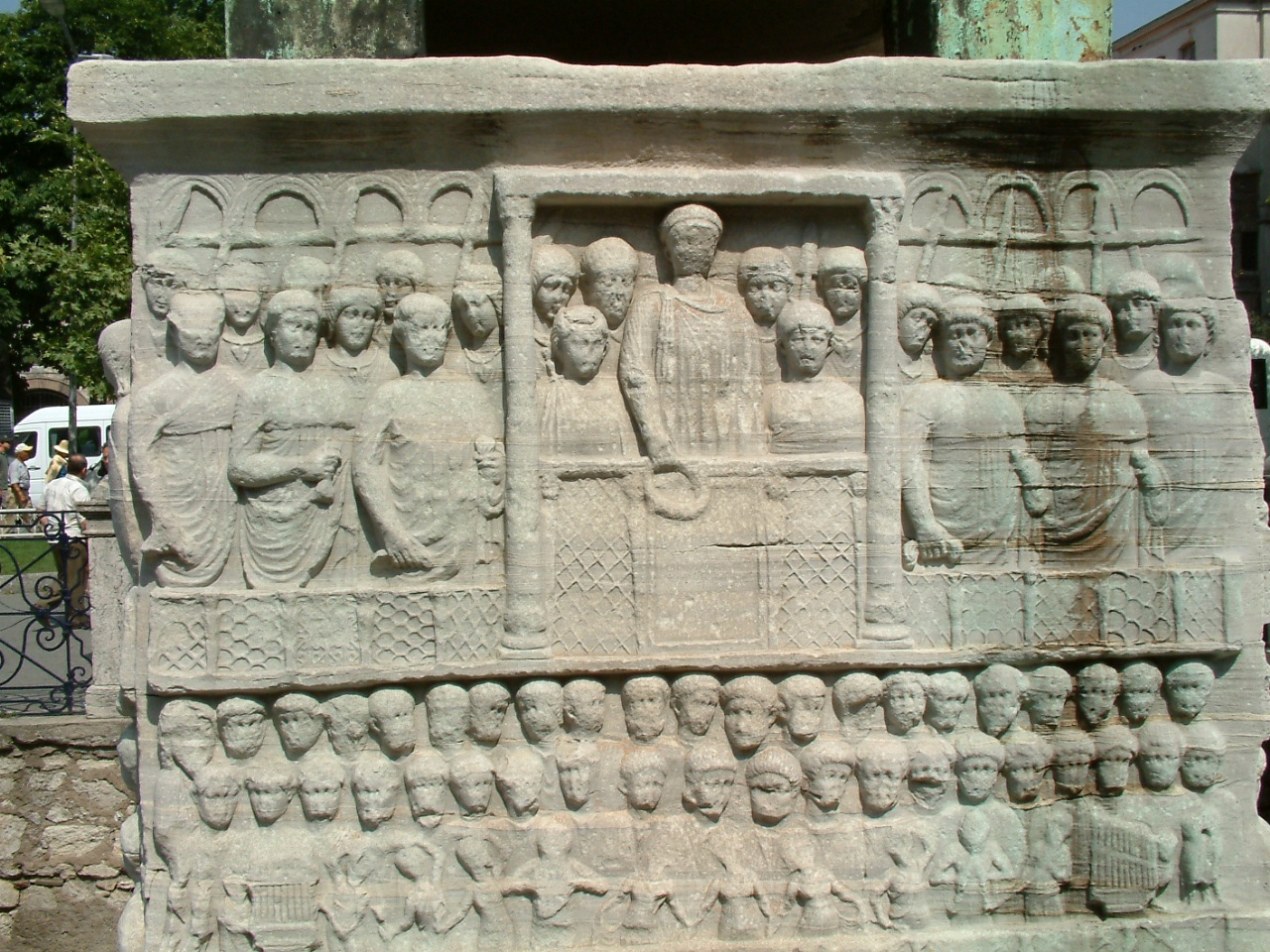
Base de l’obélisque de Théodose, hippodrome de Constantinople, IVe siècle

En Occident, le pouvoir spirituel s’engage vers une autonomie plus grande face au pouvoir politique. Ambroise pose les bases de la théorie médiévale de la séparation des deux pouvoirs, esquissant même l’idée d’une subordination du pouvoir politique au pouvoir spirituel. Il contraint ainsi Théodose à faire pénitence et à marcher pieds nus dans la cendre pour expier le massacre de dix mille personnes après la révolte de Thessalonique en 390. En Orient, les empereurs oscillent entre césaropapisme et subordination au pouvoir spirituel. Ainsi, en 450, l’empereur Marcien est couronné empereur par l’évêque de Constantinople Anatolius. Son successeur Léon fait de même. C’est donc l’évêque qui au nom de Dieu fait le souverain. Une des conséquences de cette idéologie est la soumission du roi aux dogmes de l’Église. Les empereurs ne renoncent cependant pas à intervenir dans les affaires de l’Église. Zénon publie en 482 l’édit de l'Henotikon, de nature doctrinale, qui vise à apaiser les conflits religieux sur la nature du Christ. Cette volonté du souverain de dire le dogme soulève une opposition en Orient comme en Occident. Justinien, au VIe siècle, va jusqu’à enlever et séquestrer pendant sept ans le pape Vigile pour l’obliger à souscrire aux positions défendues par le IIe concile de Constantinople condamnant le monophysisme. Constant II en 653 fait appréhender et juger le pape Martin Ier, et Justinien II tente la même action contre Serge Ier en 692 pour imposer les canons du concile in Trullo. Mais cette fois, les milices romaines défendirent le pape.
Le principe dynastique mis en place par Constantin a pour conséquence un affaiblissement du pouvoir impérial. En effet, à plusieurs reprises, des enfants sont arrivés au pouvoir à la mort de leur père. C’est le cas de Gratien et de Valentinien II, d’Arcadius et d’Honorius, de Théodose II et de Valentinien III en 423. Les mères de ces jeunes empereurs occupent alors un rôle politique important ainsi que certains préfets du prétoire.

### L’armée

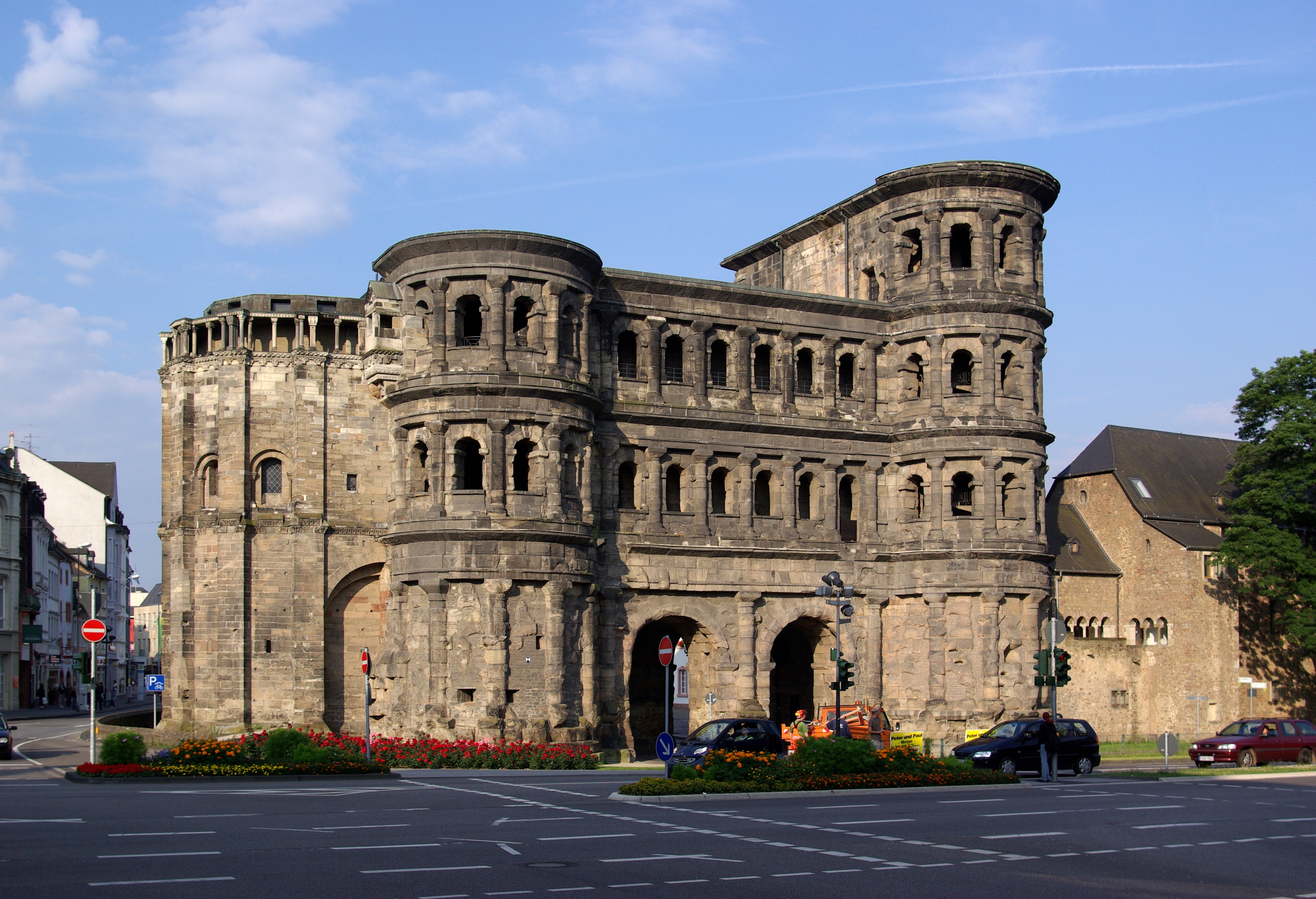
Porta Nigra, symbole de Trèves, ville impériale dans l’Antiquité tardive

Le nombre de soldats par légion est passé de 6 000 à 5 000 sous le Haut-Empire à probablement 2 000 au début du règne de Dioclétien. Celui-ci augmente le nombre d'unités. On suppose que l’armée romaine du IVe siècle compte entre 250 000 et 300 000 hommes. Une nouveauté de taille est le recrutement de soldats d’origine barbare pour garder le limes, les frontières de l’Empire. Ils complètent l’armée de manœuvre.
Les légions de manœuvre sont de taille plus réduite — 1 000 légionnaires — mais sont plus nombreuses que sous la période précédente. Elles passent de 39 à 60. Elles sont chargées d’intercepter les Barbares qui ont réussi à franchir une frontière de plus en plus fortifiée. La nécessité de la défense de l’Empire justifie l’abandon de Rome comme résidence impériale au profit de villes plus proches des frontières : Trèves, Milan, Sirmium, Nicomédie. Constantin achève la transformation de l’armée et met en place le comitatus, l’armée de campagne. Son commandement est confié à un magister peditum pour l’infanterie et un magister equitum pour la cavalerie. En cas de besoin, des maîtres des milices peuvent être créés pour une région particulière comme en Illyrie. Dans les provinces et les diocèses exposés, les troupes peuvent être dirigées par un comes ou un dux. Cette armée est particulièrement soignée par les empereurs.

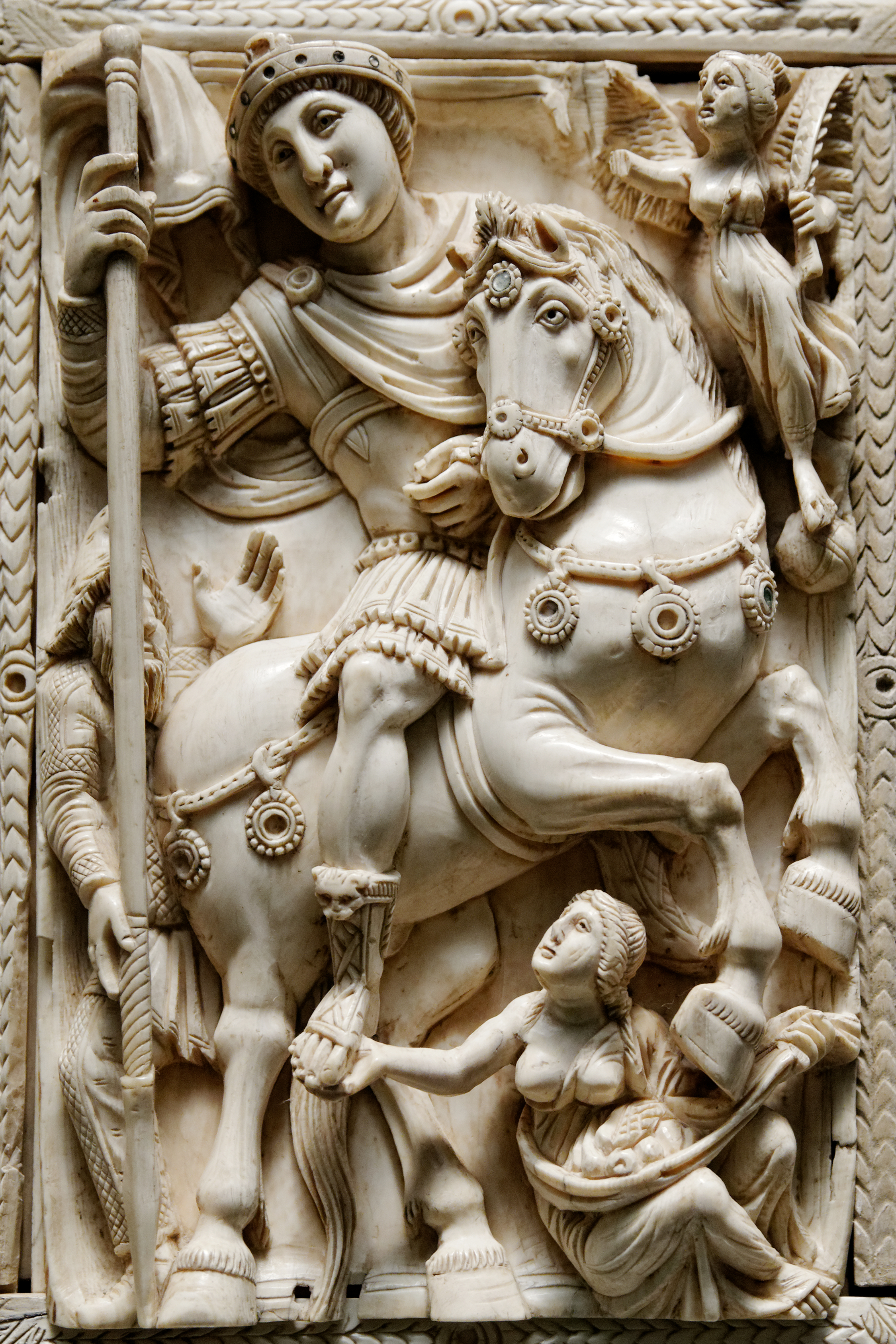
Anastase ou Justinien triomphant, détail de l’ivoire Barberini, Constantinople, début du VIe siècle, style théodosien tardif, musée du Louvre.

Pour pallier les difficultés de recrutement, Dioclétien impose de nouvelles règles. Les propriétaires doivent désormais fournir des recrues à l’armée romaine. Au cours du IVe siècle, ils obtiennent le droit de remplacer les recrues par une somme en or, l'aurum tironicum. Ce système est supprimé en 375, mais uniquement pour l’Orient. Un nombre significatif de citoyens cherche à fuir l’enrôlement dans l’armée en partant dans le désert, en se coupant le pouce ou en devenant clerc. Les lourdes condamnations envers les déserteurs, l’hérédité du métier de soldat n’évitent pas les difficultés de recrutement, ce qui pousse les empereurs à faire appel aux barbares.
Outre les soldats de l’armée de manœuvre, Dioclétien et Constantin Ier recrutent des auxiliaires d’origine barbare pour veiller sur le limes, les limitanei. Ils ont peu à voir avec l’esprit romain. La distinction entre comitatus et limitanei donne naissance à l’armée romaine du Bas-Empire. Sous Théodose, la présence barbare se renforce, y compris dans les postes du haut commandement, exercé par des barbares romanisés tels que Arbogast, Stilicon, Gaïnas. Au début du Ve siècle, l’armée d’Occident comprend théoriquement 200 000 hommes aux frontières, presque tous d’origine barbare, et 50 000 hommes dans l’armée de manœuvre. Les frontières sont alors défendues par des soldats issus de peuples qui cherchent à envahir l’Empire.
Au Ve siècle, l'Empire romain d'Orient connaît plusieurs réactions anti-germaniques qui aboutissent à l'élimination des chefs barbares (Gaïnas en 400, assassinat d’Aspar en 471) et à exclure les Germains des cadres de l’armée. En même temps en 466, les empereurs d’Orient leur substituent une source de recrutement autochtone, avec les montagnards isauriens, sujets de l’Empire, commandés par Zénon, qui devient le gendre de l’empereur Léon Ier et lui succède. Les derniers fédérés en Orient, dirigés par Théodoric, sont envoyés sur l’Italie en 489, ce qui libère l’Orient de leur pression.
Néanmoins, les Germains demeurent un élément important de l’armée impériale, jusqu’au VIIe siècle, mais ils sont recrutés individuellement comme mercenaires, et encadrés par des officiers impériaux. L’abandon du système des fédérés et la reprise de contrôle des forces armées permet la survie de l’Empire d’Orient.
Au début du VIIe siècle, la crise financière de l’Empire d’Orient et l’occupation des Balkans par les Slaves et de l’Anatolie orientale par les Perses tarissent les capacités de recrutement de mercenaires. Héraclius réorganise alors le recrutement par l'institution de paysans-soldats. Les territoires encore sous domination impériale sont progressivement organisés en circonscriptions militaires, commandées par un stratège, et reçoivent l’appellation des thèmes, du nom grec de l’unité qui y stationne (thema). On y crée des biens militaires, qui sont attribués à titre héréditaire et inaliénable à des familles, contre un service militaire également héréditaire. Cette institution rappelle et généralise celle des anciens limitanei frontaliers, donne enfin les moyens d’une puissante armée indigène et dispense de recruter des mercenaires étrangers, coûteux et peu sûrs. Le soldat-paysan s’équipe lui-même et se dote d’un cheval, et il ne perçoit qu’une solde minime, ce qui allège encore les charges de l’armée. L’armée ne manque alors plus de soldats, la résistance du réduit byzantin est assurée pour les siècles à venir.

### L’administration

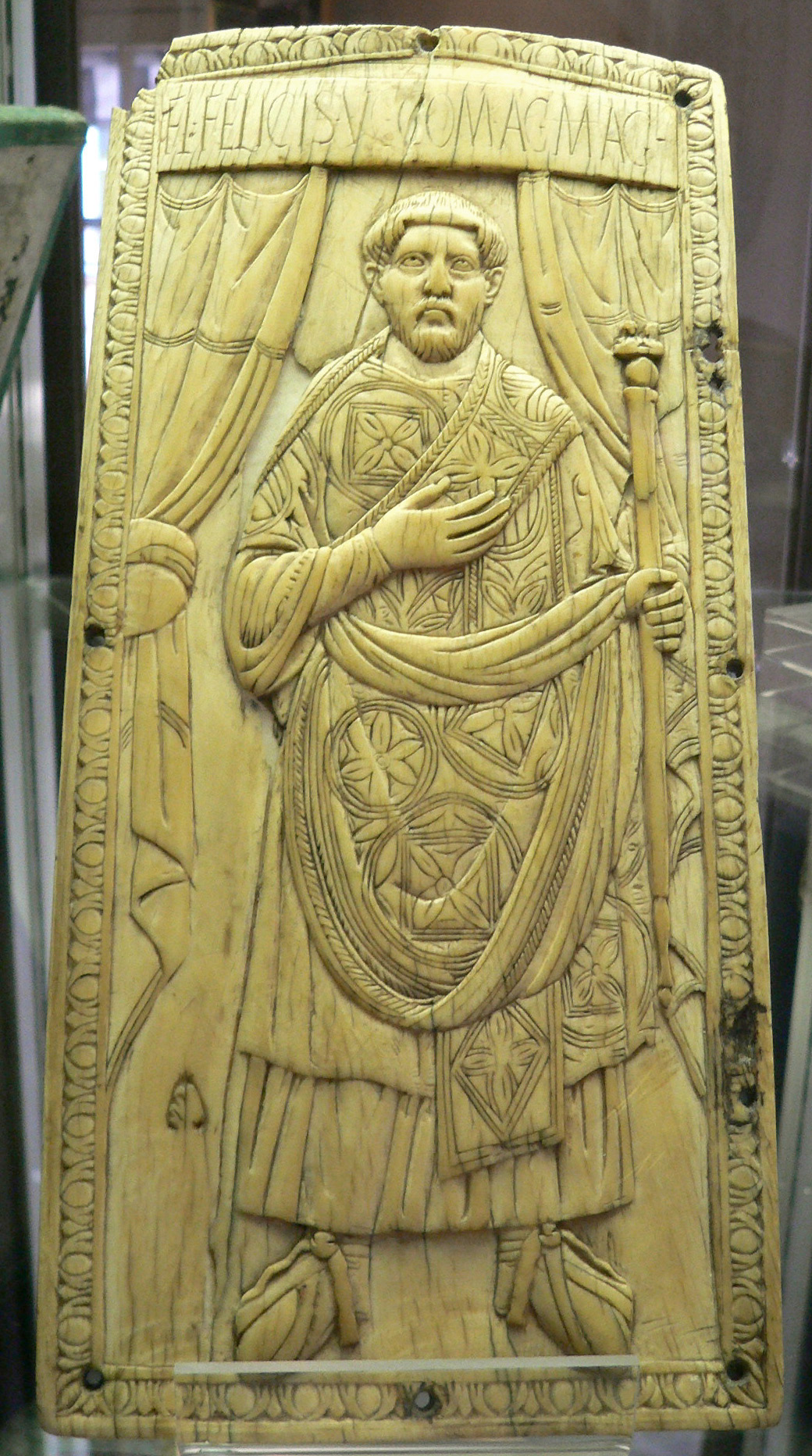
Flavius Felix, consul en 428, Rome, Ivoire d’éléphant, Ancien trésor de l’Abbaye Saint-Junien de Limoges, Cabinet des médailles de la BNF

Sous Dioclétien, les distinctions entre provinces sénatoriales et provinces impériales sont supprimées. En 297, l’empereur les divise en entités plus petites, les faisant passer de 47 à plus de 100. Ces nouvelles provinces sont regroupées en 12 diocèses dirigés par des vicaires équestres qui obéissent directement aux empereurs. Cette multiplication des circonscriptions administratives et des échelons administratifs est perçue comme étant plus efficace pour lutter contre les maux de l’Empire. En 312, on compte 108 provinces, 116 en 425. Constantin opère une réforme de la préfecture du prétoire qui ne s’occupe plus de l’administration centrale. Il divise l’Empire en grandes circonscriptions dont les limites sont fluctuantes, les préfectures régionales avec à leur tête un préfet du prétoire. Les préfets y ont de grandes prérogatives civiles et judiciaires. Chaque niveau administratif — préfecture régionale, diocèse, province — a sa capitale, ses bureaux, ses fonctionnaires. Le pouvoir impérial est ainsi plus présent à chaque échelon, mais la masse salariale des fonctionnaires est multipliée par quatre et les grands pouvoirs qu’ils possèdent sont des facteurs d’autonomie et de corruption.
Constantin transforme aussi l’organisation du pouvoir central qui était demeurée sensiblement la même depuis le Haut-Empire. Le préfet du prétoire est remplacé par le questeur du Palais sacré qui rédige les édits. Celui-ci dirige le consistoire sacré, qui remplace le conseil de l’empereur. Le maître des offices dirige le personnel administratif, les fabriques d’armes et les scholæ de la garde ; le maître des milices, l’infanterie et la cavalerie ; le comte des largesses sacrées, le fisc ; le comte de la fortune privée, la res privata, c’est-à-dire la caisse privée de l’empereur, les revenus personnels de ce dernier étant issus essentiellement du revenu de ses immenses domaines. La grande nouveauté est cependant la grande augmentation des fonctionnaires travaillant dans les bureaux centraux. Une foule de notaires, de chargés de mission et agents secrets (les agentes in rebus aussi nommés curiosi), près de 1000 fonctionnaires au Ve siècle, et d’employés divers font de l’Empire romain une véritable bureaucratie. Cette administration centrale pléthorique contribue à l’isolement de l’empereur du reste de la société. La vénalité des offices, combinée à la pratique de l'évergétisme, de ce que nous appellerions aujourd'hui « emplois fictifs », et au véritable « racket » organisé par l'administration, à la fois vis-à-vis des administrés et au sein de celle-ci (des supérieurs vers les inférieurs), conduit l'historien Paul Veyne à rejeter l'image d'un Empire comme « merveille d’organisation, d’État de droit et d’ordre », pour plutôt évoquer un empire « du bakchich et du clientélisme ».
Toutes ces institutions demeurent à peu près les mêmes jusqu’au début du VIIe siècle. Pendant longtemps, les empereurs s’efforcent de maintenir la séparation des pouvoirs civils, confiés à un gouverneur, et les pouvoirs militaires confiés à un comes ou un dux, ce dernier s’occupant de plusieurs provinces. Mais à l’époque de Justinien, les réformes portent en germe la réunion des pouvoirs civils et militaires dans les thèmes ou les exarchats de la période byzantine. Justinien regroupe les provinces, seulement pendant quinze ans, il est vrai, entre les mains de proconsuls ou de propréteurs en leur donnant des pouvoirs militaires, civils et parfois fiscaux. Son objectif est d’enrayer la puissance grandissante de la noblesse.

### La fiscalité

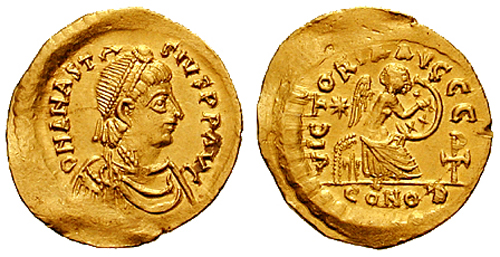
Sémissis en or à l’effigie d’Anastase Ier, VIe siècle

Les finances sont avant tout destinées à soutenir l’armée. L’annone militaire a été progressivement mise en place à partir de la dynastie des Sévères. Pour faire face aux dépenses accrues, l’empereur ordonne en 298 que soient recensées toutes les ressources de l’Empire, hommes, bétails et autres richesses. Ce recensement, qui a lieu tous les cinq ans, sert de base pour établir l’assiette d’un nouvel impôt, la capitation. En outre, ils[Qui ?] doivent payer la jugatio sur les biens fonciers. Le paiement se fait soit en nature, soit en espèces selon une correspondance préétablie régionalement par un barème de prix. Cette fiscalité établie sur la propriété terrienne pèse essentiellement sur les habitants des campagnes. Elle est complétée d’une réforme agraire, par l’attribution forcée des terres abandonnées à des particuliers, qui en deviennent les colons imposables.
Constantin accroît les dépenses de l’État par son administration nombreuse, ses multiples constructions, les dons à ses protégés et à l’Église, les dépenses luxueuses de la cour. Il se procure l’or nécessaire en imposant ceux que la capitation épargne : le chrysargyre est levé tous les cinq ans sur les commerçants et les artisans, les curiales sont assujettis à offrir tous les cinq ans l’or coronaire (couronnes en or), les sénateurs doivent s’acquitter de l’or oblatice (aurum oblaticium, or offert à chaque anniversaire impérial) et de la collatio glebalis tous les quatre ans.
Ces réformes alignent les finances publiques sur la circulation de l'or, et les restaurent pour tout le IVe siècle malgré l’augmentation considérable des dépenses, au prix d’une collusion entre le pouvoir et les classes supérieures, thésaurisatrices d’or, et de la ruine des classes inférieures.
Sous le règne de Théodose, la fiscalité se durcit encore provoquant des révoltes (Antioche en 387). En théorie, les revenus de la res privata doivent subvenir à la cour et à la famille impériale, mais une part grandissante de cette caisse est dévolue aux immenses besoins de l’État. Anastase détache une partie des domaines de la res privata dont les revenus rejoignent ceux du fisc. Il abolit le chrysargyre qui frappait le commerce et l’industrie des villes, et confie la perception de l’impôt des villes à des fonctionnaires, soulageant les curiales ruinées.
Alors que la circulation monétaire ralentit considérablement en Occident du fait des grandes invasions, elle augmente en Orient : Anastase impose définitivement aux campagnes le payement de l’annone (capitatio et jugatio) en espèces, et achète les approvisionnements nécessaires à l'État à des prix imposés par le gouvernement. La sévérité fiscale provoqua des révoltes populaires, mais à la mort d’Anastase, les caisses impériales renfermaient une réserve considérable de 320 000 livres d’or.
Le coût des conquêtes de Justinien provoque un nouveau tour de vis fiscal jusqu’en 550. Le mécontentement est grand. En effet, l’empereur prélève dans des campagnes orientales affaiblies par les ravages de la peste des impôts très lourds. Les provinces nouvellement reconquises ont perdu l’habitude de payer de lourds impôts sous l’administration barbare incapable de les prélever régulièrement. Elles doivent se soumettre de nouveau à cette obligation alors qu’elles sortent complètement ruinées des guerres de conquête. Après 550, du fait de l’augmentation de la population dans l’Empire de Justinien, les prélèvements fiscaux tendent à diminuer.

## Le christianisme dans le monde romain

### Les questions posées par la christianisation de l’Empire romain

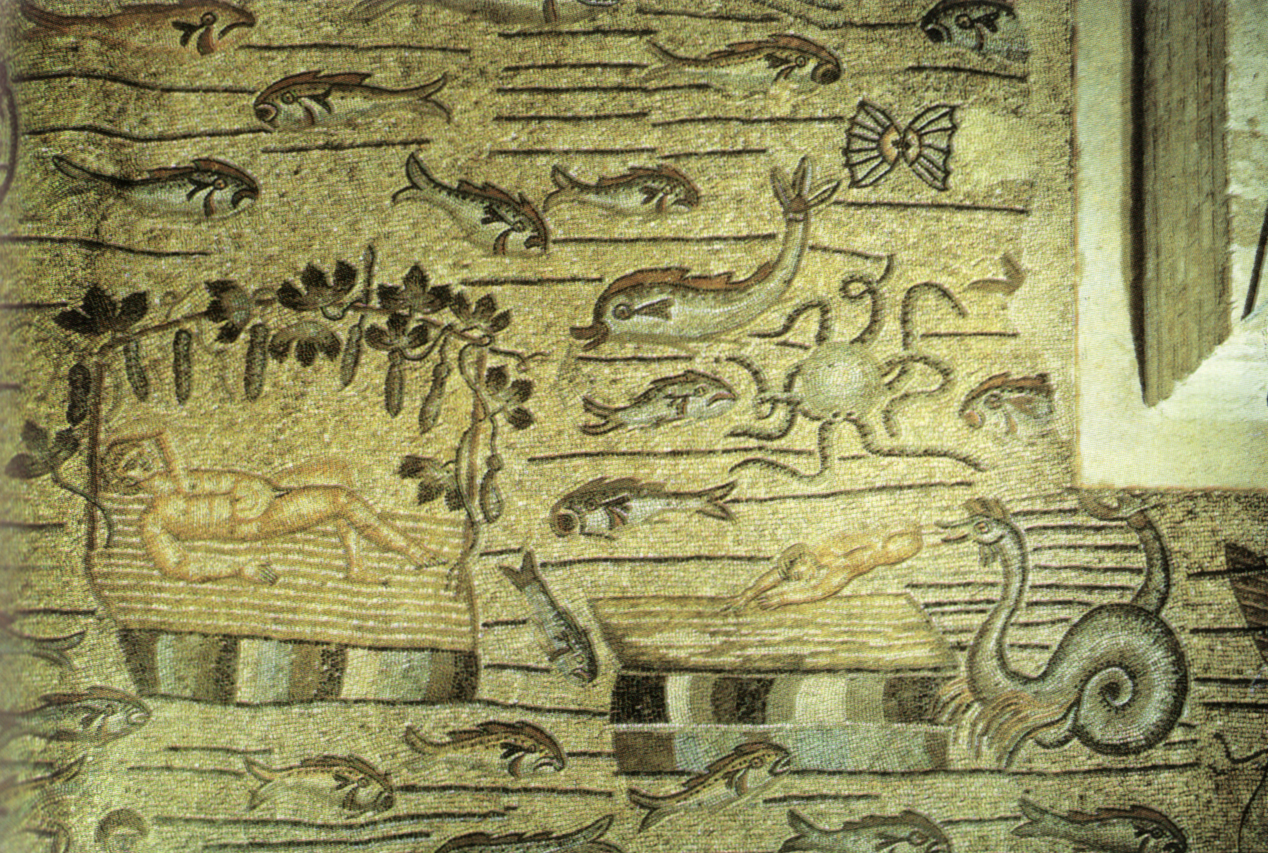
L’histoire de Jonas, mosaïque du IVe siècle, basilique patriarcale d’Aquilée

La progression du christianisme dans l’Empire est sujette à de nouveaux débats. En effet, les sources à la disposition des historiens rendent ardue la quantification du développement du christianisme.
Pendant longtemps a prévalu l’idée qu’au début du IVe siècle, les provinces d’Orient sont majoritairement acquises au christianisme. En Occident, les provinces méditerranéennes sont plus touchées par la nouvelle religion que les autres. Mais partout dans cette partie de l’Empire romain, les campagnes restent profondément polythéistes. Dans cette optique, la conversion de Constantin en 312 n’aurait été qu’un couronnement, et non un tournant de l’histoire de l’Empire. Aujourd’hui l’ampleur de la christianisation de l’Empire est remise en question,. Robin Lane Fox pense que le paganisme est toujours très bien implanté au début du IVe siècle et que le christianisme est encore un phénomène très minoritaire. Selon lui les chrétiens ne représentent en 312, que 4 à 5 % de la population totale de l’Empire. Le débat est d’autant plus délicat que, derrière les chiffres, il y a un enjeu idéologique fort.
Certains points semblent néanmoins établis. L’inégalité de la christianisation selon les régions et le retard de la Gaule en particulier sont admis par tous. À un moindre degré, la situation est la même en Espagne et en Italie, mais avec en plus de fortes différences régionales. On pense qu’à Rome, la ville la plus christianisée d’Italie, peut-être un peu moins de 10 % des habitants sont chrétiens en 312. L’étude des papyrus égyptiens permet le chiffre de 20 % de chrétiens en 312 en Égypte. En Asie Mineure, une proportion d’1/3 de chrétiens est envisageable, 10 à 20 % en Afrique. En 312, les chrétiens ne sont donc qu’une minorité dans l’Empire.
La question du développement du christianisme a longtemps été posée en termes d’affrontement avec la culture antique. Le Bas Empire est, dans cette perspective, vu comme une période de triomphe de la foi nouvelle face aux religions traditionnelles ou aux cultes à mystères. Aujourd’hui, l’examen des sources pousse à modifier ce point de vue. Le christianisme s’est nourri de la culture antique et s’en est servi pour se développer : il n’a donc pas détruit la culture antique. G. Stroumsa explique le passage du paganisme au christianisme dans l’Empire romain par un processus d’intériorisation du culte. Une partie significative des habitants de l'Empire ne se reconnaît plus dans les religions ritualistes et cherche une croyance qui soit plus personnelle. L’essor des religions du livre grâce à la généralisation du codex sert d’accélérateur à un nouveau souci de soi présent dans l’ascèse et la lecture, au passage de la religion civique aux religions communautaires et privées. Cette thèse ne fait pas l’unanimité parmi les historiens.
Le christianisme, en devenant la religion de l’Empire romain au IVe siècle, sert à justifier un ordre politique autoritaire qui s’exerce au nom de Dieu. Il permet aussi, aux yeux des empereurs d’assurer la cohésion de l’Empire. Il devient un élément essentiel de la civilisation de l’Antiquité tardive. La conséquence en est l’exclusion de toutes les autres convictions religieuses. Les non-chrétiens sont désormais désolidarisés de l’idéal romain.
Pour l’Église, romanité et christianisme sont tellement indissociables que les évêques trouvent normal de défendre l’Empire face aux barbares.

### La grande persécution

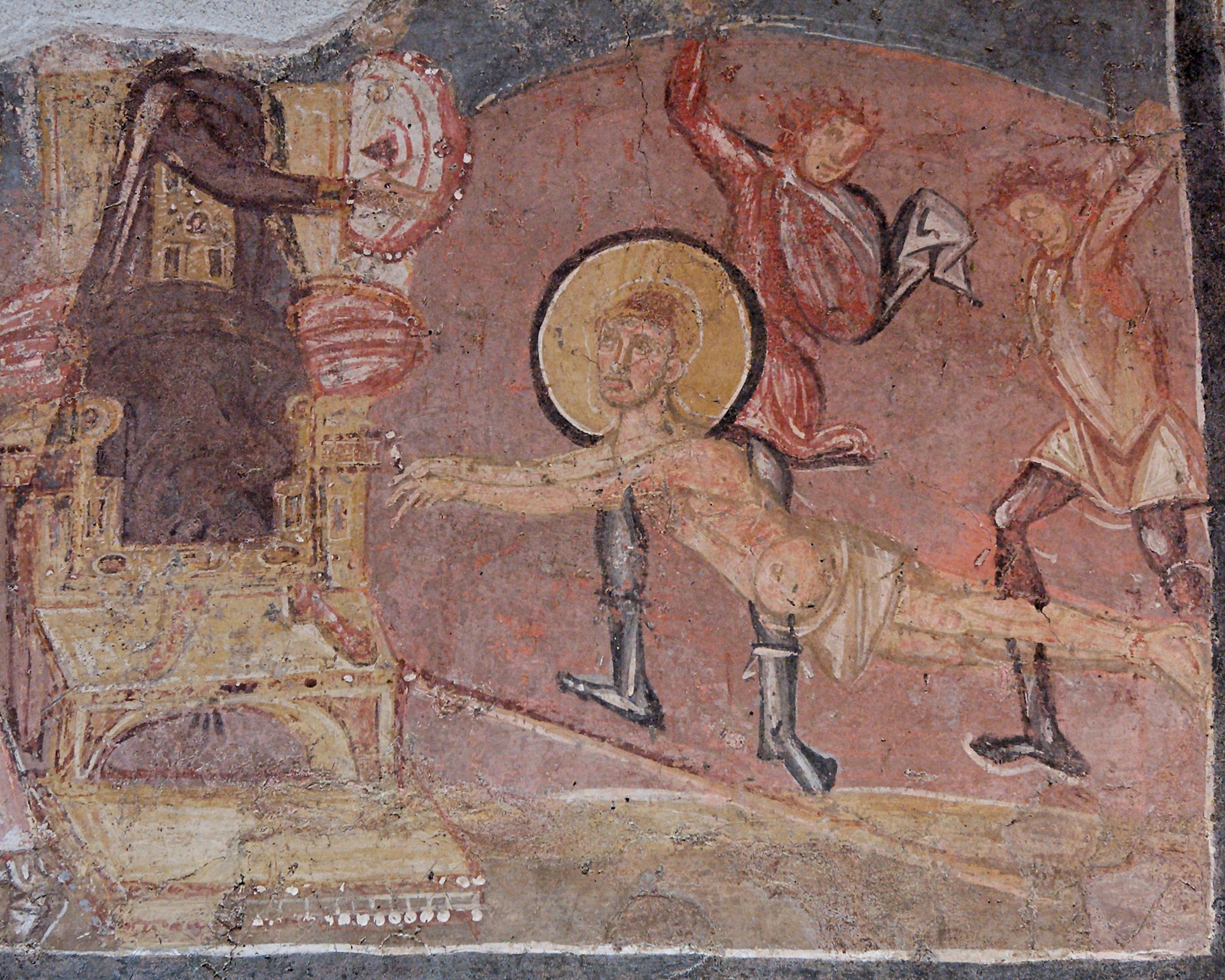
Saint Érasme flagellé en présence de l’empereur Dioclétien. Fresque byzantine, milieu du VIIIe siècle, musée national de Rome.

Au début du IVe siècle, avec la Tétrarchie, la lutte contre la religion des chrétiens, en expansion mais encore très minoritaire, donne lieu à une dernière persécution généralisée. En 303, Dioclétien et ses collègues lancent plusieurs édits contre les chrétiens donnant naissance à la « Grande persécution », après la quarantaine d’années de tranquillité relative qui ont suivi le règne de Gallien (260-268) et son édit de tolérance de 260 qui constitue la première légitimation officielle du christianisme par les autorités romaines.
Les gouverneurs et les magistrats municipaux doivent saisir et faire brûler le mobilier et les livres de culte. Au début de l’année 304, un édit ordonne à tous les citoyens de faire un sacrifice général pour l’Empire, sous peine de mort ou de condamnation aux travaux forcés dans les mines. La persécution est très inégalement appliquée sur l’Empire, assez vite abandonnée en Occident après 305, plus longue et sévère en Orient. En 311 juste avant sa mort, Galère décrète l’arrêt de la persécution, demandant aux chrétiens de prier pour son salut et celui de l’Empire. Cet appel est dans le droit fil de la tradition religieuse romaine, et admet l’utilité civique des chrétiens.
Une des conséquences de la grande persécution pour le monde chrétien est le schisme donatiste à partir de 307. Les donatistes refusent la validité des sacrements délivrés par les évêques qui avaient failli lors des persécutions de Dioclétien, position condamnée en 313 au concile de Rome. Le schisme se poursuit en Afrique romaine jusqu’à la fin du siècle.
Cette dernière persécution marque plus que les autres la tradition chrétienne orientale : l’hagiographie situe pendant la persécution de Dioclétien et ses successeurs le martyre de saints fictifs. Une autre trace de l’impact significatif sur la mémoire chrétienne est le choix de l'ère copte ou « ère des Martyrs » qui débute à la date d’avènement de Dioclétien.

### Les empereurs chrétiens

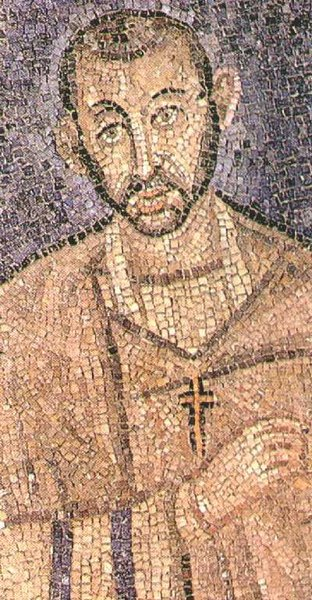
Saint Ambroise, mosaïque du IVe siècle, basilique de Saint-Ambroise de Milan.

Constantin, initialement adepte de Sol invictus (le Soleil Invaincu), pourrait s'être converti au christianisme lors de sa campagne contre Maxence en 312. Toutefois, certains historiens pensent que Constantin, entre 312 et le début des années 320, passa dans ses convictions personnelles par une phase intermédiaire et tenta de concilier le christianisme avec la croyance dans une divinité d'où émaneraient tous les dieux, La Divinité, identifiée à partir du milieu du IIIe siècle au Soleil. En effet, dans la période 312-325, des monnaies représentent le Soleil, compagnon de l'empereur, ou confondent son image avec la sienne. Peu de monnaies montrent des symboles chrétiens (monogramme, labarum) à la fin ce laps de temps. On peut se demander pourquoi Constantin se convertit à une religion encore minoritaire dans l’Empire : pour des raisons personnelles, ou pour des raisons idéologiques. En 313, l’édit de Milan proclame la liberté de culte et prévoit de rendre aux chrétiens les biens qui leur avaient été confisqués pendant la grande persécution de Dioclétien. Cette conversion pose le problème des relations entre l’Église et le pouvoir. Sollicité par les évêques africains sur la querelle donastique, Constantin organise en 313 (ou 314) le premier concile pour que les évêques décident entre eux. Il convoque et préside le concile de Nicée en 325 qui reconnaît le Christ comme Dieu et homme à l’unanimité, même Arius acquiesçant à cette doctrine. Mais ce dernier continue sa prédication et est excommunié. Constantin le fait exiler, puis le rappelle quelques années plus tard. Les ariens adoptent des positions très favorables au pouvoir impérial, lui reconnaissant le droit de trancher les questions religieuses d’autorité. Constantin finit par se rapprocher de cette forme de christianisme et se fait baptiser sur son lit de mort par un évêque arien, Eusèbe de Nicomédie. Aujourd’hui cette conversion à l’arianisme est contestée par l’Église catholique et par certains historiens. Son fils, Constance II, est quant à lui un arien convaincu. Il n’hésite pas à persécuter les chrétiens orthodoxes plus encore que les polythéistes. Malgré ses interventions dans de nombreux conciles, il ne parvient pas à faire adopter un credo qui satisfasse à la fois les ariens et les orthodoxes. À l'exception de Valens, ses successeurs, soucieux de paix civile, observent une stricte neutralité religieuse entre les ariens et les orthodoxes. La défaite d'Andrinople en 378 face aux Wisigoths ariens permet aux orthodoxes de passer à l’offensive. Ambroise de Milan, voulant défendre le credo de Nicée contre les ariens, qualifie l’arianisme d’« hérésie » et de « double trahison » envers l’Église et envers l’Empire.
Gratien finit par s’orienter vers une condamnation de l’arianisme sous l’influence conjuguée de son collègue Théodose Ier et d’Ambroise. L’empereur de la pars orientalis a, en 380, dans l’édit de Thessalonique, fait du christianisme une religion d’État. Comme son collègue, il promulgue des lois anti-hérétiques. Il convoque en 381 le Concile d'Aquilée, dirigé par Ambroise. Deux évêques ariens sont excommuniés. À ce moment, l’Église trinitaire est devenue assez forte pour résister à la cour impériale. Après la mort de Gratien, le parti arien regagne de l'influence à la cour. À son instigation est promulguée une loi, le 23 janvier 386, qui prévoit la peine de mort pour toute personne qui s’opposerait à la liberté des consciences et des cultes. Ambroise, fort du soutien du peuple et des hautes sphères de Milan, refuse de concéder une basilique extra muros aux ariens. La cour impériale est obligée de céder. Grâce à des hommes comme Ambroise, l’Église peut ainsi s’émanciper de la tutelle impériale, surtout en Occident, et même revendiquer la primauté du pouvoir spirituel sur le temporel en rappelant à l’empereur ses devoirs de chrétien. Cependant, les chrétiens ont aussi besoin de la force publique pour faire prévaloir leur point de vue. Ainsi Porphyre de Gaza obtient de l’impératrice Eudoxie, qu’elle fasse fermer par son époux Flavius Arcadius les temples polythéistes de Gaza.
Les polythéistes et les « hérétiques » deviennent des citoyens de seconde zone, grevés d’incapacités juridiques et administratives. Dans une loi, Théodose précise : « Nous leur enlevons la faculté même de vivre selon le droit romain ». Le judaïsme est la seule religion non-chrétienne à demeurer licite en 380, mais, dans l’opinion, la judéophobie sporadique gréco-romaine se mue en un antijudaïsme systématique, proprement chrétien, qui accuse les Juifs d’être « déicides » et d’avoir rejeté le message évangélique. Cela n’empêche pas Théodose de vouloir imposer à l’évêque de Kallinikon en Mésopotamie de reconstruire à ses frais, la synagogue que ses fidèles ont détruite, à la grande indignation d’Ambroise de Milan.

### Christianisation et romanité
Après la conversion de Constantin, le christianisme progresse rapidement dans l’Empire romain, mais toujours de manière inégale suivant les provinces. Il s’agit aussi dans bien des cas d’une christianisation superficielle où se mêlent un grand nombre de pratiques païennes. L’Égypte n’est considérée comme chrétienne qu’à la fin du Ve siècle. L’évangélisation des campagnes d’Occident ne progresse que très lentement. En Gaule, l’action de missionnaires déterminés joue un rôle non négligeable dans l’adoption de la religion du Christ. Martin de Tours reste la figure de proue de l’évangélisation de la Gaule. Le latin y remplace le grec comme langue liturgique à la même époque, signe de la perte de l’usage du grec dans l'Église d'occident, future Église catholique romaine. La romanité (et la romanisation des Barbares) se confondent dès lors, en Occident, avec l'Église ; en Orient en revanche, elle disparaît de la liturgie (grecque, arménienne, égyptienne ou slavonne) et aussi des institutions (désormais byzantines) pour ne subsister qu'à travers les langues romanes orientales, purement vernaculaires.

#### L’organisation de l’Église

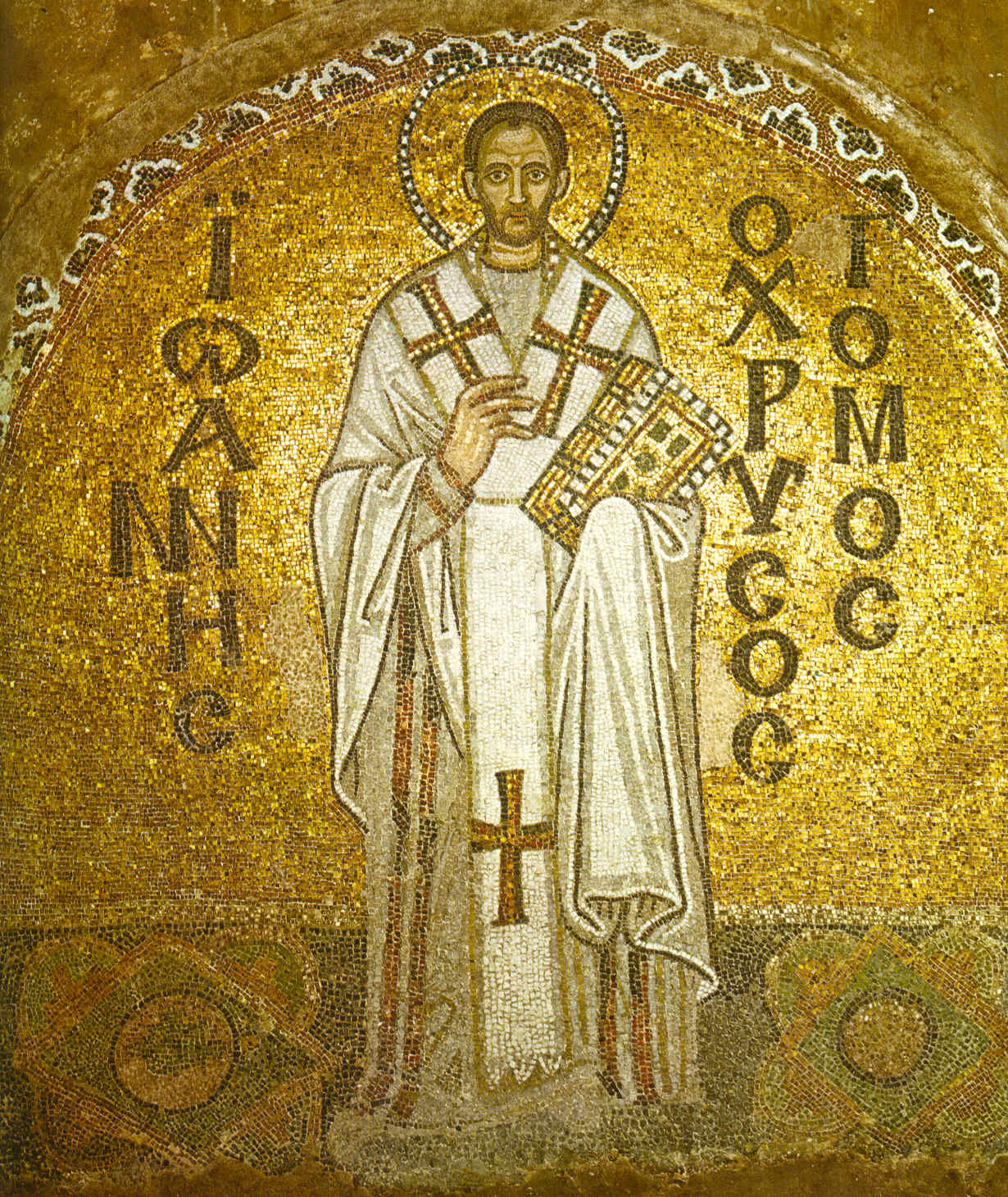
Jean Chrysostome, évêque de Constantinople

L’Église s’organise en suivant le modèle administratif de l’Empire. Le diocèse où officie l’évêque, correspond à la cité, sauf en Afrique et en Égypte. Celui-ci est désigné par les membres de la communauté et les évêques voisins. L’aristocratie christianisée occupe souvent les fonctions d’évêque, et ces évêques patriciens deviennent les premiers personnages de la cité aux Ve et VIe siècles. En Orient, ils deviennent ainsi des partenaires du pouvoir impérial. Ils reprennent pour l’Église une part de l’évergétisme décurional pour l’aide aux pauvres et aux malades. En cas de besoin, ils s’érigent en défenseur de leur cité menacée face aux barbares. À Rome, ils prennent le pas sur les préfets urbains. En Égypte, par contre, les évêques sont le plus souvent choisis parmi les moines. Certains cumulent le rôle d’évêque et de supérieur du monastère comme Abraham d’Hermonthis, vers l’an 600. De nombreux papes coptes viennent du monastère de saint Macaire situé à Wadi El-Natroun. Aujourd’hui, la hiérarchie de l’Église copte se recrute toujours parmi les moines.
À partir du IVe siècle, un personnage nouveau se détache de l’évêque : le prêtre. Il obtient peu à peu le droit de baptiser, de prêcher et d’enseigner. Alors que les cités d’Occident se vident de leur population à cause des difficultés de ravitaillement et de l’insécurité, une nouvelle cellule religieuse rurale se développe au VIe siècle, la paroisse dans laquelle il officie. La paroisse finit par forcer le maillage administratif de base du Moyen Âge. Le prêtre peut encore être un homme marié et père de famille, à moins qu'il ne soit moine.
Au-dessus des évêques se trouve l’évêque métropolitain qui siège dans le chef-lieu de la province et dont l’autorité s’entend à l’ensemble de celle-ci. À partir du concile de Constantinople de 381, apparaissent des primats qui regroupent sous leur autorité plusieurs provinces ; en Occident, Rome et Carthage ; en Orient, Constantinople, Alexandrie et Antioche. Au cours du IVe siècle, le siège de Rome a primauté sur l’ensemble de l’Empire, mais il ne s'agit encore que d'une primauté honorifique, sans pouvoir temporel et sans plus d'autorité qu'un autre primat. C'est l'empereur Valentinien Ier, qui en 370, déclare « irrévocables » les décisions du pape dans la ville de Rome. Le pape romain Damase (366-384) est le premier prélat à qualifier son diocèse de siège apostolique car il aurait été créé par l'apôtre Pierre, considéré comme le chef des apôtres. Toutefois l'autorité pontificale des évêques de Rome ne devient véritablement souveraine qu’à partir de Léon le Grand vers 450, ce qui n'empêchera pas les empereurs (désormais d'Orient) d'user de leur autorité politique pour ramener plusieurs papes de Rome à la théologie orthodoxe (qui n'admet ni Purgatoire, ni que le Saint-Esprit puisse procéder d'un autre que Dieu lui-même). Durant l’Antiquité tardive, l’Église n’est pas un ensemble homogène. Chaque cité a ses rites, ses saints, sa langue liturgique, reflet de la diversité de l’Empire, et les Papes (ou Patriarches) de Jérusalem, Rome, Aquilée, Carthage, Antioche, Alexandrie ou Constantinople la dirigent de manière collégiale.

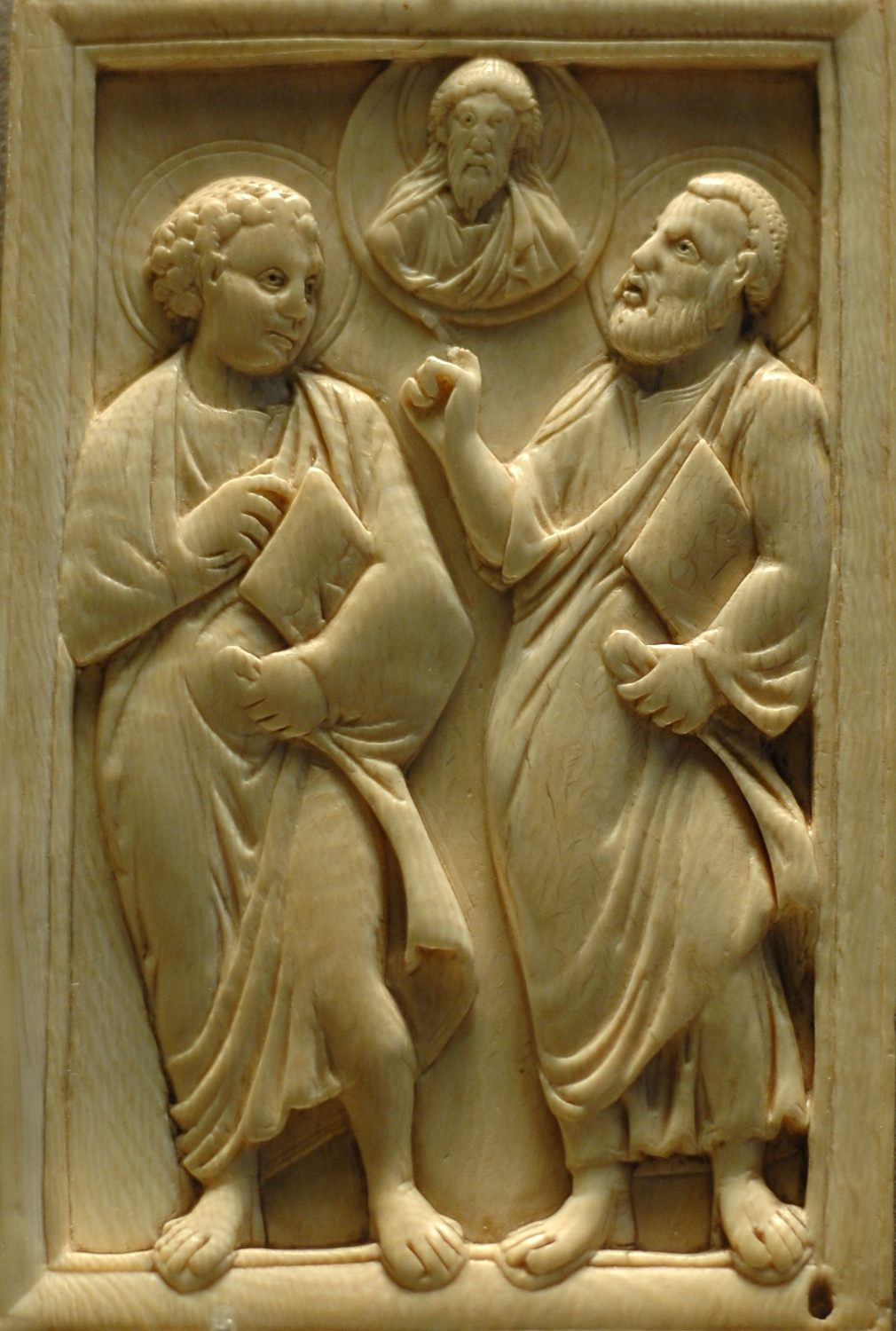
Feuillet d’un diptyque représentant le Christ entouré de deux apôtres. Ivoire. Gaule, Ve siècle, musée du Louvre

Les empereurs donnent aux membres du clergé de nombreux privilèges. Ils sont dispensés des prestations fiscales imposées aux citoyens. Les évêques se voient reconnus des pouvoirs de juridiction civile. Les personnes poursuivies par le pouvoir bénéficient du droit d'asile, ce qui leur permet de se soustraire à la justice impériale. Enfin les clercs échappent progressivement aux juridictions ordinaires et se trouvent ainsi placés au-dessus du droit commun. Constantin donne à l’Église une personnalité juridique qui lui permet de recevoir des dons et des legs. Ceci lui permet d’accroître sa puissance matérielle. Au Ve siècle, elle possède d’immenses domaines dont certains dépendent des institutions charitables de l’Église. Le développement de ses institutions lui permet d’occuper un vide laissé par les systèmes de redistributions polythéistes, en s’intéressant aux pauvres en tant que tels et non en tant que citoyens ou que clients. En Orient comme en Occident, l’Église se retrouve cependant confrontée à un paradoxe ; elle prône la pauvreté comme idéal, mais est riche, ses clercs sont souvent des aristocrates, et les églises regorgent d'or, d'argent, de bois précieux, d'étoffes chatoyantes et de parfums.

#### Le monachisme
Durant l’Antiquité tardive, le monachisme, né au IIIe siècle connaît un premier essor. Les premiers moines apparaissent en Égypte, au sud d’Alexandrie. Le retrait radical du monde que prônent les premiers ermites, Antoine et Pacôme, est une véritable rupture politique et sociale avec l'idéal gréco-romain de la cité. Ceci n’empêche pas l’érémitisme puis le cénobitisme de se développer dans les déserts d’Orient. Pourtant il semble que le vrai fondateur du mode de vie cénobitique soit Pacôme. Au début du IVe siècle, il établit une première communauté à Tabennèse, une île sur le Nil à mi-chemin entre Le Caire et Alexandrie. Il fonde huit autres monastères dans la région au cours de sa vie, totalisant 3 000 moines.
Les clercs occidentaux qui se rendent en Orient propagent à leur retour l’idéal monachiste. Les premiers établissements religieux apparaissent à l’Ouest de l’Empire à partir de la fin du IVe siècle : l'abbaye Saint-Martin à Marmoutier, abbaye de Lérins et de multiples fondations à partir du VIe siècle. À partir des premières expériences s'élaborent de nombreuses règles monastiques. Parmi celles-ci, la règle de saint Benoît est destinée à un grand avenir en Occident.
Avec le soutien de Justinien Ier, le monachisme prend une grande importance en Orient. Refuge moral, son pouvoir d'attraction est tel qu'il détourne de l'impôt et des fonctions publiques une partie des forces de l'Empire, et devient un véritable contre-pouvoir qui se manifestera lors de la crise de l'iconoclasme. En Occident, le monachisme recevra une impulsion décisive sous la dynastie carolingienne. Dans toutes les contrées anciennement romaines, les monastères joueront un rôle précieux de conservateurs de la culture antique.

#### Mentalités et pratiques religieuses

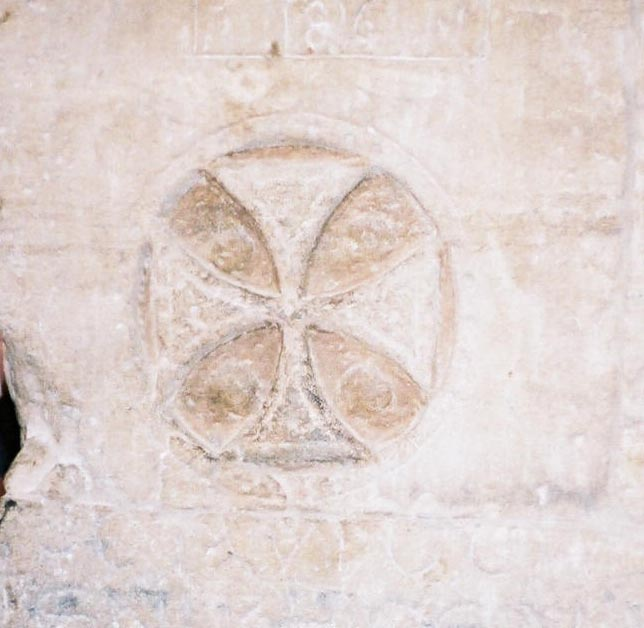
Croix copte gravée sur un mur du temple de Philae près d’Assouan (Égypte)

C’est pendant l’Antiquité tardive qu’est fixée l’organisation du calendrier chrétien. Constantin choisit de fêter la naissance du Christ, Noël, le 25 décembre, jour de la célébration du dieu Sol Invictus, le Soleil Invaincu. Pâques reste une fête mobile à l’instar de Pessah. Sa date de célébration est différente d’une communauté chrétienne à l’autre. Pendant le jeûne de Carême qui la précède, les catéchumènes, des adultes, se préparent au baptême célébré durant la nuit de Pâques. Constantin interdit aussi un grand nombre d’activités le dimanche, jour consacré au culte chrétien. Le calendrier chrétien avec ses fêtes chrétiennes, le découpage du temps en semaine supplante définitivement le calendrier romain à la fin du Ve siècle. Par contre, pendant toute l’Antiquité tardive, le décompte des années se fait à partir d’un critère antique : la fondation de Rome (753 av. J.-C.), les premiers Jeux olympiques (776 av. J.-C.) ou même l’ère de Dioclétien. Au VIe siècle, Denys le Petit élabore un décompte chrétien à partir de l’année de naissance du Christ. Ce nouveau comput n’entre en action qu’au VIIIe siècle.
Sur le plan des mentalités, le christianisme introduit un grand changement dans la vision du monde divin. Les Romains avaient toujours accepté sans grande résistance les divinités non romaines. Le christianisme, religion monothéiste, s’affirme comme étant la seule vraie foi qui professe le seul vrai Dieu. Les autres divinités et religions sont ramenées au rang d’idoles ou d’erreurs. Cette position a comme corollaire la montée de l’intolérance religieuse chrétienne au IVe siècle, qui serait due aux discours apocalyptiques de certaines communautés chrétiennes et à leurs attentes eschatologiques, ainsi qu’au pouvoir politique impérial. L’Église multiplie les adjectifs pour se définir : katholicos, c’est-à-dire universelle, orthodoxos, c’est-à-dire professant la seule vraie foi. De ce fait, l’Église chrétienne est amenée à combattre non seulement les païens, mais aussi les chrétiens professant une foi contraire aux affirmations des conciles, qui sont considérés à partir du Ve siècle comme des hérétiques.
Les historiens se posent la question des changements moraux induits par le christianisme. La morale chrétienne de l’Antiquité tardive se concentre avant tout sur la sexualité et la charité et ne remet pas en cause la hiérarchie familiale en place, insistant au contraire sur le nécessaire respect de l’autorité du pater familias. Le discours religieux est donc en général conservateur. Grégoire de Nysse est le seul auteur chrétien à avoir condamné l’esclavage, mais non en raison du triste sort des esclaves. Il est en fait préoccupé par le salut des propriétaires d’esclaves, coupables, selon lui, du péché d’orgueil. Augustin dénonce la torture en raison de son inefficacité et de son inhumanité.

#### Les disputes christologiques

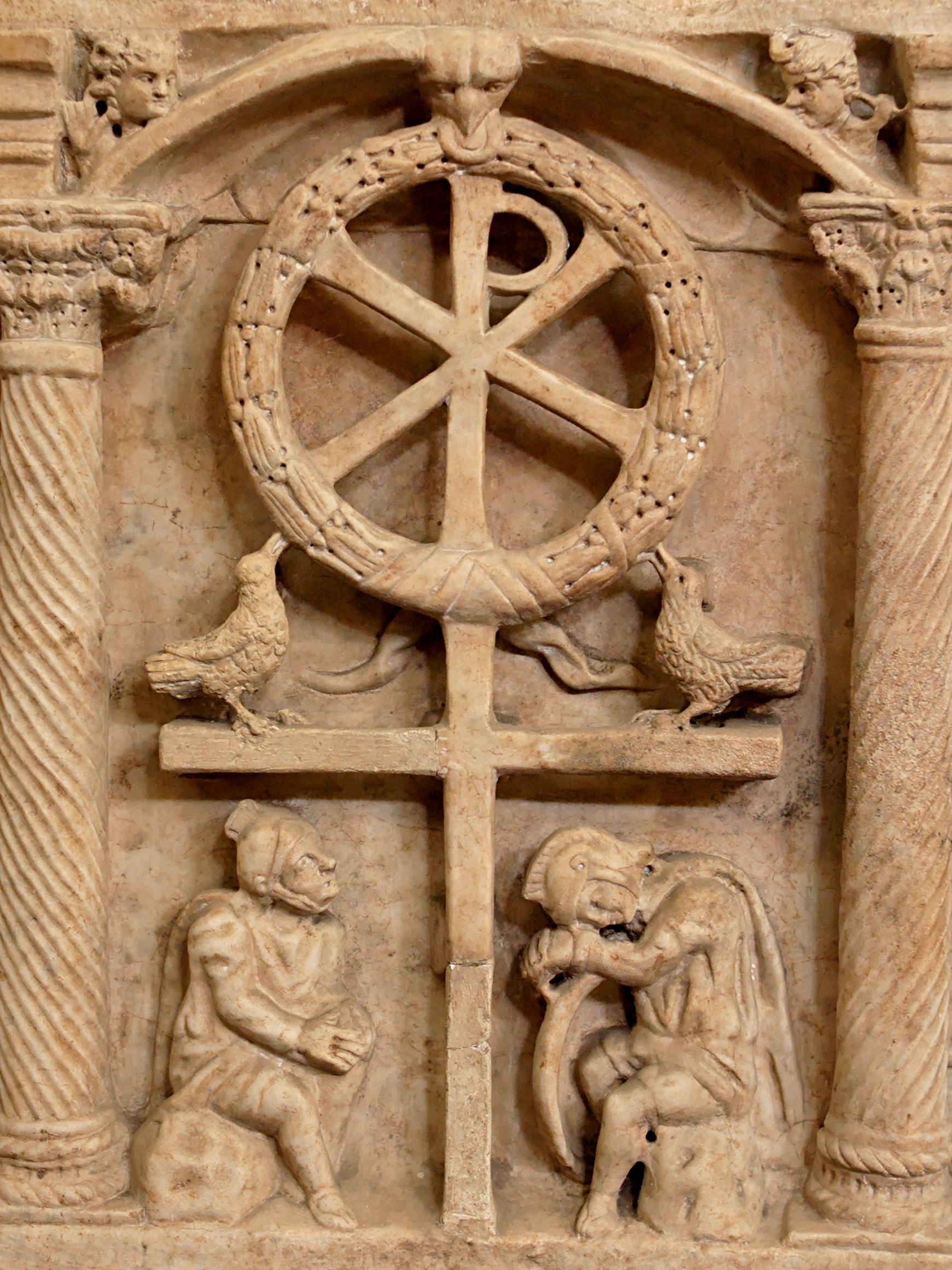
Anastasis
représentation symbolique de la résurrection du Christ. Panneau d'un sarcophage romain, v. 350, Musées du Vatican.

Les premiers siècles du christianisme sont ceux pendant lesquels s’élabore la doctrine chrétienne. Cette élaboration ne va pas sans divisions et conflits. Outre les conflits de primauté, les querelles dogmatiques sont nombreuses. Le donatisme africain, l’arianisme, le priscillianisme, le pélagianisme, le nestorianisme, le monophysisme sont autant de doctrines condamnées comme des hérésies par les premiers conciles œcuméniques. Contre l’arianisme, deux conciles sont réunis. En 325 à l’issue du premier concile de Nicée, le Symbole de Nicée, que les latins appellent credo est rédigé. C’est la première expression solennelle de l’orthodoxie. Il définit Dieu comme un être unique, en trois personnes éternelles, le Père, le Fils et le Saint Esprit. C’est l’affirmation du dogme de la Trinité, réitérée lors du concile de Constantinople de 381. Jésus-Christ est défini comme : « fils unique de Dieu, engendré du Père, lumière de lumière, vrai Dieu de vrai Dieu, engendré, non créé, de la même substance (homoousios) que le Père ». Les ariens pensent, eux, que le Père est antérieur au Fils et au Saint Esprit et qu’il est donc leur créateur. L’arianisme a de nombreux partisans en Orient comme en Occident. Les missionnaires ariens convertissent les Goths et les Vandales. Ceci pose des problèmes de cohabitation religieuse avec les peuples romanisés majoritairement nicéens. Voilà pourquoi l’Église catholique a accordé un tel poids à la conversion et au baptême de Clovis, roi des Francs, à la fin du Ve siècle. C’est le premier roi barbare à embrasser la foi catholique et à bénéficier ainsi du soutien de l’Église romaine.
Au Ve siècle les disputes théologiques portent sur la nature du Christ, humaine et/ou divine. Le nestorianisme, défendu par le patriarche de Constantinople Nestorius, privilégie la nature humaine du Christ. Il est condamné par le concile d’Éphèse de 431 réuni à l’instigation du patriarche d’Alexandrie Cyrille. À Antioche, on insiste sur le fait que Jésus est certes Dieu parfait mais aussi homme parfait. Il est rappelé que son incarnation, qui maintient la dualité des natures, est la condition du salut du genre humain et que c’est parce que le Verbe de Dieu (le Christ) s’est fait homme, que l’on peut dire que Marie est mère de Dieu. Les monophysites, suivant les idées du moine Eutychès, nient la nature humaine du Christ. Eutychès prêche que dans l’union en Jésus-Christ, la nature divine absorbe en quelque sorte la nature humaine. Dioscore d’Alexandrie neveu et successeur de Cyrille le soutient. Les monophysites sont condamnés par le concile de Chalcédoine de 451 réuni à l’initiative du pape Léon le Grand. Celui-ci reprend la thèse défendue par le concile de Nicée d’une double nature du Christ, à la fois tout à fait homme et tout à fait Dieu. Dans le canon du concile, le Christ est reconnu « en deux natures sans confusion, sans mutation, sans division et sans séparation, la différence des natures n’étant nullement supprimée à cause de l’union ». Le pape retrouve la première place dans le débat religieux. Mais le monophysisme est très bien implanté en Égypte, en Syrie et dans une partie de l’Asie Mineure. Il résiste pendant deux siècles en se repliant sur les langues locales, le copte en Égypte et le Syriaque en Syrie. Justinien échoue lui aussi à mettre fin aux divisions religieuses de l’Orient malgré la réunion du concile des « trois chapitres ». Le rôle des hérésies n’est pas à minorer. Les querelles religieuses se poursuivent en Orient jusqu’au VIIe siècle. Le monophysisme des Égyptiens suscite une prise de conscience nationale. La conquête musulmane est acceptée favorablement tant le pays détestait l’emprise impériale, qui superposait un patriarche et des évêques byzantins à la hiérarchie copte.

#### Polythéisme, superstitions et syncrétismes dans un Empire chrétien

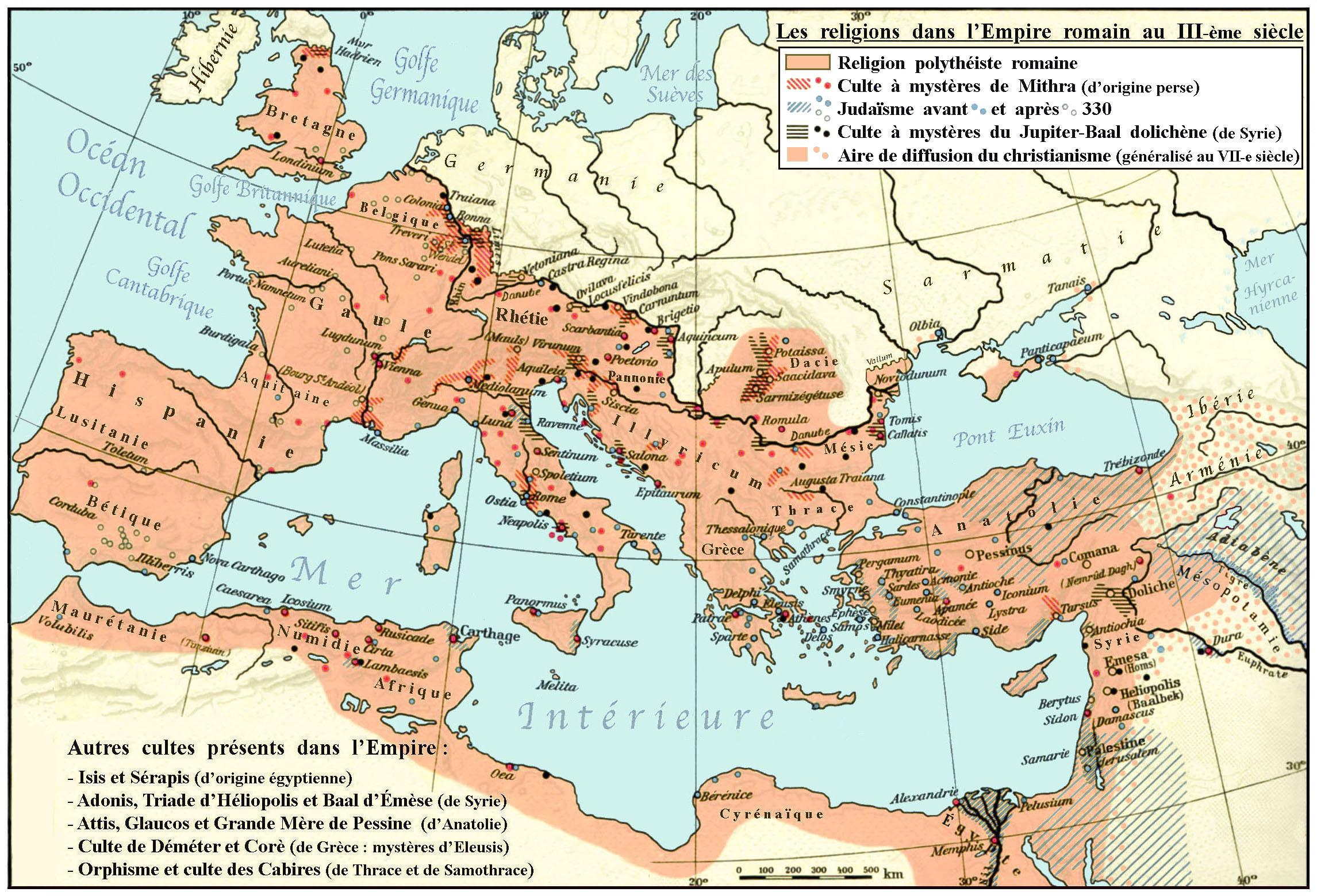
La diversité religieuse dans l'Empire romain durant l'antiquité tardive, mentionnant des cultes à mystères, l'orphisme, le judaïsme et le christianisme.

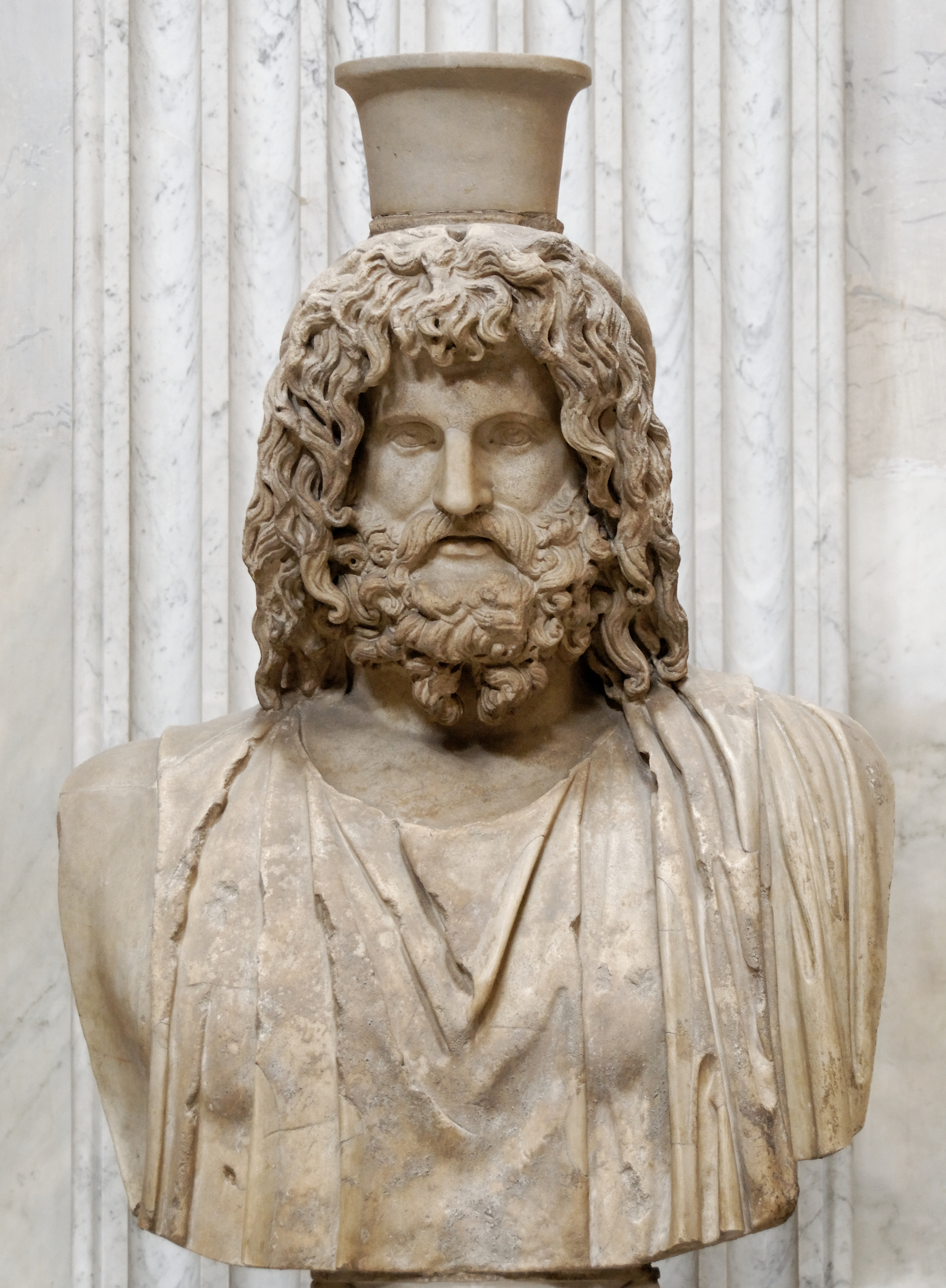
Buste de Sérapis. Marbre, copie romaine d’un original grec du qui se trouvait dans le Sérapéion d’Alexandrie, musée Pio-Clementino

Malgré des restrictions progressives, pendant tout le IVe siècle, les cultes polythéistes traditionnels continuent à être pratiqués, de même que des cultes initiatiques d'origine égyptienne, orientale ou pythagoricienne dont les plus pratiqués sont ceux de Mithra, de Cybèle, d’Isis et de Sérapis. Les textes chrétiens qui les dénoncent violemment, les dédicaces, les ex-voto, les attestations de travaux dans les temples en sont autant de témoignages. Chenouté, mort vers 466 et abbé du monastère Blanc en Haute-Égypte, rapporte dans ses œuvres sa lutte contre les polythéistes, qu’il appelle « les Grecs ». L’historien polythéiste Zosime nous apprend lui aussi que la nouvelle religion n’était pas encore répandue dans tout l’Empire romain, le paganisme s’étant maintenu assez longtemps dans les villages après son extinction dans les villes.
Constantin n’intervient guère que pour interdire les rites qui relèvent de la superstitio, c'est-à-dire des rites religieux privés, comme les sacrifices nocturnes, les rites d’haruspice privés et autres pratiques identifiées à la sorcellerie et la magie. Il manifeste en général la plus grande tolérance vis-à-vis de toutes les formes de paganisme. En 356, Constance II interdit tous les sacrifices, de nuit comme de jour, fait fermer des temples isolés et menace de la peine de mort tous ceux qui pratiquent la magie et la divination. L’empereur Julien, acquis au paganisme, promulgue en 361 un édit de tolérance permettant de pratiquer le culte de son choix. Il exige que les chrétiens qui s’étaient emparés des trésors des cultes païens les restituent. Ses successeurs sont tous chrétiens. En 379, Gratien abandonne la charge de Grand Pontife. À partir de 382, à l’instigation possible d’Ambroise, évêque de Milan, l’autel de la Victoire, son symbole au Sénat, est arraché de la Curie, tandis que les Vestales et tous les sacerdoces perdent leurs immunités. Le 24 février 391, une loi de Théodose interdit à toute personne d’entrer dans un temple, d’adorer les statues des dieux et de célébrer des sacrifices, « sous peine de mort ». En 392, Théodose interdit les Jeux olympiques liés à Zeus et à Héra, mais aussi à cause de la nudité du corps des compétiteurs, le culte du corps et la nudité étant dénigrés par le christianisme. Peu à peu, les temples abandonnés tombent en ruines. En 435, un décret renouvelant l’interdiction des sacrifices dans les temples païens ajoute : « si l’un de ceux-ci subsiste encore ». Le renouvellement du décret prouve que les sacrifices n’ont certainement pas disparu. Ramsay MacMullen pense que les païens restent malgré tout très nombreux. En Égypte, en Anatolie, les paysans s’accrochent à leurs anciennes croyances. Certaines communautés chrétiennes font parfois preuve de fanatisme destructeur vis-à-vis du paganisme. Elles sont désavouées par les grands esprits de leur époque, comme saint Augustin. L’exemple le plus frappant est celui de la philosophe néoplatonicienne Hypatie, mise en pièces dans une église, puis brûlée par une foule de fanatiques peut-être menée par le patriarche Cyrille, en 415, à Alexandrie. Des temples sont détruits comme le Sérapéum d'Alexandrie dès 391, le temple de Caelestis, la grande déesse carthaginoise héritière de Tanit en 399. Pourtant l’État ne fait pas œuvre de destruction systématique des temples païens et de leurs objets d’art. Au contraire, des décrets officiels témoignent de la volonté de l’État de conserver ce patrimoine artistique. Plusieurs édits du règne de Justinien enlèvent aux païens le droit d’exercer des fonctions civiles ou militaires et d’enseigner, ce qui a comme conséquence la fermeture de l’école philosophique d’Athènes. Un édit de 529 aggrave encore leur situation en leur imposant la conversion au christianisme.
Par ailleurs, le christianisme lui-même se trouve imprégné des anciens rites païens. Certaines fêtes traditionnelles romaines sont toujours fêtées à la fin du Ve siècle, comme la fête de Lupercales consacrée à la fécondité et aux amoureux. Pour l’éradiquer, le pape Gélase Ier décide en 495 de célébrer la fête de Saint Valentin, le 14 février, un jour avant la fête des Lupercales pour célébrer les amoureux. Il s’agit donc bien d’une tentative de christianisation d’un rite païen. Les Africains continuent de célébrer des banquets aux jours anniversaires des morts directement sur les tombes. Au VIe siècle, Césaire d’Arles dénonce dans ses sermons à ses fidèles les pratiques païennes qui subsistent dans le peuple. Le port d’amulettes, les cultes aux arbres et aux sources n’ont pas disparu de la Gaule méridionale. Les plaintes des clercs sont nombreuses jusqu’à la fin de l’Antiquité tardive. En Orient, les attendus du concile in Trullo (Constantinople, 691-692) flétrissent des coutumes qui subsistent : célébrations d’anciennes fêtes païennes, chants en l’honneur de Dionysos lors des vendanges, bûchers allumés à la nouvelle lune, etc.
Pour les populations christianisées, le manque d'efficacité de la médecine antique favorisait les croyances dans les miracles produits par les saints. Les pèlerinages se multiplient dans tout l’Empire romain. Au VIe siècle, le tombeau de Martin de Tours draine des foules considérables. Cette foi en une guérison miraculeuse correspond bien aux mentalités des campagnes et favorise leur adhésion au christianisme. Les évêques y voient un moyen d’assurer le rayonnement de leur diocèse. Les guérisons miraculeuses sont utilisées comme un argument pour convaincre les foules simples de la véracité de la foi nicéenne. Les miracles censés avoir été accomplis par les saints après leur mort sont donc soigneusement répertoriés et diffusés comme un instrument de conversion. Autour du culte des saints, toute une série de croyances se développe. Les gens cherchent à se faire enterrer près des saints car ils pensent que leur sainteté se diffuse à travers la terre sous laquelle ils reposent. Le culte des saints donne naissance aux pèlerinages porteurs de prospérité pour les villes d’accueil.

## L’évolution de l’économie

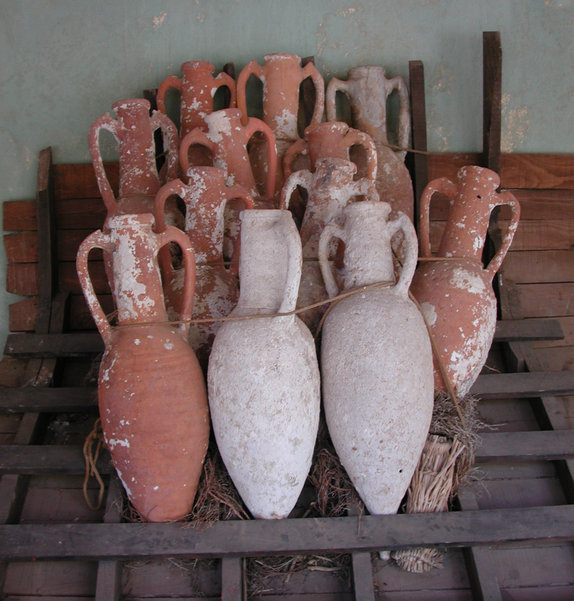
Amphores au château de Bodrum en Turquie.

L’économie romaine est une économie essentiellement agricole. La trilogie méditerranéenne domine la production : blé, vigne (vin), olivier (huile). La Sicile, l’Afrique, l’Égypte, les Gaules et l’Espagne produisent les céréales qui ravitaillent les grandes villes de l’Empire. L’élevage de chevaux, indispensable pour les jeux et pour l’armée est concentré en Espagne, en Afrique, en Syrie, en Thrace et en Asie. À cette époque, deux secteurs de l’économie peuvent être qualifiés d’industriels. Il s’agit de l’exploitation minière et de la production de céramique sigillée. Celle-ci est liée à l’exportation de produits agricoles. C’est donc dans les grandes régions de production qu’on trouve les principaux ateliers de céramique. Une quarantaine de fabriques d’armes sont disséminées dans l’Empire. Elles font partie des industries de l’État, tout comme les fabriques d’armures, de vêtements pour les soldats et les teintureries.
Les routes commerciales sont les mêmes que depuis le début de l’Empire romain. Seule la création de Constantinople crée un nouvel axe de transport. L’Empire romain interdit l’exportation de produits qui pourraient favoriser l’économie de puissances ennemies. L’exportation de métaux, armes et denrées alimentaires vers les Germains ou les Perses est interdite. Le commerce international est peu important : des esclaves, de l’encens du Yémen, des épices du monde indien, des parfums et soieries de Chine. Il profite surtout aux villes situées aux limites de l’Empire : Antioche, Carthage en relation avec les caravaniers de l’Afrique. Le commerce intérieur redevient très actif après la crise du IIIe siècle.
Pendant longtemps les historiens ont présenté l’économie de l’Antiquité tardive comme étant en déclin. Pourtant, de grandes innovations techniques se diffusent au IVe siècle comme la charrue à roue, la moissonneuse gauloise ou le moulin à eau. Les techniques artisanales ne connaissent pas de recul. Ce qui a donné cette impression de crise économique, c’est l’augmentation de terres abandonnées, surtout en Occident mais aussi en Orient. Des fouilles récentes et une relecture des textes anciens permettent de croire que le phénomène des terres désertées et des villages abandonnés est, en fin de compte, moindre qu’on ne le croyait. Selon Pierre Jaillette, la régression, causée notamment par des invasions, des guerres civiles et des razzias de pilleurs, n’est pas aussi généralisée, ni aussi continue que le pensaient précédemment les historiens.

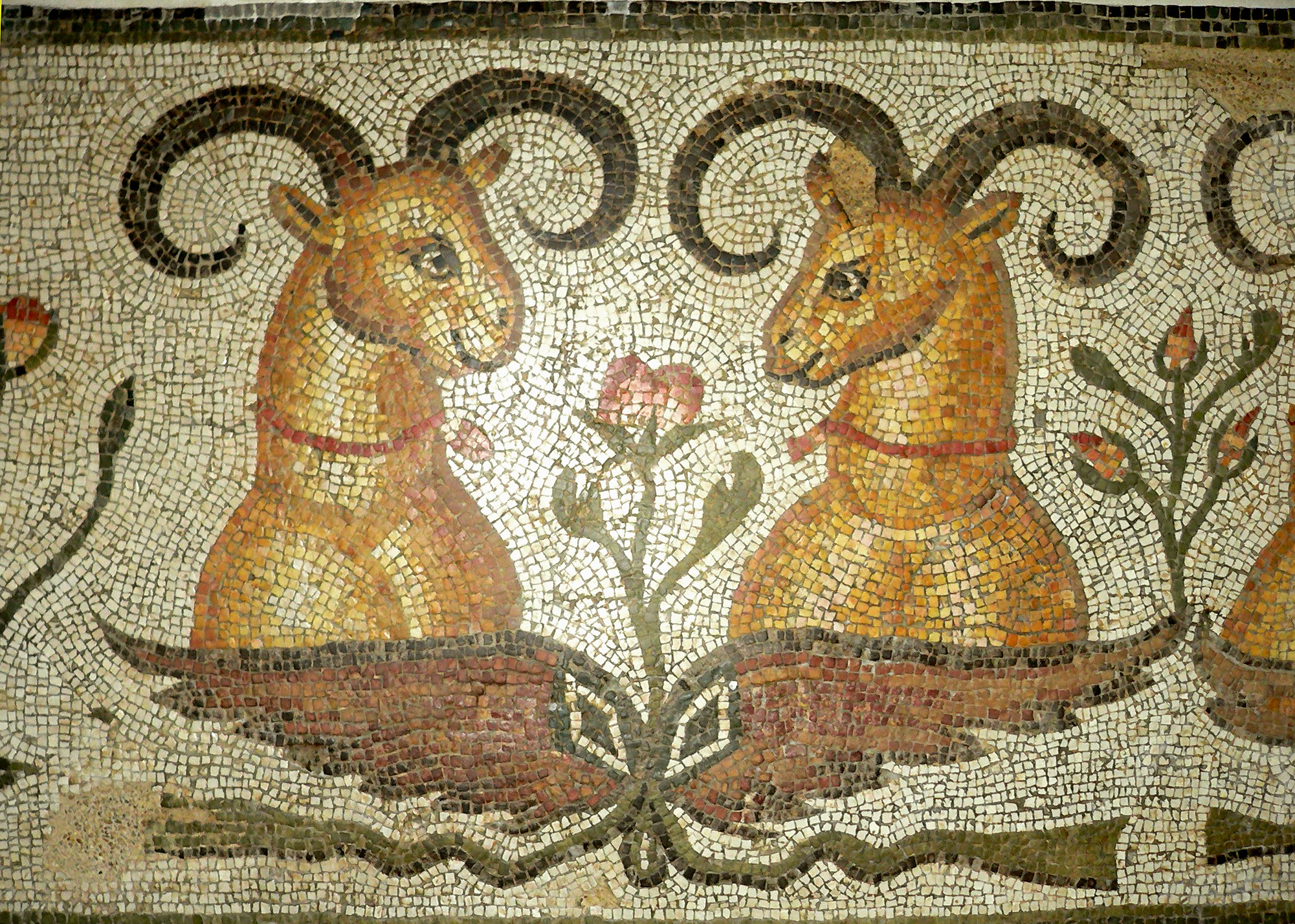
Antioche, mosaïque du Ve siècle, bouquetins (détail), Musée du Louvre

Au IVe siècle, les grandes métropoles d’Orient comme d’Occident retrouvent leur dynamisme perdu pendant la crise du IIIe siècle. Le grand commerce des produits de luxe est toujours très prospère. Le trafic continental semble lui s’être quelque peu étiolé. Trèves sur le limes, devenue résidence impériale, connaît une prospérité sans précédent. Cependant on peut constater que la politique monétaire de Constantin creuse les inégalités entre les riches et les pauvres. Il maintient le cours des pièces en or, les solidus, que seuls les plus aisés peuvent thésauriser mais laisse se dévaluer les monnaies de cuivres nécessaires aux échanges quotidiens ce qui réduit le pouvoir d’achat des masses populaires. La création d’un tiers de solidus ne permet pas de combler les écarts.
En 395, alors que s’amorce le partage définitif entre l’Orient et l’Occident, l’économie de l’Occident demeure fragile. Seuls quelques ateliers impériaux et quelques centres de production de céramique conservent encore un réel dynamisme. Le commerce est tenu par des colonies de marchands juifs et syriens. Les campagnes dépendent pour leur survie de l’établissement des populations germaniques, ceci particulièrement au nord de la Gaule et en Illyricum. L’économie de l’Orient, par contre, est florissante. C’est le centre économique et commercial du monde romain. L’agriculture y est prospère.
Les invasions barbares en Occident ne transforment guère les structures économiques. Elles ralentissent le grand commerce et l’économie urbaine mais touchent peu le monde rural. Par contre, la reconquête de Justinien bouleverse les structures économiques et sociales des zones touchées par les campagnes militaires. Les armées byzantines ravagent les régions conquises. Les terres sont dévastées et ne produisent plus rien pendant plusieurs années. En Orient, à côté de la petite propriété, l’économie rurale est aux mains des grands domaines. Les grandes familles, notamment les familles sénatoriales de Constantinople possèdent des terres disséminées dans tout l’Orient. L’État et l’empereur gèrent de vastes domaines qui viennent d’anciens biens de l’État, des biens des familles royales successives et confiscations. Enfin, les évêchés et les établissements chrétiens de charité ont reçu des donations considérables qui en ont fait des latifundiaires. Mais il existe une grande différence de revenus entre les évêchés. Après 500, l’économie des grands domaines est fragilisée par la raréfaction de la main d’œuvre, surtout la main d’œuvre servile. Les grandes propriétés perdent donc de l’importance au profit de la petite propriété.

## Les évolutions de la société et des villes

### Les classes dominantes

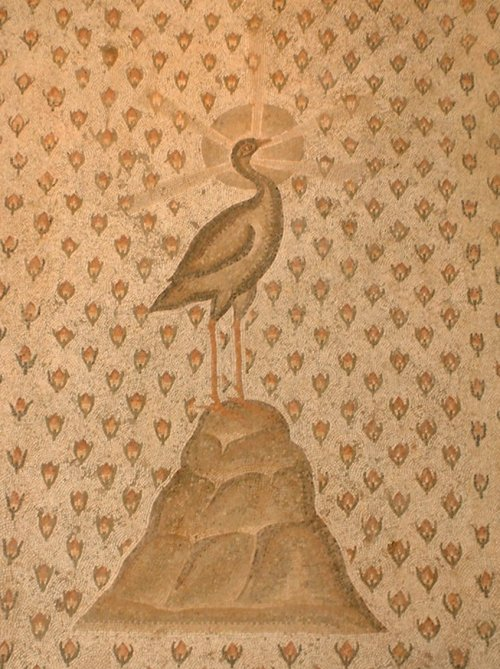
Semis de roses et Phénix, mosaïque de sol (détail), maison de l’Atrium à Antioche, Ve siècle, musée du Louvre

À partir du IVe siècle les différences dans le droit entre honestiores et humiliores augmentent. Les classes dominantes s’élargissent et se structurent. Au IVe siècle les préfectures de la ville et du prétoire s’ajoutent au consulat comme charges permettant d’entrer dans la nobilitas. Dans la première partie du IVe siècle, la nobilitas connaît un brusque élargissement. Constantin prend la décision de supprimer l’ordre équestre dont les membres entrent presque tous dans l’ordre sénatorial. Le nombre de sénateurs passe de 600 à 2 000 membres. Le Sénat créé à Constantinople compte lui aussi 2 000 membres. L’ordre sénatorial oriental est recruté parmi les notables des cités provinciales grecques. Il connaît une croissance rapide sous le règne de Constance II. La strate supérieure du Sénat adopte alors le nom de clarissime pour se distinguer de la masse de la noblesse. Les clarissimes sont avant tout des grands propriétaires terriens. Ils font souvent preuve d’une culture raffinée et participent à la renaissance littéraire de l’époque. Pendant longtemps historiens et archéologues ont cru, au vu de l’existence de grandes villas de maîtres richement décorées dans les campagnes, que la nobilitas avait effectué au IVe siècle un retour à la terre. Les recherches récentes font apparaître que la plupart des clarissimes vivent la plus grande partie de l’année en ville et ne se rendent qu’à l'occasion dans leurs domaines. Vers 370, dans le vocabulaire juridique, la nobilitas se confond avec le statut sénatorial. L’importance de la bureaucratie est telle qu’au IVe siècle, la carrière administrative a remplacé l’armée comme moyen de promotion sociale.
La nobilitas romaine se caractérise aussi par sa résistance à l’adoption du christianisme. Attachée au culte des ancêtres, à la culture gréco-romaine, à la philosophie, elle répand une nombreuse littérature anti-chrétienne. Cependant, au milieu du IVe siècle, les grandes familles romaines se convertissent peu à peu au christianisme.
Les invasions barbares n’empêchent pas l’aristocratie sénatoriale de garder sa richesse foncière et son influence jusqu’au VIIIe siècle. Elle monopolise les charges de comte et d’évêque. En Gaule et en Espagne, elle se mêle lentement à l’aristocratie germanique aux VIe et VIIe siècles donnant peu à peu naissance à la noblesse médiévale.

### La dégradation du statut des citoyens de l’Empire

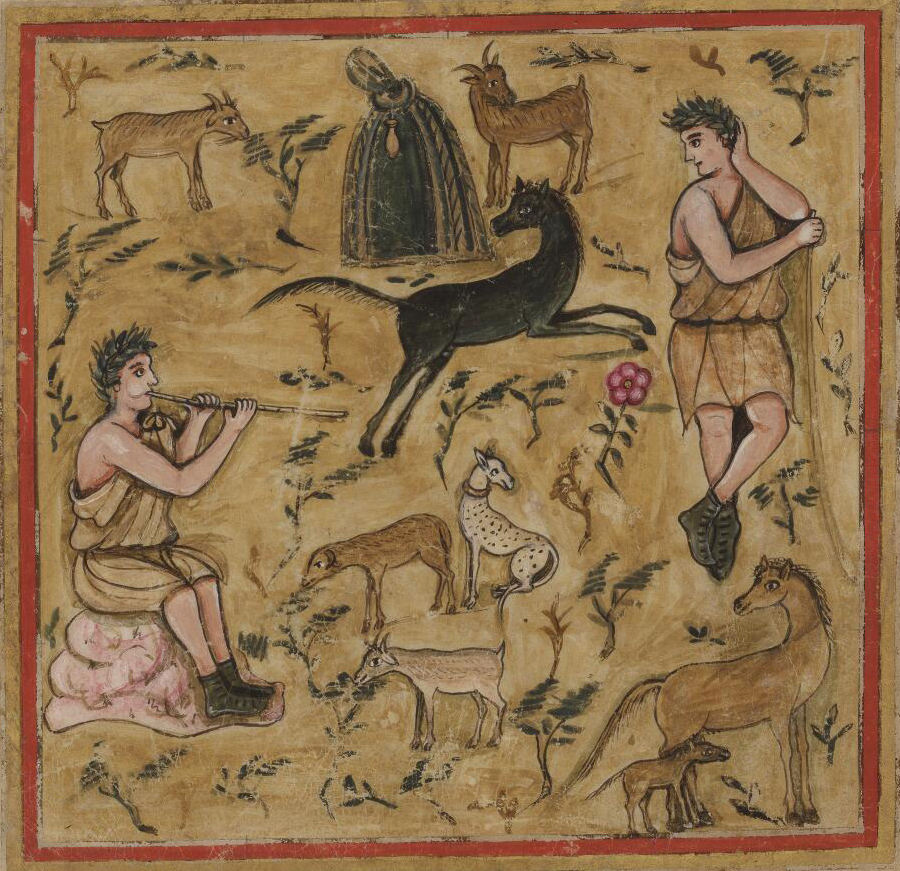
Pâtres et troupeaux, illustration du livre III des Géorgiques de Virgile. Première moitié Ve siècle.. Bibliothèque apostolique vaticane

L’ordre décurional connaît des changements sensibles. Le rôle et le statut des curiales semblent s’être dégradés. L’effritement des revenus de l’ordre ne permet plus aux décurions de faire face à leurs obligations. Les cités souffrent donc du déclin de l’évergétisme privé et de celui de leurs ressources propres. Les décurions deviennent responsables sur leurs biens propres des lourds impôts que l’empereur exige et qu’ils doivent collecter. Cette obligation les rend particulièrement impopulaires. La création d’un corps de percepteur par Valentinien Ier ne suffit pas à les soulager de cette tâche difficile. De ce fait, les citoyens fuient les magistratures municipales. Pour recruter des nouveaux décurions, Constantin change le droit de cité local. Les résidents d’une cité qui en ont les moyens doivent devenir décurions. De plus, la charge décurionale devient héréditaire. Ceci n’empêche pas la situation financière des cités de continuer à se dégrader. Beaucoup de décurions cherchent à fuir leurs lourdes charges héréditaires, soit en devenant moine ou prêtre, soit en se faisant recruter dans les administrations provinciales, diocésaines ou préfectorales, soit en se retirant dans les domaines ruraux. Les menaces de confiscation de leurs biens n’y changent pas grand-chose.
Les corporations connaissent la même évolution. Sous Constantin Ier, l’État intervient directement pour imposer la contrainte et l’hérédité. Les naviculaires ont l’obligation de transporter l’annone militaire sous peine de grave sanction pénale. Une fois leur service pour l’État assuré, ils ont le droit de se livrer au transport des marchandises pour leur propre compte. L’obligation pour un fils de reprendre le métier de son père est aussi instaurée pour les ateliers impériaux. Les condamnés et les vagabonds sont aussi recrutés de force. Ce statut d’emploi forcé rapproche les ouvriers de ces ateliers de la condition d’esclaves alors qu’ils sont en théorie des citoyens.
La petite propriété continue à régresser au IVe siècle. En effet, les petits propriétaires ont de plus en plus de mal à satisfaire les exigences fiscales de l’Empire. Le statut de colon devient courant dans le monde rural. Là aussi, les colons n’ont plus le droit de quitter leur terre et les fils sont obligés de reprendre l’exploitation paternelle. Comme pour les corporations, cet immobilisme social est lié aux soucis d’avoir des rentrées fiscales sûres. Peu à peu, le paysan devient attaché à sa terre. Sous Théodose, quand le maître vend la terre, il vend le colon avec. La condition des agriculteurs est proche déjà du servage médiéval. Mais là encore, il existe des différences notables entre la partie orientale et la partie occidentale de l’Empire. L’Orient plus peuplé subit moins le colonat. Une paysannerie de petits et moyens propriétaires se maintient un peu partout et semble même majoritaire en Syrie. Après 500, l’attache de colons orientaux à leur terre est moins rigoureuse. Leur condition se rapproche de celle du petit propriétaire. Une nouvelle catégorie se développe, celle des « emphytéotes », concessionnaires de terres en échange d’un loyer modique et parfois même sans loyer. La conséquence en est l’augmentation du nombre de petits propriétaires en Orient pendant tout le VIe siècle.

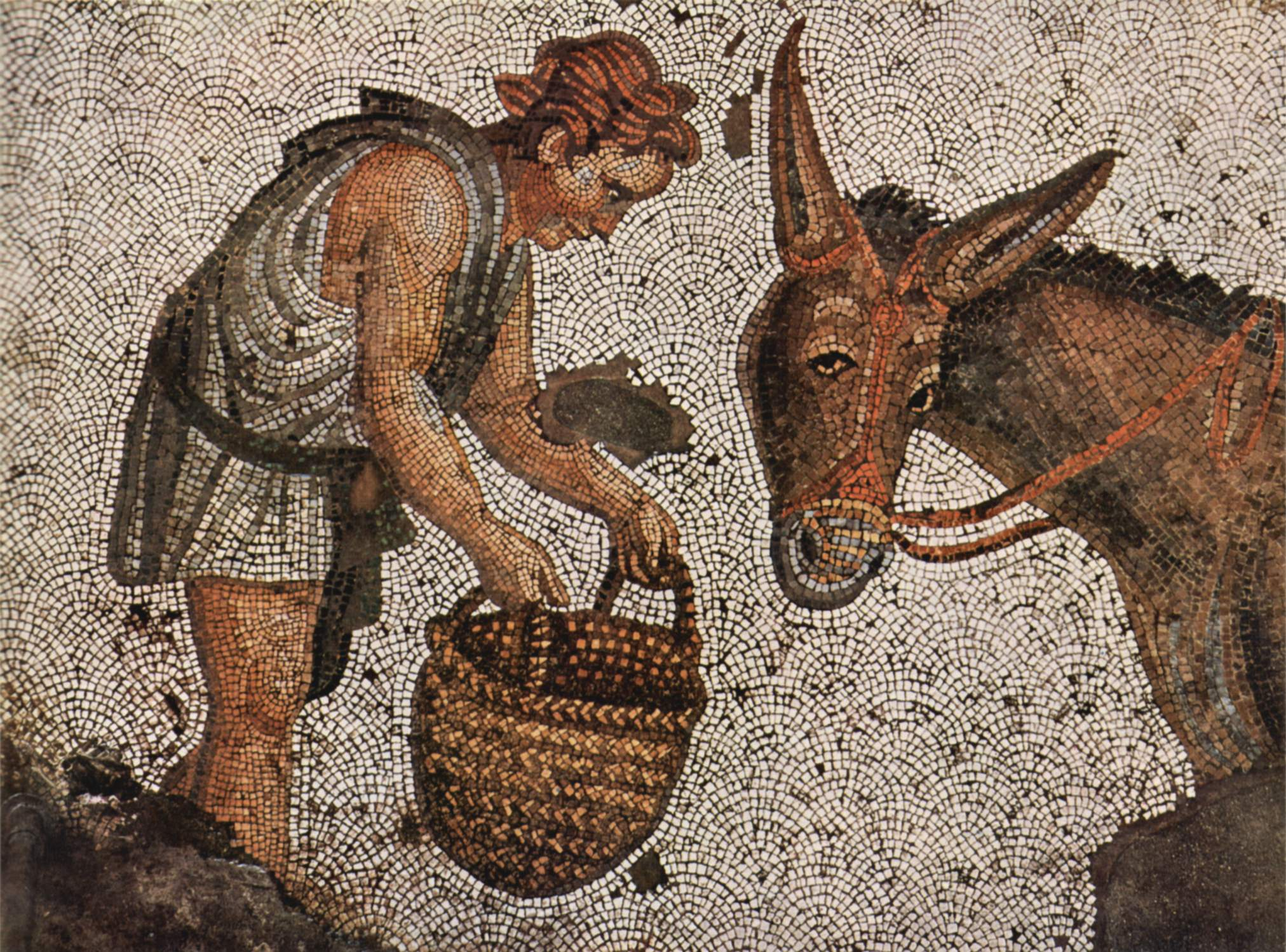
Mosaïque byzantine du Ve siècle, Grand Palais de Constantinople.

Le christianisme ne fait pas disparaître l’esclavage. Au IVe siècle, Constantin cherche à adoucir la condition servile. L’Église favorise les affranchissements et milite pour un traitement digne des esclaves mais l’esclavage en tant qu’institution n’est pas remis en cause. Césaire d’Arles n’a fait que limiter le châtiment d’un esclave à 39 coups par jour. Au début du Ve siècle, quand Mélanie la Jeune, une riche Romaine, décide d’affranchir tous les esclaves de ses domaines, plusieurs milliers d’entre eux refusent cette largesse. En effet, la condition des petits paysans s’est à cette époque tellement détériorée qu’un esclave traité avec humanité n’a rien à lui envier. Il n’y a presque plus de différence entre un colon, en théorie libre juridiquement, et un esclave aux IVe et Ve siècles.

### Les pauvres face aux exactions de l’État
Pour faire rentrer les impôts indispensables à l’entretien de l’armée et de la bureaucratie, les agents du fisc et la police secrète se montrent particulièrement durs envers les plus humbles. Ceux-ci réclament donc la protection des puissants locaux, les patrons. Alors que sous le Haut-Empire le patron avait pour rôle de permettre des rapports harmonieux entre l’État et les citoyens, à partir du IVe siècle av. J.-C., il fait jouer son influence et son statut social pour soustraire ses clients aux exigences de la loi. De ce fait, il détourne à son profit une part de l’autorité de l’État. On peut voir là aussi, en genèse, se constituer les rapports féodaux entre les seigneurs et les paysans. Les empereurs, qui voient dans la pratique du patronage une atteinte à l’autorité de l’État et une perte de revenus, tentent de s’opposer à cette pratique, en vain. Une constitution de 415 place les colons sous la responsabilité fiscale du maître, signe d’un glissement de pouvoir.
La révolte est une autre réponse face aux exigences de l’Empire. La collecte des impôts par les décurions aboutit parfois à des soulèvements locaux en Syrie. La révolte des Bagaudes en Gaule, celle des Circoncellions en Afrique sont autant d’exemples de la contestation des exigences impériales.

### Les barbares dans le monde romain

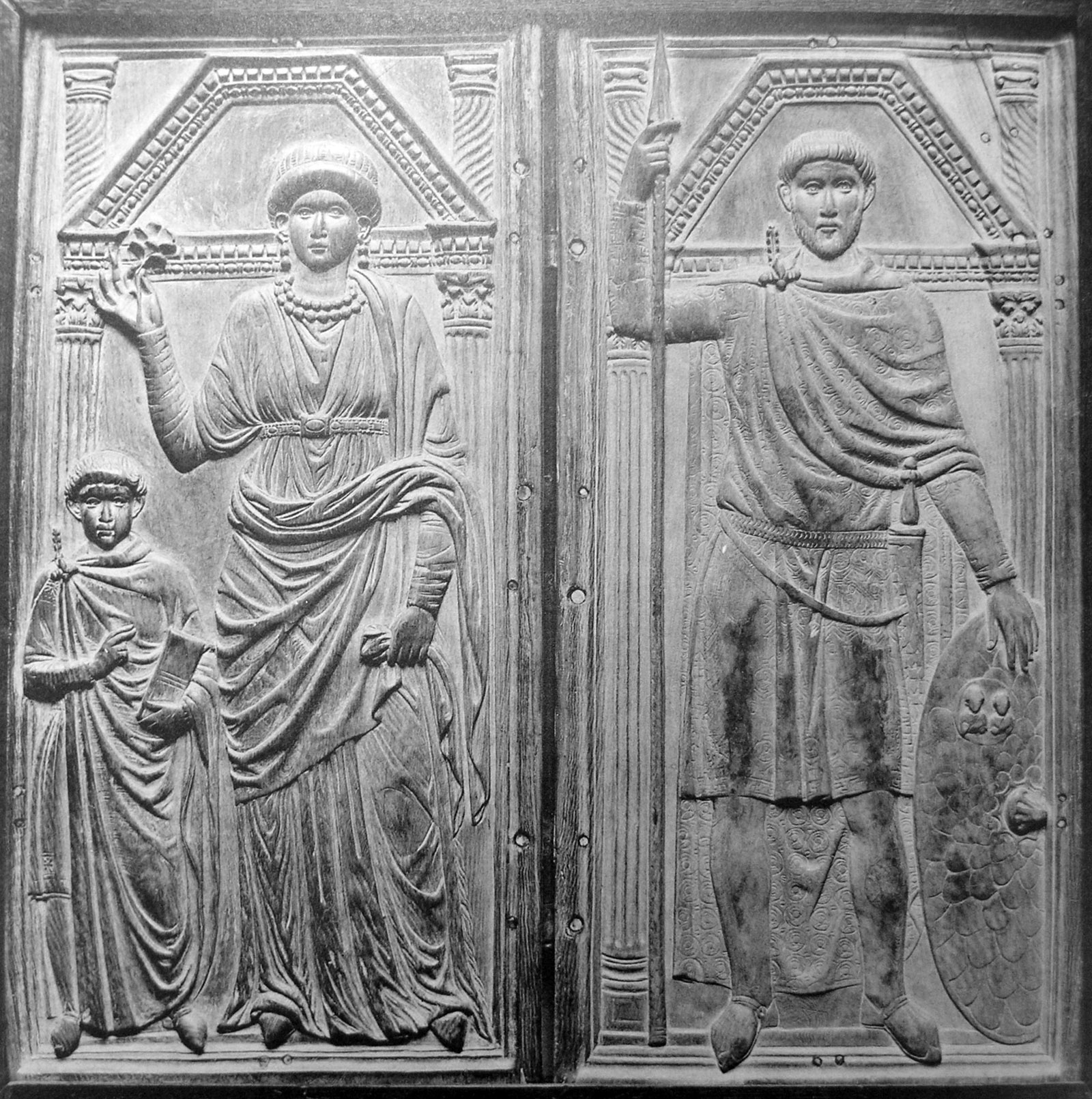
Diptyque en ivoire représentant Stilicon, avec son épouse Séréna et son fils Euchérius, vers 395, cathédrale de Monza

Depuis le IIIe siècle av. J.-C., l’Empire romain se nourrit des apports barbares. Le rôle fondamental des peuples fédérés dans l’armée romaine a déjà été évoqué. Ils ont aussi peuplé les régions septentrionales de l’Empire menacées de dépopulation. Les décrets de Valentinien Ier interdisant les mariages romano-barbares montrent qu’il existait déjà un métissage non négligeable à cette époque. Les cas d'officiers barbares vivant dans l’Empire et romanisés sont fréquents au IVe siècle.
Stilicon est un excellent exemple d'assimilation à la société romaine. Il est Vandale par son père, sans doute commandant d’escadron de cavalerie sous Valens, et romain par sa mère, une provinciale de Pannonie. Il gravit tous les échelons de l’armée. Vers 384, il épouse Serena, fille d’Honorius, fils de Théodose Ier, et adoptée par ce dernier lors de la mort de son père, preuve qu’il fait partie du palais impérial. Après la victoire de Théodose à la bataille de la rivière froide en 394, Stilicon prend le titre de magister peditum. À la mort de Théodose, il devient le tuteur de deux fils du défunt mais il est d’abord celui d’Honorius qui n’a que 11 ans en 395. C’est la politique de coexistence avec les barbares et de volonté de garder unies les deux parties de l’Empire qui semble avoir guidé la décision de l’empereur. Un barbare peut donc accéder aux plus hautes fonctions sauf revêtir la pourpre impériale. Gondebaud et Ricimer reflètent aussi cette volonté des patrices d’origine barbare de servir l’Empire romain sans ambition impériale.
Les invasions barbares du Ve siècle ne font pas disparaître d’un coup les structures romaines de l’Occident. Les Barbares ne représentent en effet que 5 % de la population de l’Occident. L’interdiction des mariages mixtes montre la peur de perdre leur identité. De fait, mis à part chez les Vandales, les Anglo-Saxons et plus tard les Lombards, la propriété de la terre ne change que peu de mains. La conversion au catholicisme des barbares permet la fusion avec les Romains. Cette fusion s’est faite en grande partie en faveur de la romanité. Les premières monarchies barbares sont très respectueuses des institutions romaines qu’elles admirent. À Ravenne, à Tolède, les cours gothiques parlent latin. La romanité survit donc à l’Empire romain.

### Les villes
La cité reste le cœur de la romanité. Les lieux traditionnels de la vie romaine, les thermes, les cirques et les amphithéâtres sont fréquentés jusqu’à la fin du VIe siècle et même au-delà pour Constantinople. Mais bon nombre de monuments anciens se dégradent car les finances publiques sont insuffisantes pour pourvoir à leur entretien, d’autant plus que la période de l’Antiquité tardive est riche en tremblements de terre. Quinze constitutions impériales de 321 à 395 sont consacrées en tout ou en partie au problème de la restauration des édifices anciens. Les villes de l’Empire connaissent des transformations. Elles bâtissent des remparts aux IIIe et IVe siècles pour se protéger. La grande nouveauté architecturale est la construction d’édifices chrétiens, une basilique, un baptistère et la demeure de l’évêque, dont une partie de matériau utilisé provient d’anciens monuments abandonnés. Les nouvelles résidences impériales : Trèves, Milan, Sirmium, Nicomédie bénéficient de la présence des troupes et des empereurs.

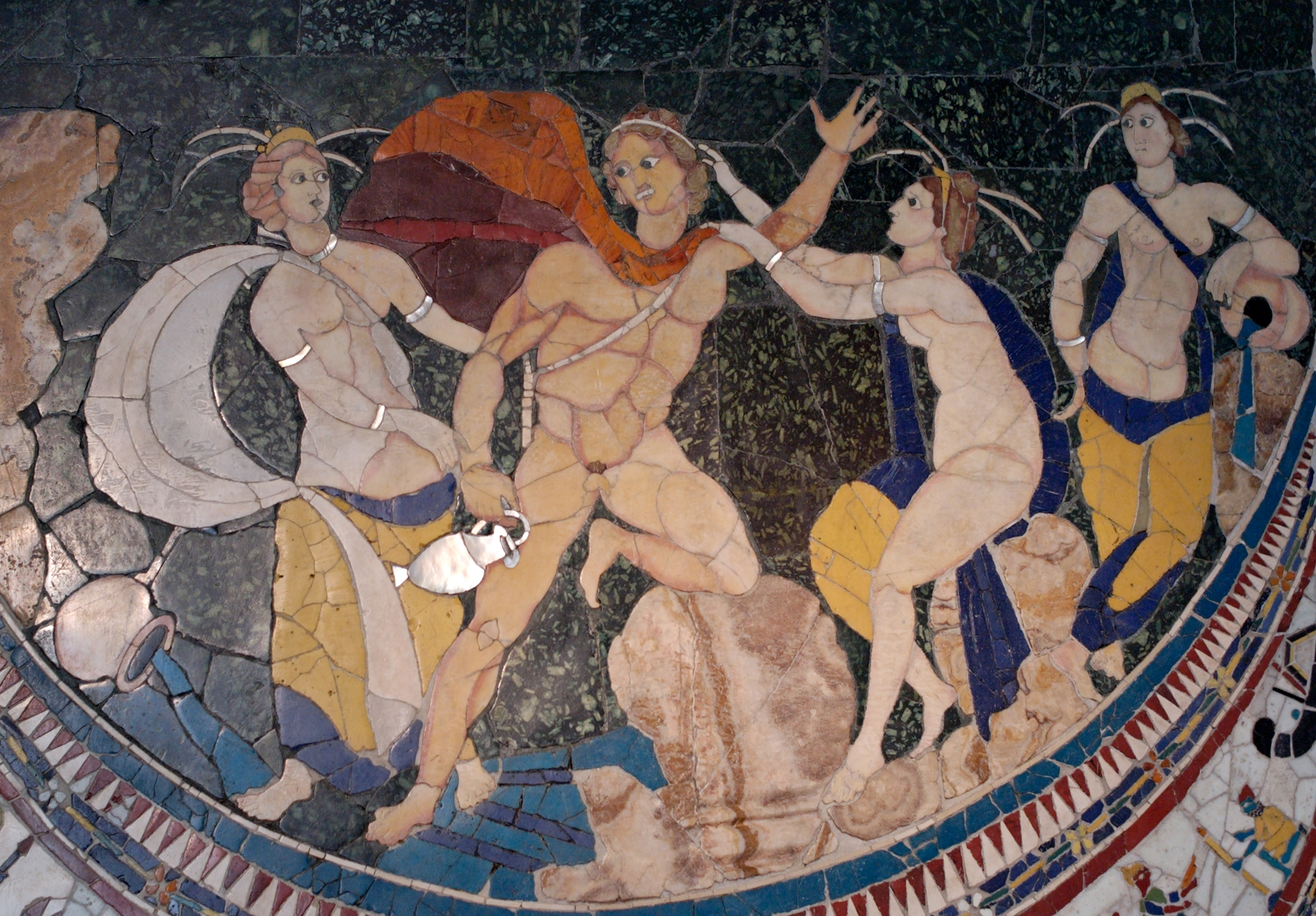
Le rapt d’Hylas par les nymphes, panneau en opus sectile du IVe siècle provenant de la basilique de Junius Bassus sur l’Esquilin

Cinq grandes villes dominent par le nombre de leurs habitants l’Antiquité tardive. Il s’agit de Rome, Constantinople, Alexandrie, Antioche et Carthage. Ces trois dernières ont une population estimée entre 100 000 et 150 000 habitants.
À Rome, l’enceinte construite par Aurélien est modifiée par Maxence puis Honorius pour en améliorer l’efficacité. Les aqueducs, les ponts et les routes sont entretenus. L’amphithéâtre flavien, victime de la foudre en 320 et de trois tremblements de terre, est régulièrement réparé. Les empereurs d’Occident n’ont cependant pas les finances nécessaires pour entretenir tous les monuments de l’ancienne capitale impériale. Les nombreux travaux sont insuffisants pour empêcher les monuments anciens de se dégrader. Majorien (457-461) interdit aux fonctionnaires urbains d’autoriser le prélèvement des pierres sur les édifices publics, ce qui prouve que la pratique tendait à se développer. Mais rien n’y fait. Après la fin de l’Empire romain d’Occident, les monuments anciens servent de carrières aux habitants. Le rôle croissant du christianisme entraîne la construction de basiliques comme celle du Latran, de Saint-Pierre ou de Saint-Paul-hors-les-Murs, de catacombes, de baptistères et de palais épiscopaux qui sont enrichis par la pose de marbres, de mosaïques et d’émaux. Jusqu’en 410, Rome compte environ 800 000 habitants. La population tourne autour de 300 000 à 400 000 habitants pendant tout le Ve siècle. Ce haut niveau de population peut être maintenu grâce au bon fonctionnement de l’annone. 40 % de la nourriture des habitants de Rome est assuré par l’État. La perte de l’Afrique en 439 entraîne la fin du versement de l’annone à Rome. La population décroît alors lentement. Au VIe siècle, la guerre gothique entre Justinien et les Ostrogoths la fait tomber à 80 000 habitants.

Localisation de Sainte-Sophie dans le centre de Constantinople.

Constantinople, inaugurée par Constantin en 330 est bâtie sur un site naturel défensif qui la rend pratiquement imprenable alors que Rome est sans cesse sous la menace des Germains. Elle est également proche des frontières du Danube et de l’Euphrate, là où les opérations militaires pour contenir les Goths et les Perses sont les plus importantes. Enfin, elle est située au cœur des terres traditionnellement grecques. Constantin la bâtit sur le modèle de Rome avec sept collines, quatorze régions urbaines, un Capitole, un Forum, un Sénat. Dans les premiers temps, il permet l’implantation de temples païens mais très vite la ville devient presque exclusivement chrétienne et ne comporte que des édifices religieux chrétiens. En quelques décennies, la ville devient une des plus grandes métropoles de l’Orient romain grâce à son rôle politique et à ses activités économiques et les exemptions fiscales accordées à ses habitants. Dès Constantin, la ville compte 100 000 habitants. Elle atteint 200 000 habitants à la fin du IVe siècle. Constantinople, située hors des zones de conflit, voit sa population augmenter. Le nombre de ses habitants est discuté : 800 000 habitants au cours du Ve siècle pour Bertrand Lançon, 400 000 à 500 000 pour A. Ducellier, M. Kaplan et B. Martin. L’embellissement de la ville est le principal chantier des empereurs à partir de Constantin. Celui-ci y fait construire le palais impérial, l’hippodrome, le nouveau nom donné aux cirques romains, l’église de la Sagesse Sacrée (Sainte-Sophie). La ville s’agrandit ensuite vers l’Ouest. L’enceinte d’origine enserrant 700 hectares ne suffisant plus, Théodose II l’entoure de nouveaux remparts entre 412 et 414, qui portent la superficie de la ville à 1 450 hectares. Le Concile de Chalcédoine de 451, dans son vingt-huitième canon, donne à la ville de Constantinople le titre de « Nouvelle Rome », ce qui fait de son évêque, le patriarche de Constantinople, le second personnage de l’Église. Ceci contribue encore à donner à la ville son caractère indépendant de capitale de l’Empire d’Orient.

## La vie intellectuelle et artistique

### L’éducation
Au IVe siècle, de nombreuses écoles apparaissent, et ceci dans toutes les régions. L’enseignement est fondé sur les savoirs antiques. Le développement du christianisme ne remet pas en cause les bases de l’enseignement. Les élèves continuent à apprendre à lire et à écrire dans la mythologie gréco-romaine. Les textes d’Homère sont toujours appris par cœur par des générations d’élèves. Pendant son court règne, Julien interdit en 362 aux professeurs chrétiens les fonctions d’enseignement. Il se fonde sur le principe qu’on ne saurait honnêtement expliquer des textes mythologiques auxquels on ne croit pas. Cependant, les chrétiens pensent que l’enseignement traditionnel est indispensable à la formation de l’esprit d’une religion basée sur l’écrit. Ils continuent donc à le suivre même s’il transmet des connaissances jugées païennes. Le parcours de saint Augustin est représentatif de celui du Romain lettré. Il quitte sa ville natale de Thagaste, pour Madaure afin de suivre l’enseignement d’un grammairien, puis il se rend à Carthage en 370 pour recevoir l’enseignement d’un rhéteur. Les universités de Carthage, Bordeaux, Milan et Antioche jouissent d’une bonne réputation. Les plus renommées sont celles de Rome et de Constantinople pour la philosophie et le droit, Alexandrie pour les mathématiques et la médecine, Athènes pour la philosophie. Les cités se livrent à une compétition féroce pour faire venir les enseignants les plus réputés.

### Le monde des lettres

#### La fin du bilinguisme gréco-latin

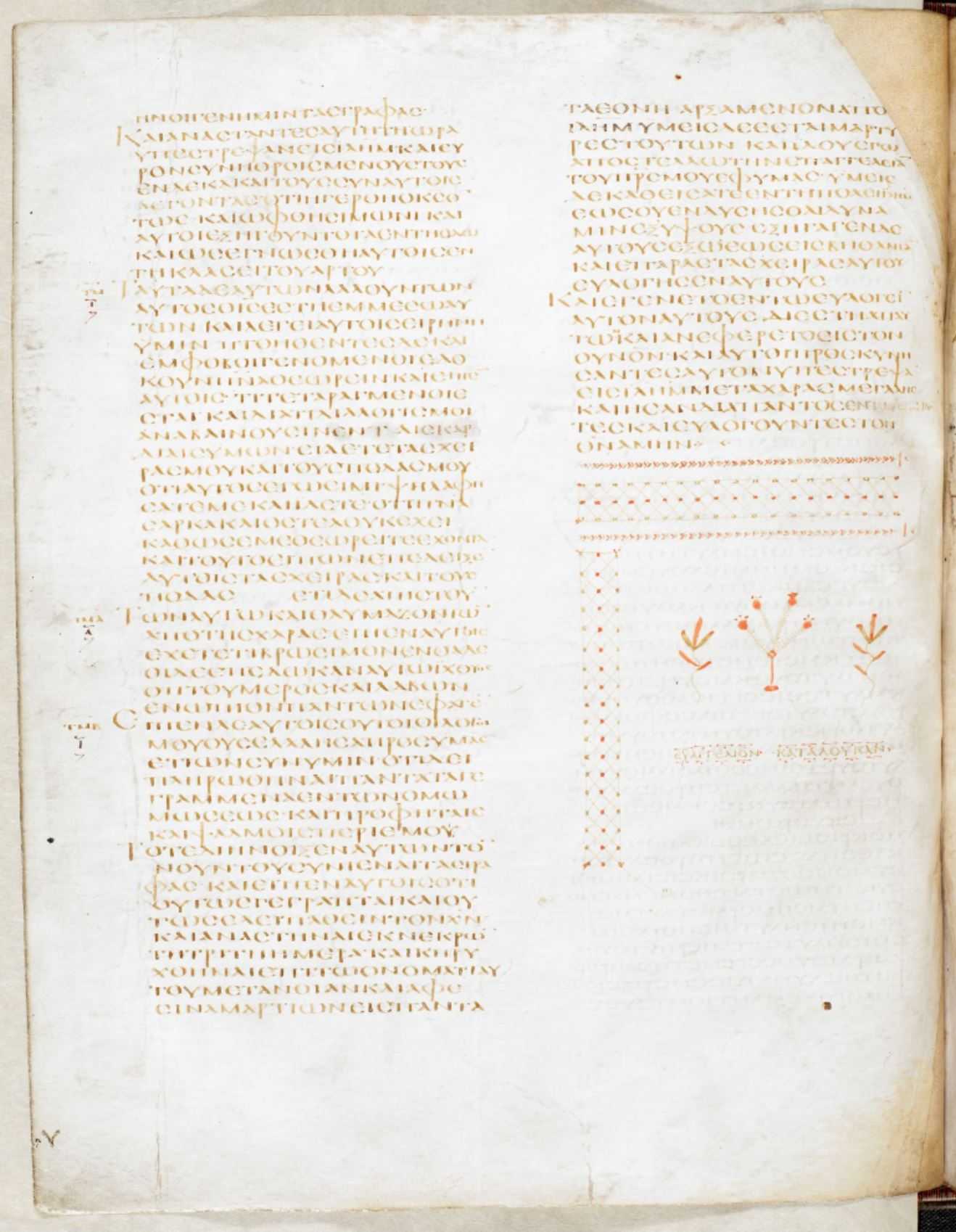
Codex Alexandrinus, Ve siècle, folio 41, Extrait de l’Évangile de Luc, British Library.

Pendant l’Antiquité tardive, le bilinguisme gréco-latin du Haut-Empire est battu en brèche. Pourtant, durant le IVe siècle, le latin a fait une percée spectaculaire en Orient du fait de la place grandissante du droit et des techniques administratives. Le grec est quant à lui parlé par les classes cultivées de l’Occident. Mais à partir de la fin du IVe siècle, la connaissance du grec recule considérablement à l’Ouest. Au début du Ve siècle, Augustin, considéré comme le plus grand intellectuel de l’Occident de son temps, n’en a pas l’usage. Pour aider à la compréhension des textes grecs et à leur traduction, de nombreux glossaires gréco-latins sont copiés. Dans ce contexte, Jérôme, capable, à la fin du IVe siècle, de traduire en latin les livres de la Bible rédigés en grec, paraît une exception. Les débats christologiques qui traversent l’Antiquité tardive sont rendus encore plus complexes par la fin du bilinguisme. Les clercs nicéens doivent trouver la bonne traduction pour que les latinophones comprennent le sens du mot ὁμοούσιος / homooúsios, un néologisme pour l’époque signifiant littéralement et en un mot, de même : homo, nature : ousios. Les traducteurs trouvent l’équivalent latin, consubstantialis. Les problèmes de langue ne font qu’accentuer les querelles religieuses. Ainsi, lors du concile d’Éphèse de 431, un malentendu basé sur la différence entre les termes de « personne » et de « nature » en latin et en grec tourne à l’affrontement violent.
En Orient, le latin se maintient comme langue administrative jusqu’à l'époque justinienne. Le code Justinien de 534 est d’ailleurs rédigé dans cette langue, symbole de la romanité. Mais à partir de 535 et la publication des premières novelles, les lois nouvelles voulues par Justinien, la langue utilisée devient alors le grec, tandis que le latin évolue en roman oriental vernaculaire. Les lois ne sont plus en latin que dans les régions romanophones : Dacie aurélienne, Mésie, Scythie mineure, abords de la via Egnatia, et pour les cadres administratifs et militaires de l’Afrique. Par la suite, au début du VIIe siècle, Héraclius fera du grec la langue officielle de l'empire. Ainsi, le partage de l’Empire induit donc un partage linguistique. Dès lors, les traductions se multiplient. Elles sont le fait de grands érudits bilingues : Jérôme, à la fois hébraïste et helléniste, traduit la Bible en latin à la fin du IVe siècle ; les écrits des médecins grecs Hippocrate, Dioscoride, Galien, Oribase sont compilés et traduits aux Ve et VIe siècles. L’Antiquité tardive voit ainsi les copies et les traductions foisonner pour faire face à la demande des bibliothèques publiques, des évêchés et des monastères.
À l’intérieur de ce partage linguistique se dessine une diversité de langues vernaculaires plus importante qu’il n’y paraît. En Orient, le grec touche principalement les régions côtières et les villes grâce à l’administration, le commerce et la religion chrétienne. Ailleurs, le grec, langue des percepteurs de l’orthodoxie chalcédonienne face à la masse paysanne acquise au nestorianisme ou au monophysisme, est ignoré. En Gaule, par exemple, le dernier écrivain bilingue est le prêtre marseillais Gennade, qui disparaît dans les dernières années du Ve siècle. Dès la seconde moitié du IVe siècle les actes officiels doivent être traduits en copte en Égypte. Une littérature copte se développe : des récits hagiographiques sur les saints les plus vénérés du pays, des textes monastiques comme règles communautaires… Les textes des Pères de l'Église, rédigés en grec à l’origine sont eux aussi traduits en copte. Le syriaque donne naissance à une brillante littérature qui prouve que l’hellénisation de la Syrie n’est toujours que superficielle après huit siècles d’hellénisme.

#### Culture antique et culture chrétienne
La philosophie grecque est toujours très importante durant l’Antiquité tardive. Aristote et Platon exercent toujours une grande influence parmi les élites intellectuelles. Plotin (205-270) et Porphyre sont les plus illustres représentants du néoplatonisme. Pour Plotin, l’univers s’explique par « la chaîne de l’Être ». Au sommet, il y a l'Un, le Bon, d’où émanent différents degrés d’êtres inférieurs, jusqu’à la matière. L’homme peut entrer en union avec l’Un dans des moments d’extase. Les lettrés peuvent recevoir l’enseignement de l’Académie d’Athènes jusqu’en 529, date de sa fermeture par Justinien. Grégoire de Nazianze y côtoie le futur empereur Julien. Alexandrie reste une grande métropole culturelle. De grands intellectuels comme Ammonius ou Hypatie, une femme qui dirige l’école néo-platonicienne d’Alexandrie, assurent le rayonnement de la cité égyptienne. Au début du VIe siècle, Boèce, chrétien et helléniste d’éducation, est nommé consul par l’Ostrogoth Théodoric en 510 et 522. Il essaie de créer un centre de culture intellectuelle à la cour du roi barbare. Le Moyen Âge, jusqu’au XIIIe siècle, ne connaît Aristote que par ses traductions latines. Le christianisme est influencé par les mouvements culturels et religieux de son temps, comme la gnose ou le manichéisme. Augustin interprète le christianisme à la lumière du néoplatonisme. Il ne voit aucune contradiction entre le christianisme et la philosophie de Platon. Il réconcilie le concept platonicien des « idées éternelles » avec le christianisme en considérant celles-ci comme partie intégrante du Dieu éternel.

#### Livres et littérature

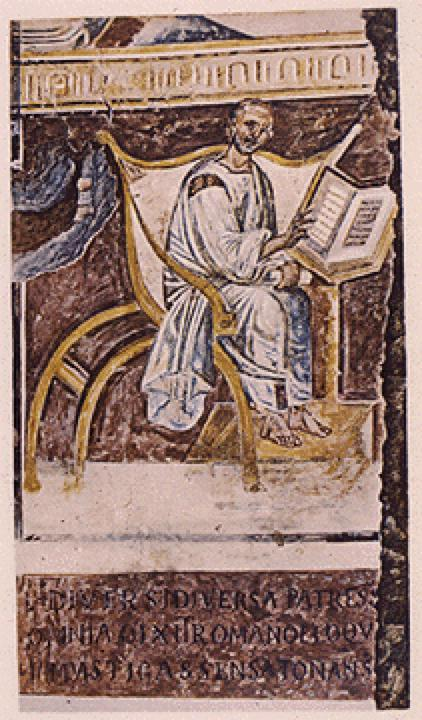
Saint Augustin
Portrait le plus ancien connu, VIe siècle, fresque du palais du Latran à Rome.

Le codex, apparu au Ier siècle dans l’Empire romain, se généralise et remplace le volumen, le rouleau à l’emploi difficile. Le livre est devenu un objet maniable, facile à transporter, à ranger, lisible par un seul individu. Mais il reste un objet cher, même si le nombre de volumes en circulation augmente considérablement. L’usage du parchemin, plus solide mais plus coûteux s’étend aux dépens du papyrus. Le passage du volumen au codex, parfois de taille très réduite, a comme conséquence la perte d’une partie des textes antiques qui ne sont plus consultés. La place de l’écrit dans la société devient de plus en plus importante. Dans le domaine du droit, les grands codes comme celui de Théodose et de Justinien ou les compilations des jurisconsultes aux IVe et Ve siècles renforcent encore la légitimité des lois. Contrairement aux religions traditionnelles, le christianisme s'appuie sur la Révélation écrite que constitue la Bible judaïque que les adeptes du christianisme s'approprient et augmentent progressivement des écrits néotestamentaires reconnus canoniquement comme Écritures (graphe). Certains chercheurs mobilisent volontairement à ce sujet le concept anachronique de « religion du Livre » voire évoquent le « livre de poche » dans la mesure où cette religion encore marginale sait mobiliser de manière efficace de nouvelles techniques de diffusion du savoir qui aident à sa propagation. En outre, la lecture silencieuse suscite une forme d’intériorisation de la pensée et, de ce fait, crée une nouvelle spiritualité.
La littérature de l’époque est essentiellement chrétienne, du moins parmi les textes qui nous sont connus ou parvenus. La correspondance de quelques grands esprits du temps, très bien conservée, permet d’avoir une connaissance fine des mentalités de l’Antiquité tardive. En langue grecque, Libanios a laissé 1544 lettres et Jean Chrysostome, 236. En latin, il reste 900 lettres de Symmaque, 225 d’Augustin, 146 de Sidoine Apollinaire, 850 du pape Grégoire le Grand. La rhétorique grecque est utilisée par les Pères de l’Église, que ce soit pour rédiger des sermons, expliquer les textes saints ou tenter de convaincre les non-chrétiens. L’hagiographie se multiplie. Tout en racontant la vie des saints à la manière de Suétone ou Plutarque, elle se concentre sur les vertus chrétiennes de saints pour en faire des exemples pour le lecteur. Aux VIe et VIIe siècles, le genre hagiographique multiplie les récits de miracles, qui l’emportent sur l’exemple moral. Il n’est donc pas étonnant que l’œuvre majeure de l’Antiquité tardive soit une œuvre religieuse. Il s’agit de l'œuvre La Cité de Dieu d’Augustin d’Hippone, achevée en 423. L’auteur réplique de manière magistrale aux détracteurs du christianisme qui rendaient la religion responsable du sac de Rome de 410. Dans sa théorie des deux cités, il développe l’idée que Rome est une cité terrestre donc mortelle. La cité des chrétiens est le royaume de Dieu qui les attend après la mort. Ils ne doivent donc pas lier leur foi chrétienne à l’existence de Rome même s’ils doivent servir l’Empire loyalement. La cité de Dieu jouera un rôle essentiel en Occident du Moyen Âge au XVIIe siècle.

### Les arts

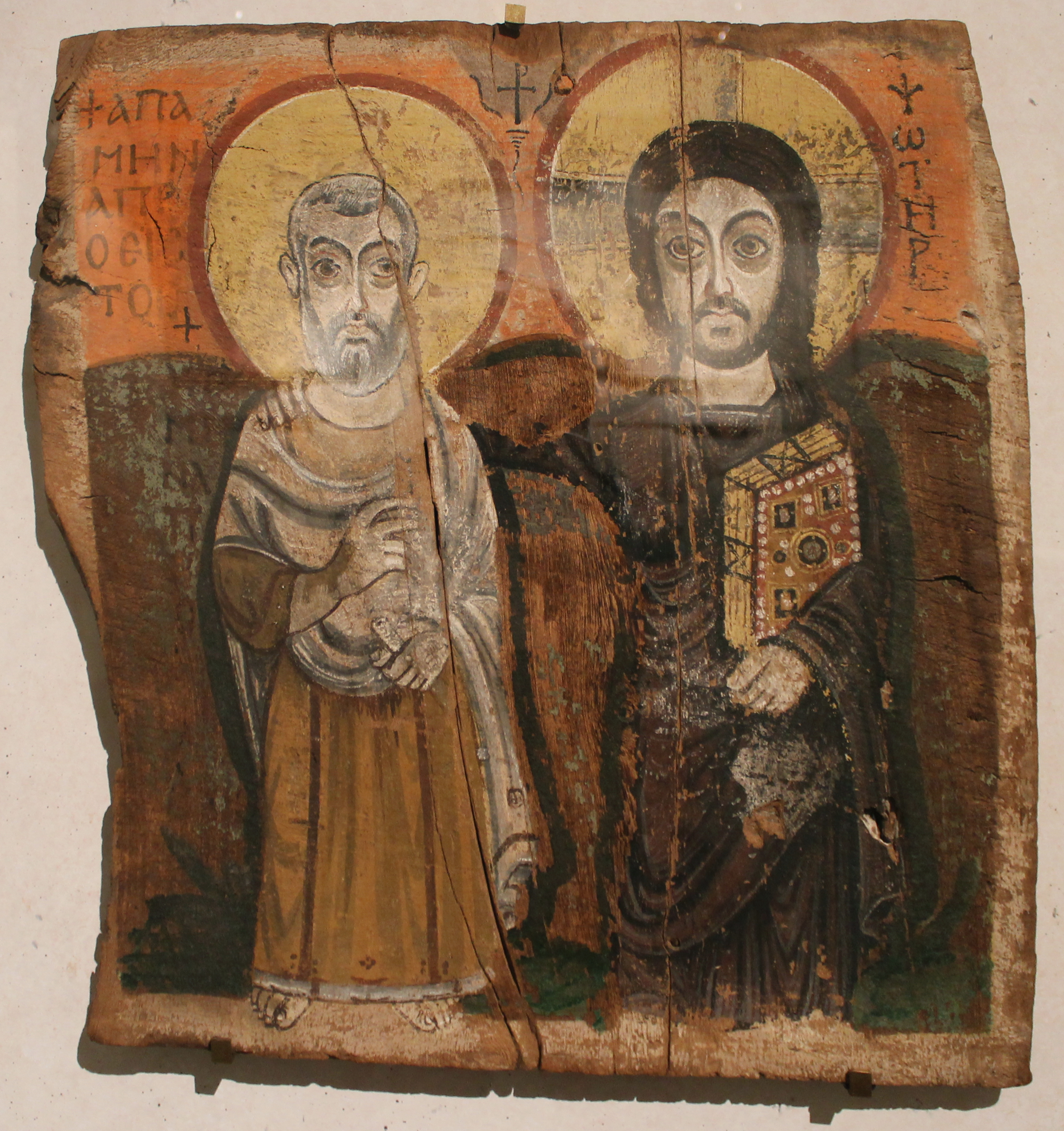
Panneau du Christ et de l’abbé Ména., provenant du monastère copte de Baouit en Égypte, musée du Louvre. Peinture à l'encaustique et à la détrempe sur bois de figuier. Les figures hiératiques des deux personnages sont typiques de l’Antiquité tardive.

Depuis les travaux d’Aloïs Riegl et d’Heinrich Wölfflin, les arts romains tardifs, longtemps jugés décadents, ont retrouvé une dignité égale à celle du Haut-Empire. La première caractéristique de la période est qu’il n’existe pas un art mais des styles différents selon les régions et les siècles. La seconde caractéristique est que, malgré l’influence grandissante du christianisme, il n’existe pas d’art paléochrétien spécifique. Les thèmes sont certes chrétiens mais les formes et les techniques sont celles de l’art antique en général. L’art copte est par exemple, dans les débuts, celui des égyptiens indigènes ou assimilés, tant païens que chrétiens. Il n’est communément le fait des chrétiens qu’à partir du VIe siècle.
Le développement du codex entraîne celui de la calligraphie. La mosaïque, qui ornait les riches demeures, devient un art pariétal dans les églises et les baptistères à partir du IVe siècle. La basilique Sainte-Constance à Rome mais surtout la Basilique Sant’Apollinare in Classe et le Baptistère des Orthodoxes de Ravenne construits à l’époque de Justinien en sont les exemples les plus accomplis. La sculpture est principalement représentée par le bas-relief. On les trouve surtout sur les sarcophages. Ceux des riches nobles recèlent une grande richesse artistique.
La sculpture, la peinture et l’art de la mosaïque ont des caractéristiques communes. Ils doivent servir l’empereur et glorifier son pouvoir. Après le règne de Julien, les représentations quittent leur caractère de portrait pour représenter une figure impersonnelle de l’empereur avec perruque et diadème. Déjà les tétrarques sculptés en porphyre et conservés à Venise et au Vatican étaient sculptés comme des sosies. La représentation symbolique de la fonction devient ainsi plus importante que la personne qui l’incarne. Les artistes prennent l’habitude de représenter l’empereur avec tous les attributs de son pouvoir : diadème, nimbe, sceptre. Une des premières représentations d’un empereur trônant en majesté nous montre Théodose Ier assis et nimbé entre ses fils. Cette représentation du dominus sert de modèle pour montrer le Christ en majesté dans les mosaïques. L’iconographie chrétienne utilise toujours à cette époque les thèmes classiques comme Orphée et sa lyre, les paons, les colombes, les dauphins. Commencent à s’y ajouter les représentations de scènes bibliques. La croix ne devient un thème décoratif qu’au VIe siècle. Jusque-là, le chrisme, le poisson, le vase et le pain lui sont préférés.
La basilique chrétienne est la forme architecturale la plus nouvelle. C’est une adaptation de la basilique romaine. Elle possède une nef qui permet d’accueillir les fidèles, une abside pour le clergé et parfois un transept devant l’abside. Cependant, chaque région de l’Empire romain tardif conserve ses spécificités dans le domaine artistique. L’église copte du Deir el-Abiad, fondée en 440 par Chenouté, qui est après Pacôme, la plus grande autorité cénobitique en Égypte, se présente comme une basilique à trois nefs et à abside tréflée. Elle est précédée d’un narthex et longée par un autre narthex. Dans la décoration, le style de cette période se caractérise par une facture proche du modelé hellénistique. La basilique San Lorenzo Maggiore de Milan, où se trouve la chapelle de Sant’Aquilino, est un exemple de plan basilical centré.

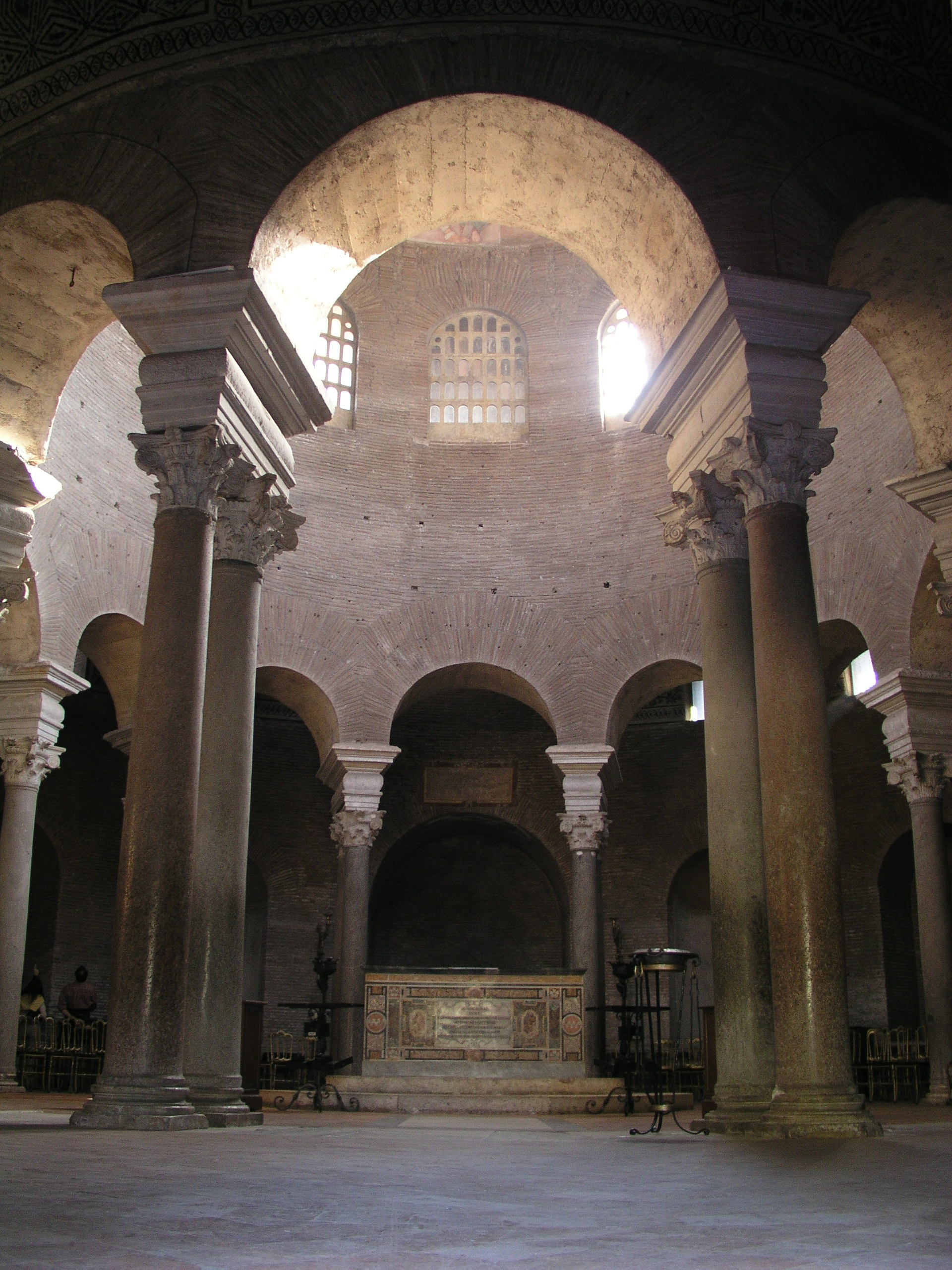
L'église Santa Costanza de Rome, construite au IVe siècle, à plan centré.
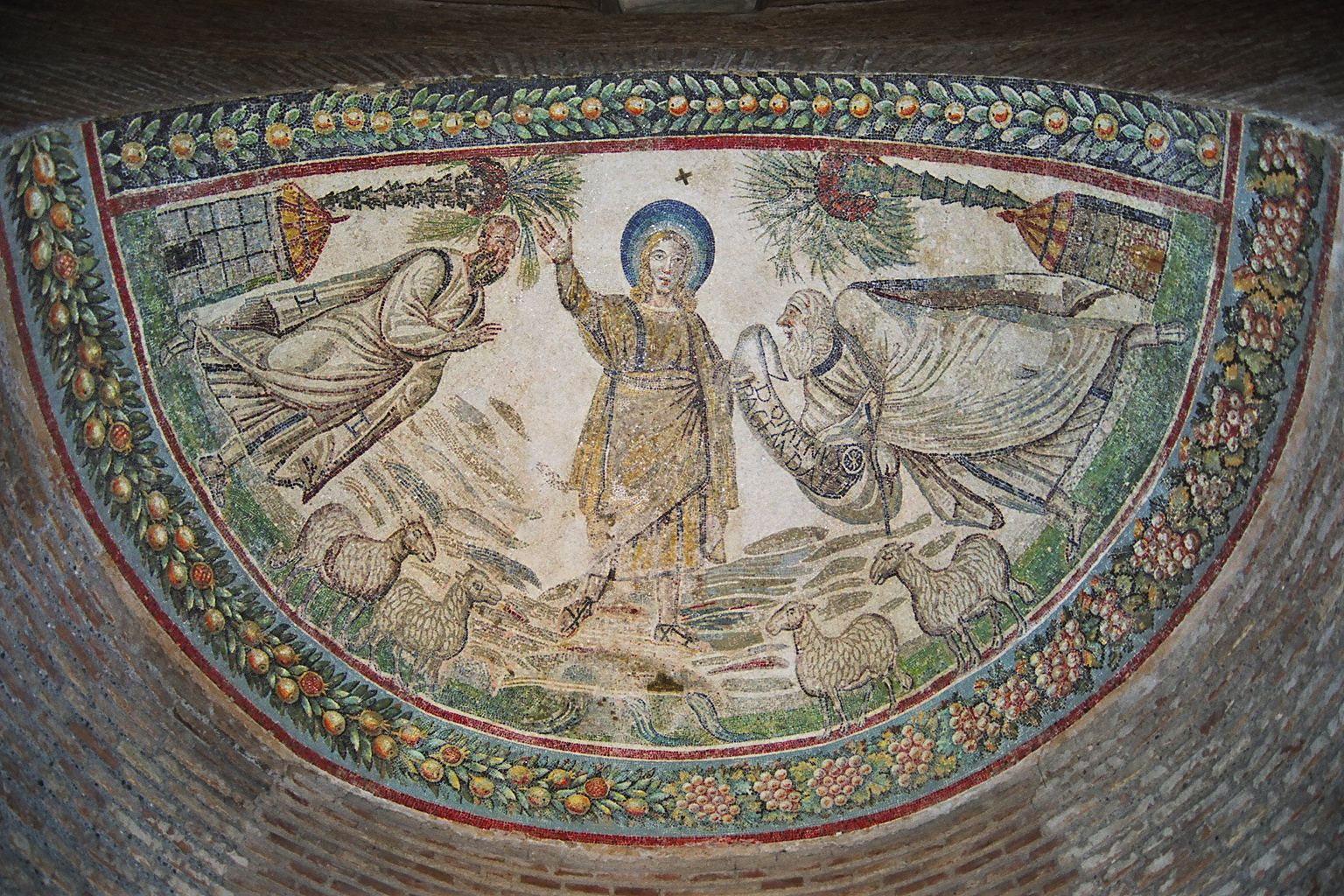
Mosaïque de la Traditio Legis, datant d'environ 360, dans une absidiole de l'église Santa Costanza de Rome.
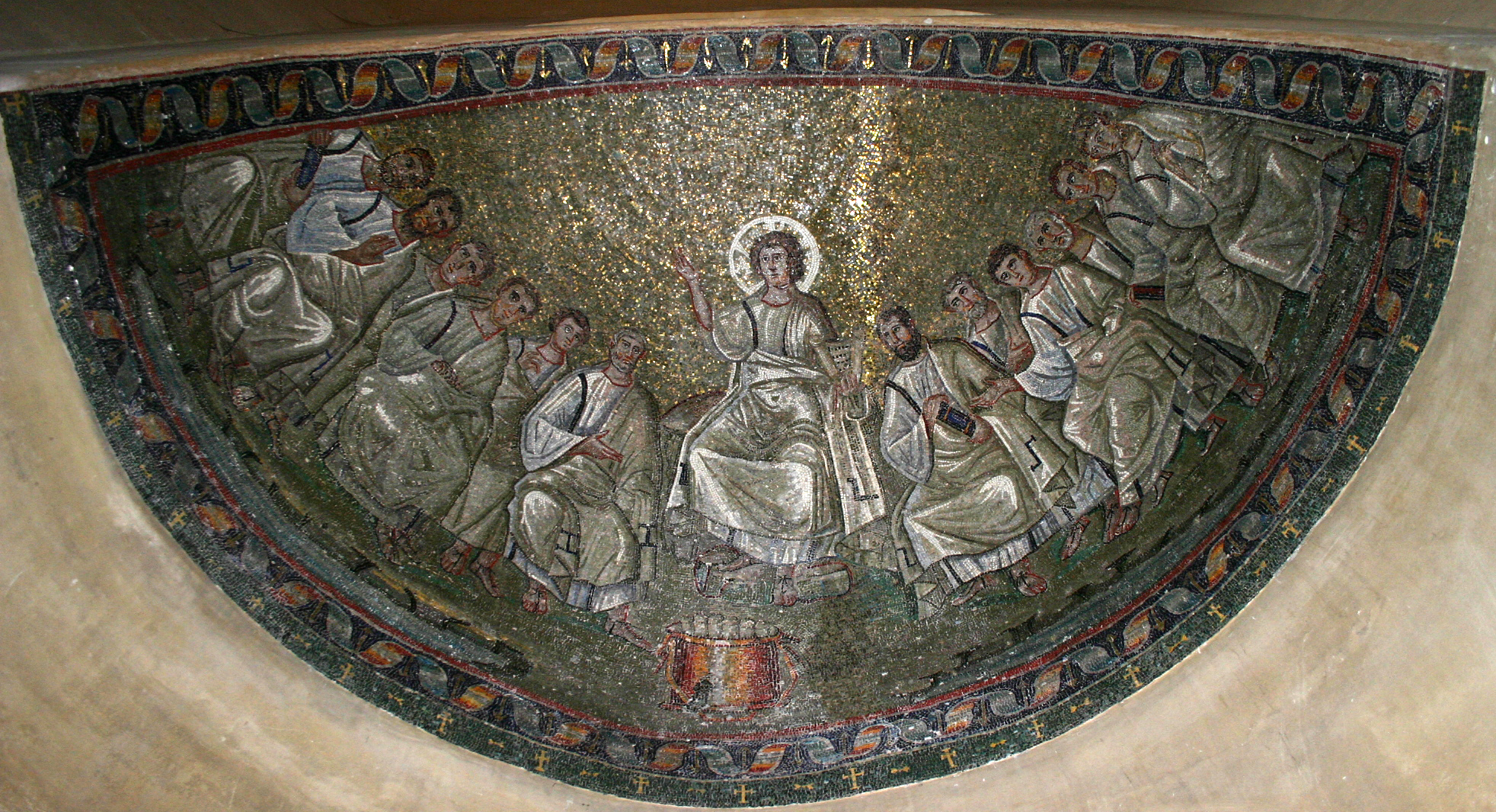
L'enseignement de Jésus aux apôtres, mosaïque à fond d'or de la chapelle de Sant'Aquilino de la basilique Saint-Laurent de Milan, fin du IVe siècle.
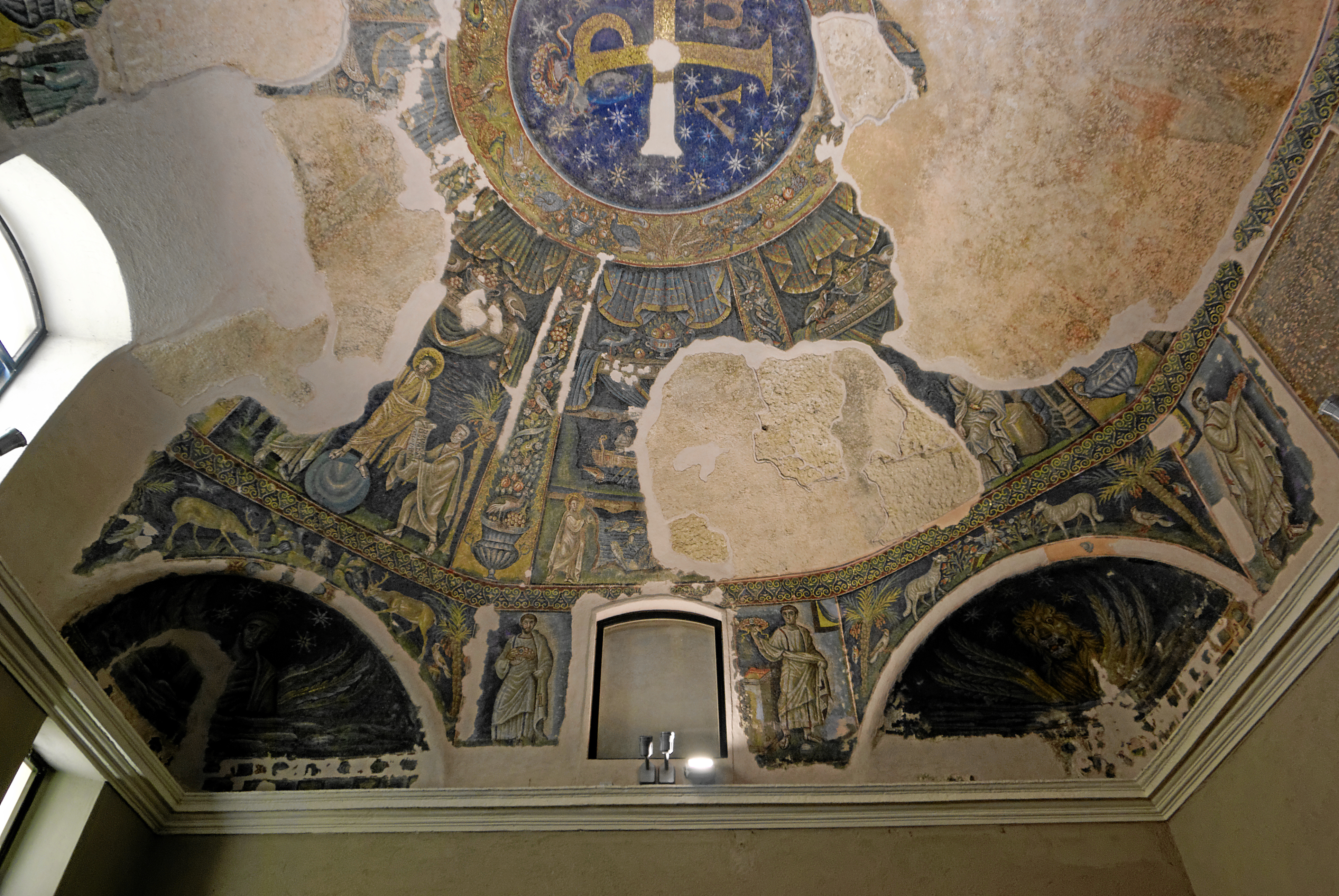
Coupole avec mosaïque paléochrétienne du Ve siècle, du baptistère San Giovanni in Fonte de Naples.
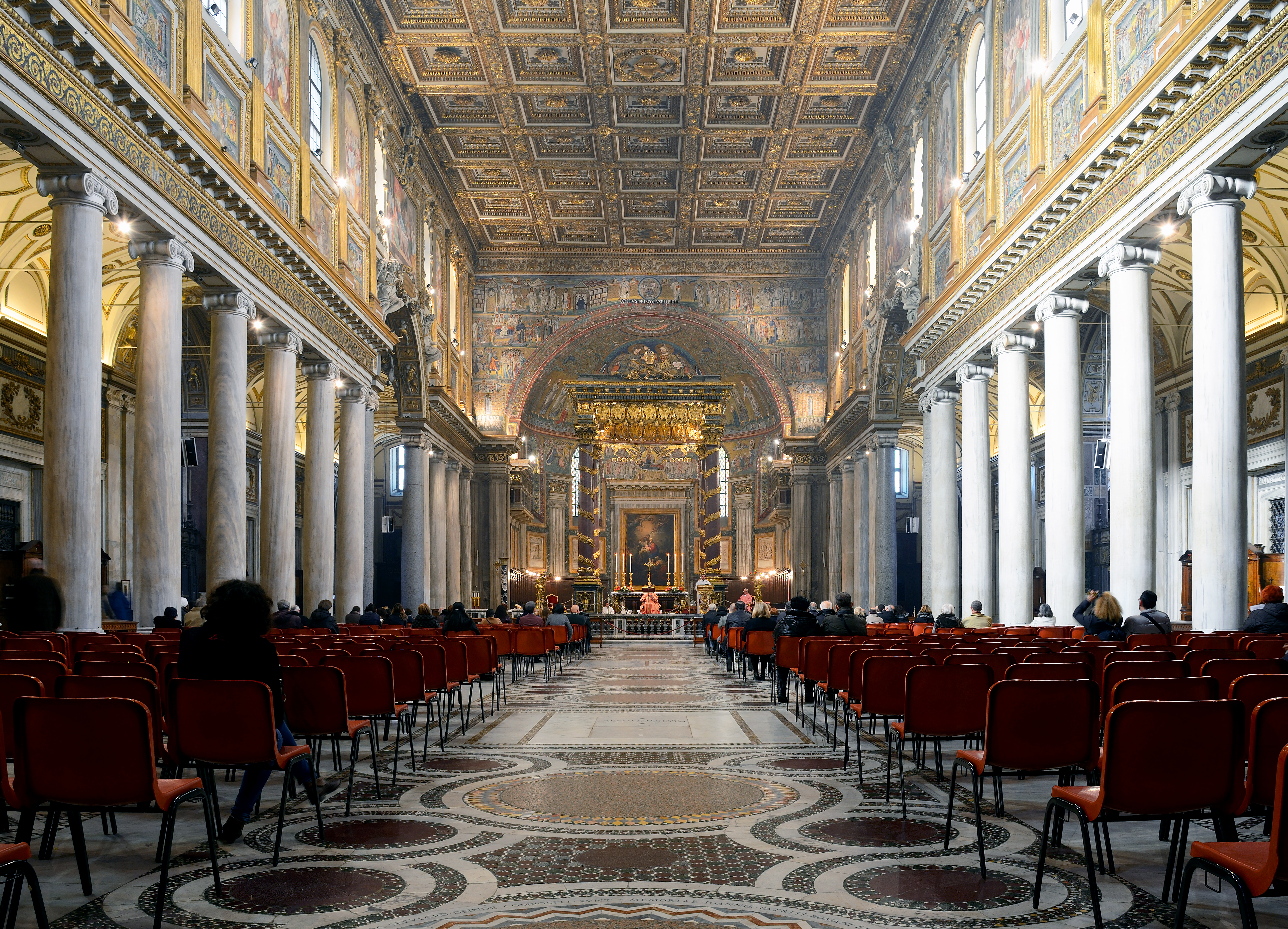
La basilique Sainte-Marie-Majeure de Rome, Ve siècle. Malgré les remaniements ultérieurs du décor, la majeure partie des mosaïques à fond d'or est encore d'origine.
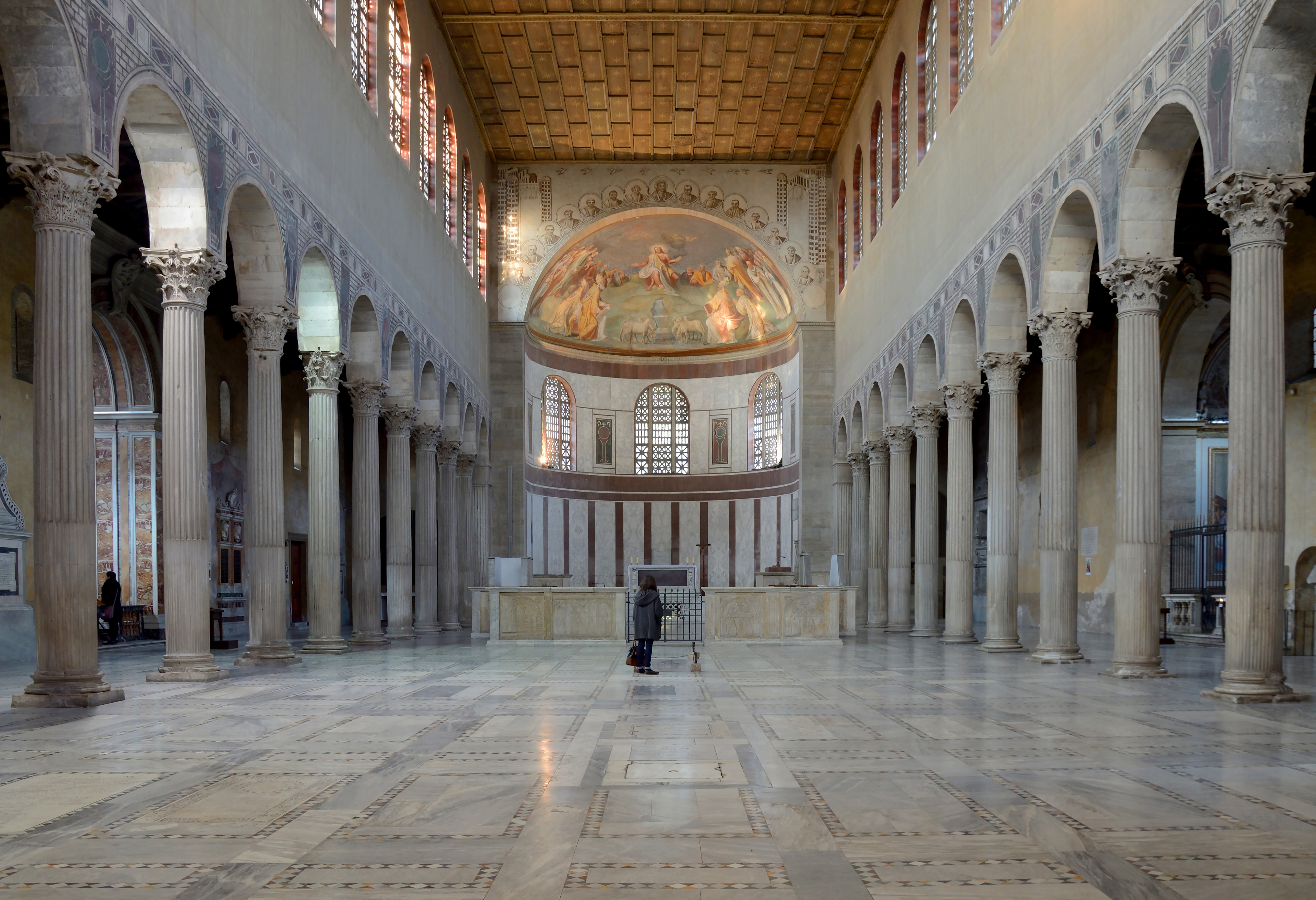
L'église Sainte-Sabine de Rome, Ve siècle, de plan basilical.
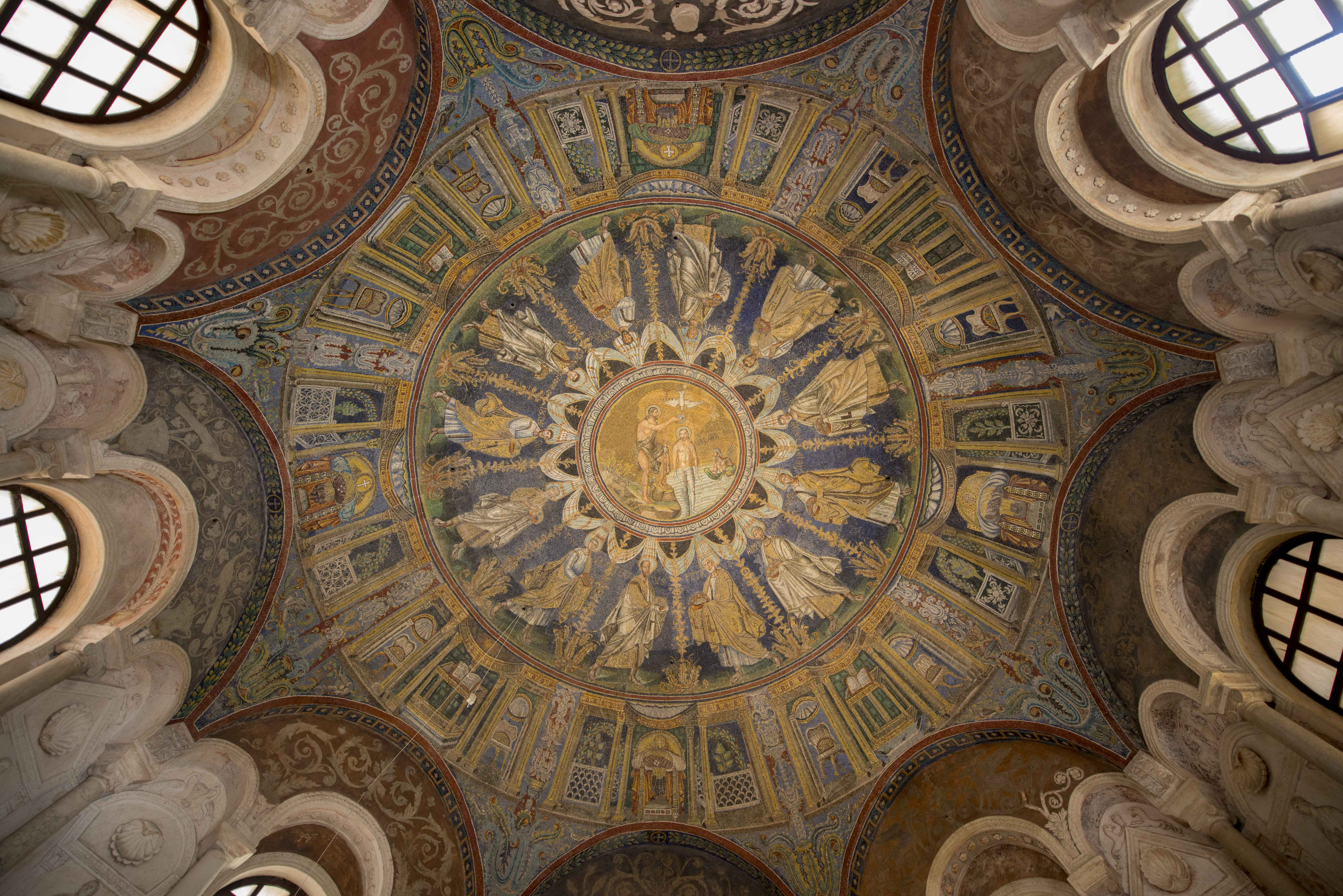
Le baptistère des Orthodoxes de Ravenne a entièrement conservé son décor du Ve siècle. Ici la mosaïque de la coupole.
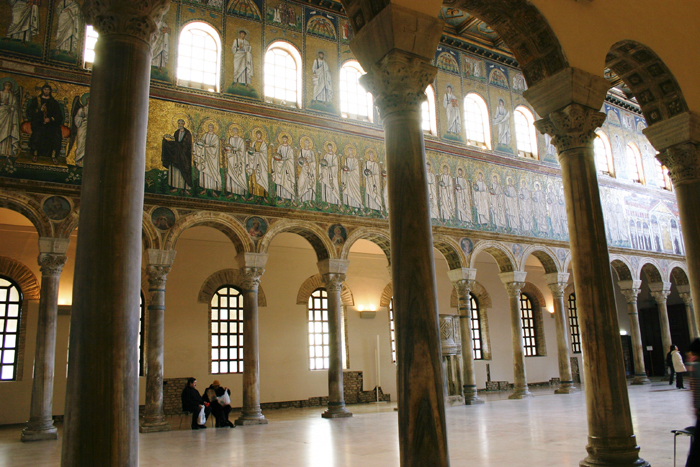
La basilique Saint-Apollinaire-le-Neuf de Ravenne, construite au début du VIe siècle par le roi ostrogoth Théodoric le Grand.
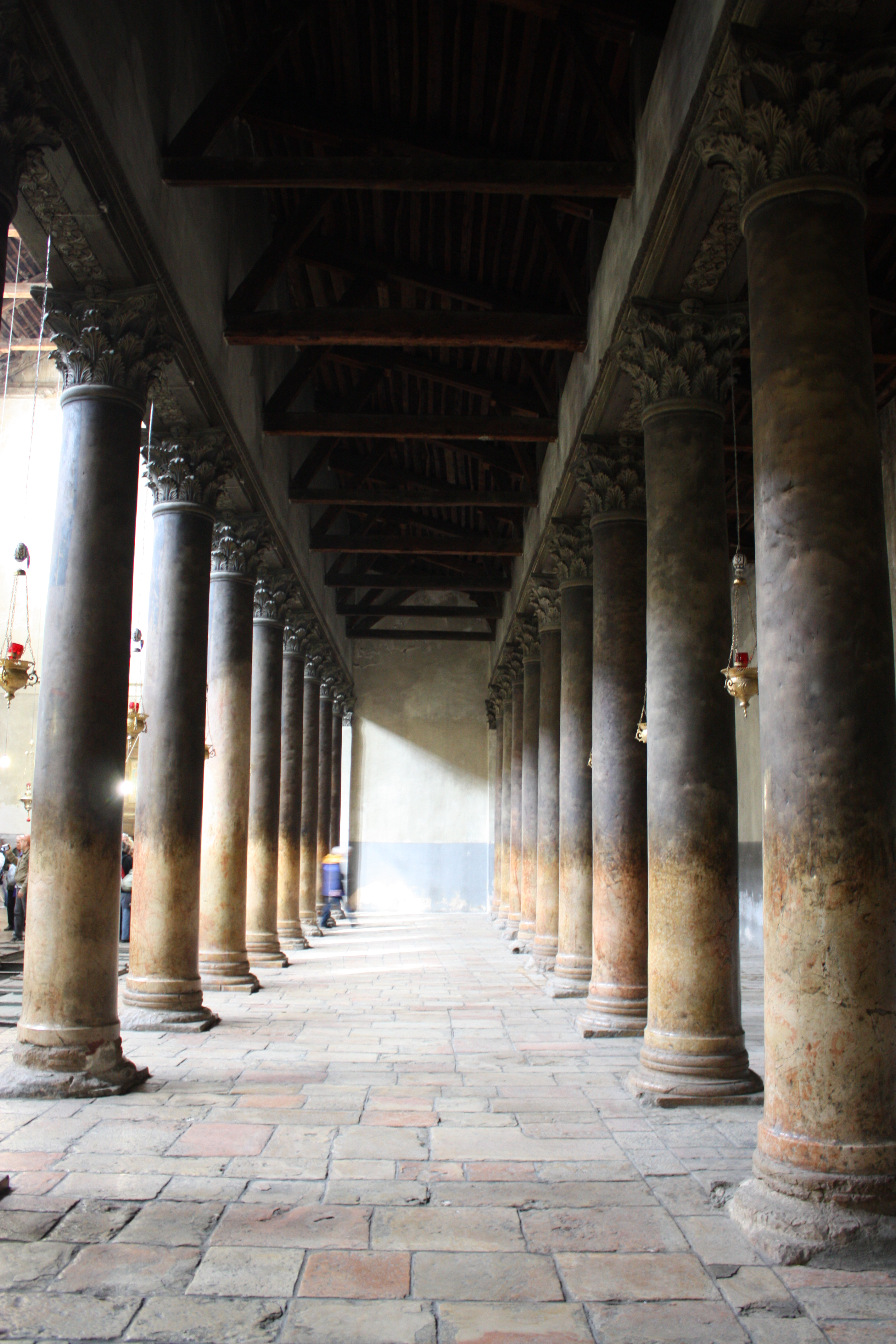
Bas côtés de la basilique de la Nativité de Bethléem, de plan basilical, IVe et VIe siècles.
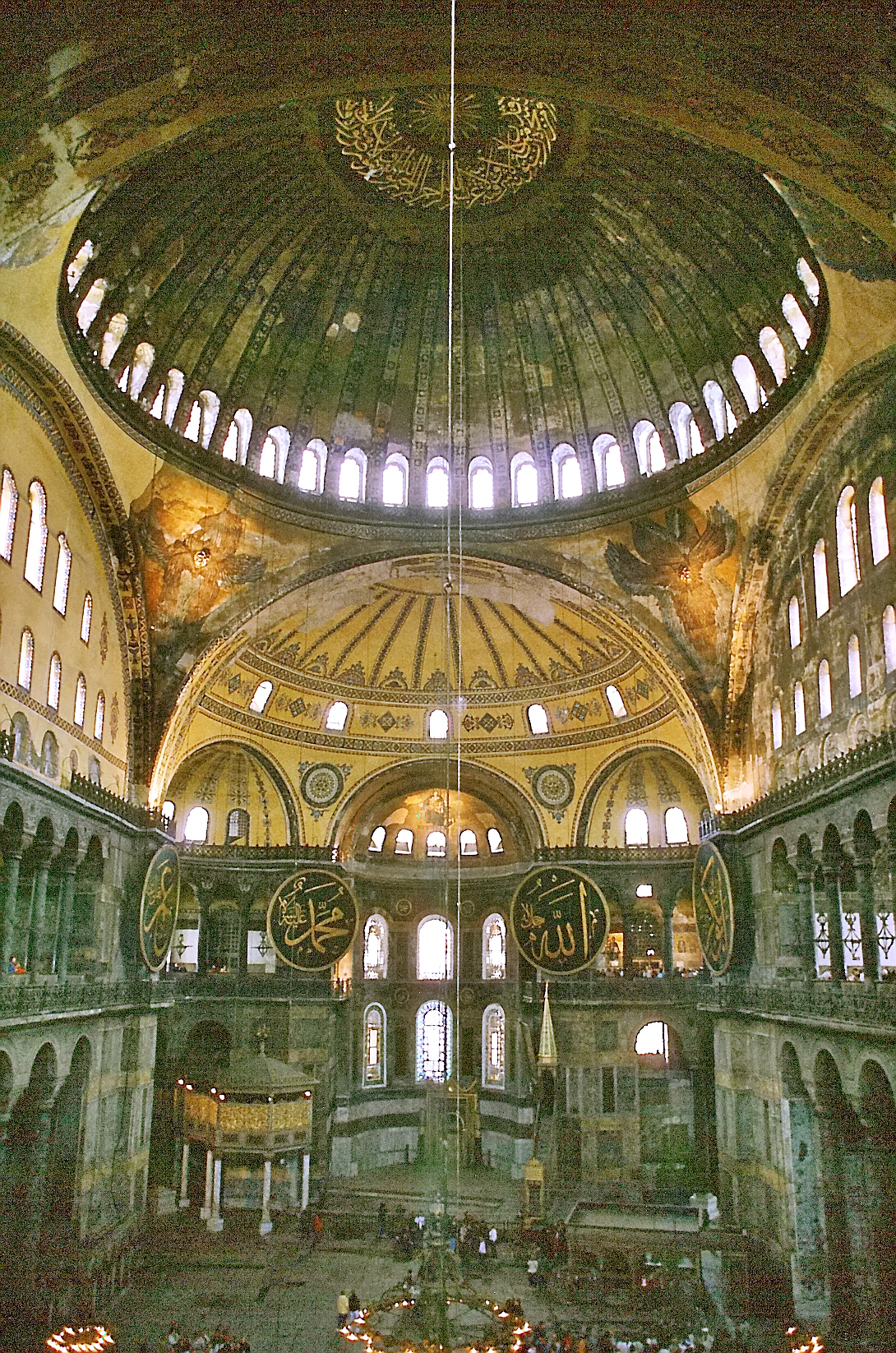
Sainte Sophie de Constantinople. Reconstruite au VIe siècle sous Justinien, elle est le sommet de l'architecture byzantine, mêlant les plans centré et basilical.

La chapelle de Sant’Aquilino reprend le plan octogonal du baptistère construit à l’époque d’Ambroise de Milan. Sa forme originaire a été parfaitement conservée. Le chiffre huit, dans la symbolique des anciens Pères de l’Église, indique le jour du Seigneur, qui suit le septième, c’est-à-dire le samedi. Alors que le chiffre sept, lui, rappelle les jours de la création contés dans la Genèse et symbolise la loi donnée à Moïse dans la partie de la Bible que les chrétiens appellent Ancien Testament. Le huit se réfère au Nouveau Testament qui, pour les chrétiens, complète et dépasse la loi ancienne. Il fait référence à la venue de Jésus, à sa résurrection le lendemain de shabbat, le huitième jour.
En Grèce, les architectes construisent parfois une coupole surmontant la basilique. Au VIe siècle, les plus beaux édifices de la période justinienne se caractérisent entre autres par de splendides coupoles comme à Basilique Saint-Vital de Ravenne et Hagia Sophia (Sainte Sophie) de Constantinople. L’extérieur est sans fioritures. L’intérieur est décoré de mosaïques somptueuses mettant en scène la gloire de Justinien.

## Les héritages de l'Antiquité tardive

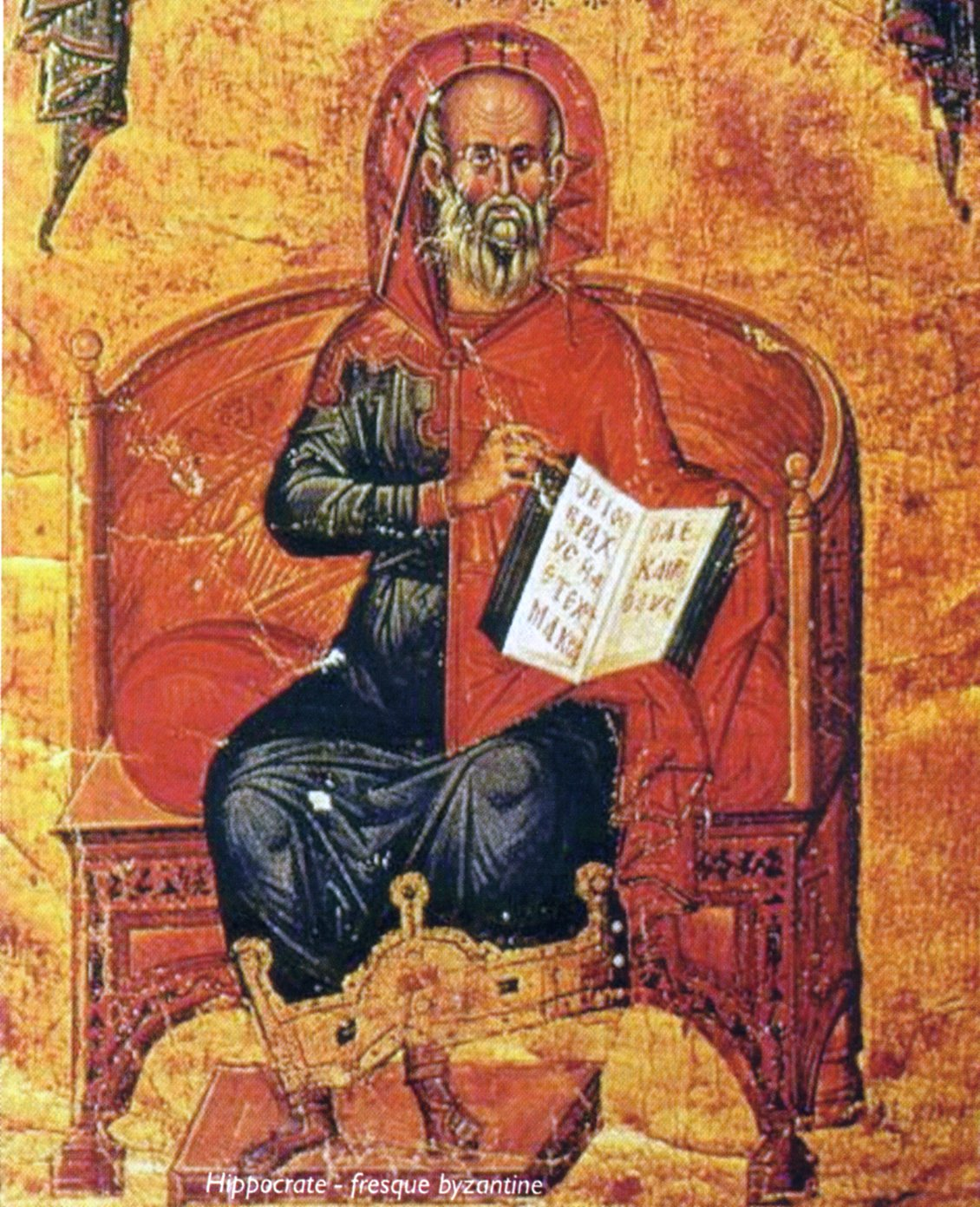
Hippocrate : manuscrit byzantin du XIVe siècle. BnF Gr.2144.

L’Antiquité tardive est, pour le monde occidental et méditerranéen, une période charnière entre un monde antique progressivement christianisé et une époque féodale dont les structures se mettent difficilement en place après le choc des invasions germaniques (IVe et Ve siècles).
En Occident, cette période se caractérise par l’émiettement du pouvoir politique ainsi qu'un affaiblissement de la notion de l’État, tandis que dans l’Empire romain d'Orient (dit « byzantin » depuis 1557) l’idée impériale et le mythe de la restauration de la puissance universelle de Rome se maintiennent jusqu’au VIe siècle. Cette « idée impériale » s’incarnera plus tard en Occident, successivement dans l’Empire carolingien en 800 et le Saint-Empire romain germanique d’Otton Ier en 955. Si après Justinien l’Empire d’Orient abandonne son projet de reconstruire politiquement l’Empire romain, il perpétue en revanche son modèle politique et juridique. Jusqu’en 1557, il est appelé Romanie dans les écrits médiévaux,.
Dans le domaine juridique, les codes Théodosien et Justinien servent de base aux légistes français pour légitimer la construction de la monarchie capétienne. Le principe d’une religion officielle, la religion chrétienne, composante majeure de l’État, instaurée à partir du IVe siècle structure la vie publique et les consciences jusqu’au XXe siècle en Europe. Le christianisme ne peut s’imposer dans les campagnes qu’au prix d’une lente acculturation et d’un certain syncrétisme religieux dont le meilleur exemple est le culte des saints et des reliques. Pendant l’Antiquité tardive apparaissent les divergences qui partageront le monde chrétien entre ariens, nicéens et monophysites (ancêtres des coptes), puis au XIe siècle les nicéens entre catholiques, orthodoxes et bogomiles. De l’Antiquité tardive à la fin du Moyen Âge, les principales manifestations de l’art magnifient la religion du Christ.

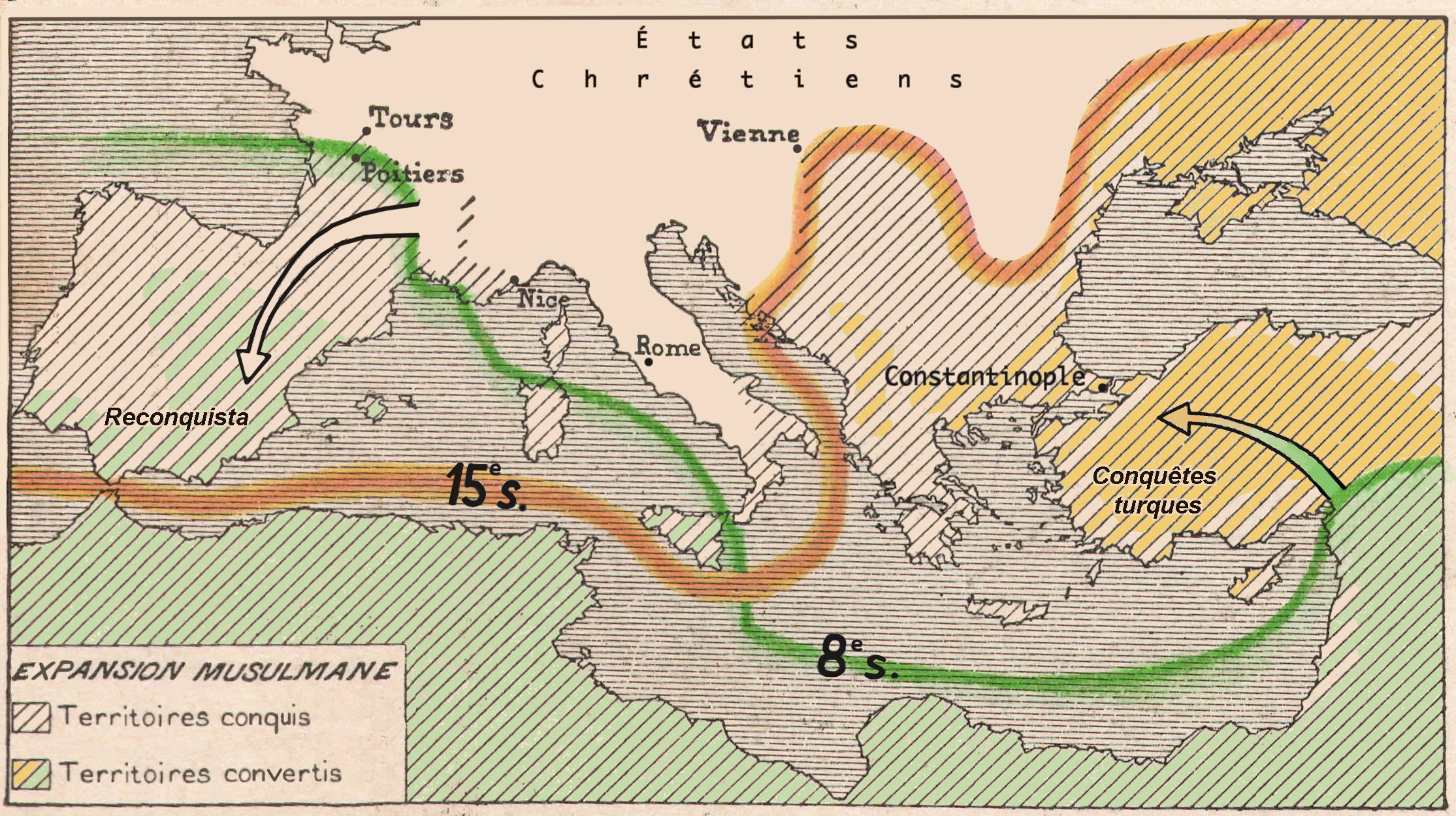
La « bascule du front religieux » entre le christianisme et l'islam, du VIIIe siècle au XVe siècle siècles.

L’Empire romain d'Orient est le premier gardien de la culture antique : les manuscrits grecs et latins sont conservés et recopiés dans ses bibliothèques, tandis que ses écoles enseignent la culture antique dans une société pourtant profondément christianisée. C’est ainsi que la culture antique est remise à l’honneur en Occident au XVe siècle, donnant naissance à l’Humanisme et à la Renaissance. Cette transmission s’est effectuée par deux canaux rarement mentionnés dans l’historiographie occidentale : celui de l’Italie byzantine et celui, un peu moins méconnu, de l’Espagne musulmane (par exemple, l’empereur Romain Ier Lécapène envoie bibliothèques et traducteurs à Hasdaï ibn Shaprut, ministre du calife de Cordoue, Abd al-Rahman III),,,. Mais politiquement et, par voie de conséquence, religieusement, une rivalité s’installe entre d’une part les héritiers germaniques de l’Empire romain d'Occident soutenus par la papauté, et d’autre part la « Romanie » et le christianisme oriental, d’abord affaiblis par la première (1204) et ensuite conquis par la seconde prise (1453) de Constantinople, désormais capitale de l’Empire ottoman, puissance musulmane. Par ce processus, le « front religieux » bascule : l’islam qui recule en Occident, progresse en Orient : il parvient aux portes de Vienne en Autriche en 1529 et s’y maintiendra jusqu’en 1699.

#### Sources latines et grecques
- Liste (restreinte) d'historiens de l'Antiquité tardive, Historiens par siècle
- Littérature byzantine, Historiographie grecque, Littérature grecque tardive (catégorie)
  - Littérature grecque du Bas-Empire (it)
  - Liste d'historiographes grecs (en), Liste des historiens grecs de l'Antiquité (de)
- Historiographie latine du Bas-Empire,
  - Écrivains romains par siècle, liste chronologique d'auteurs latins, littérature latine d'Afrique romaine
  - Écrivains latins de l'Antiquité tardive (par siècle) (en)
  - Histoire de la littérature latine des IIIe et IVe siècles (it), Histoire de la littérature latine du Ve siècle (it)
- Eusèbe de Césarée, Histoire ecclésiastique [lire en ligne]
- Eusèbe de Césarée, La Théologie politique de l’empire chrétien, Le Cerf, 2001.
- Eutrope : Abrégé d’histoire romaine, Les Belles-Lettres, coll. « CUF/Latin », 2003  (ISBN 2-251-01414-4).
- Ammien Marcellin, Res gestae [lire en ligne].
- Chronique universelle, Histoire Auguste

#### Autres sources
- Littérature syriaque (et en araméen)
- Littérature en hébreu mishnaïque et en hébreu rabbinique
- Littérature arménienne
- Littérature géorgienne
- Littérature copte
- Littérature éthiopienne en guèze
- Littérature en slavon d'église, en alphabet glagolitique, pour le vieux-slave (croate, serbe, russe, ukrainien, bulgare, monténégrin, tchèque...)
- Littérature de langue arabe